# Mecklenburg-Vorpommern

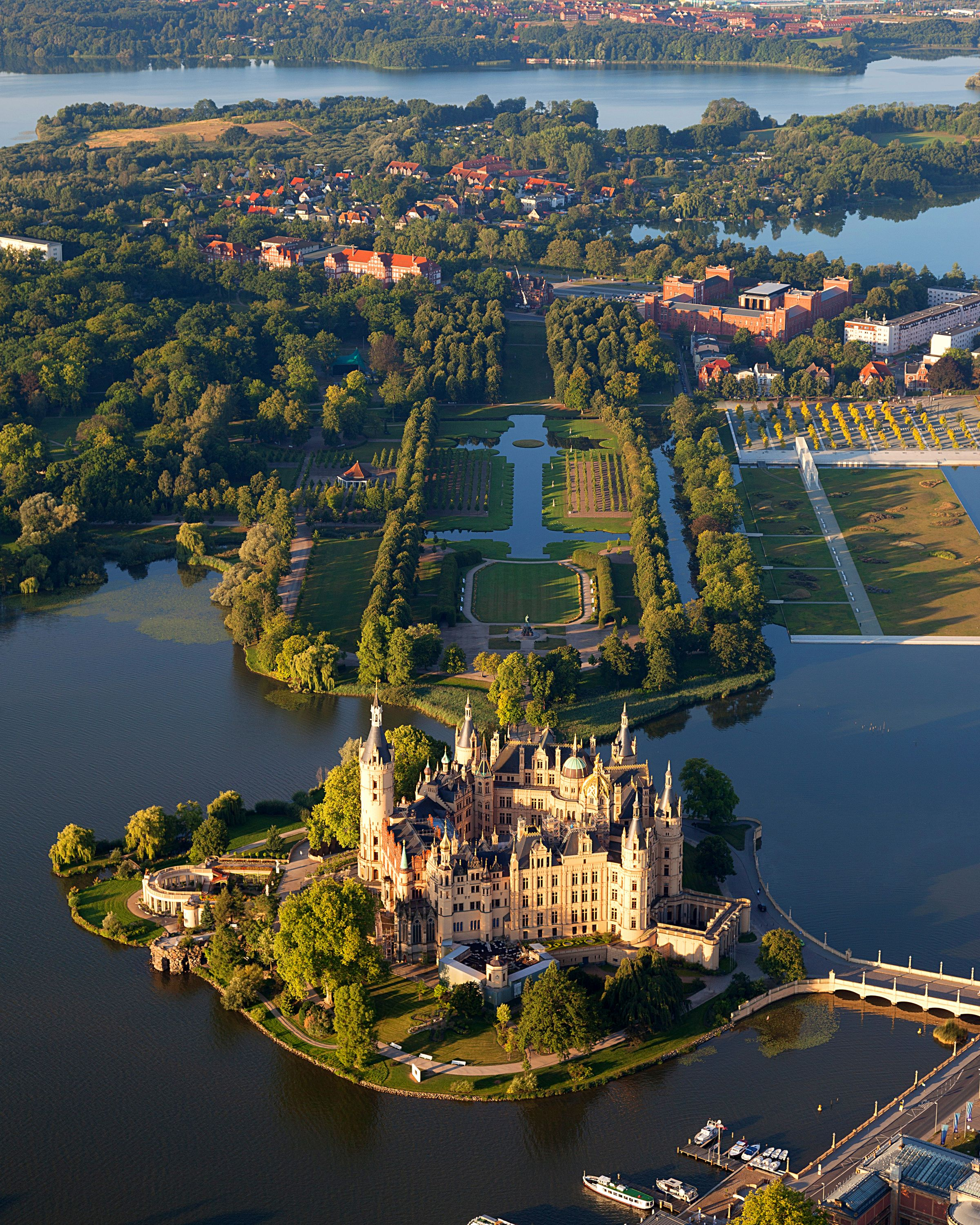
Das Schweriner Schloss ist ein Wahrzeichen Mecklenburg-Vorpommerns und Sitz des Landtags. Es ist eines von über 2000 Schlössern, Burgen und Gutshäusern im Land.

Mecklenburg-Vorpommern [ˈmeːklənbʊʁk ˈfoːɐ̯pʰɔmɐn], häufig auch [ˈmɛklənbʊʁk ˈfoːɐ̯pʰɔmɐn] vgl. hierzu Hörbeispiel anhörenⓘ, (niederdeutsch Mäkelborg-Vörpommern ['mɛːkl̩bɔɾx fœæ̯'pɔmmæn], Abkürzung MV, gelegentlich auch MVP) ist ein Land im Nordosten von Deutschland im Zentrum des südlichen Ostseeraumes. Es grenzt im Norden an die Ostsee, im Westen an Schleswig-Holstein und Niedersachsen, im Süden an Brandenburg und im Osten an die Woiwodschaft Westpommern der Republik Polen. Mecklenburg-Vorpommern ist das am dünnsten besiedelte deutsche Land.
Die Geschichte von Mecklenburg-Vorpommern als politische Einheit beginnt 1945 durch die Vereinigung des Landes Mecklenburg (die historischen Landesteile Mecklenburg-Schwerin und Mecklenburg-Strelitz) mit dem bei Deutschland verbliebenen Teil Vorpommerns (ohne Stettin). Jede der beiden Regionen des Landes hatte zuvor über Jahrhunderte hinweg eine weitgehend eigenständige Geschichte durchlaufen. Im Zuge der Verwaltungsreform von 1952 in der DDR wurde das Land aufgelöst und unter Einbeziehung weiterer Gebiete auf den Bezirk Rostock, den Bezirk Schwerin und den Bezirk Neubrandenburg aufgeteilt. Das Land Mecklenburg-Vorpommern wurde 1990 mit neuem Gebietszuschnitt neu gegründet und mit der Wiedervereinigung zu einem Land der Bundesrepublik Deutschland.
Das Land mit 1,6 Millionen Einwohnern (2020) gliedert sich in sechs Landkreise und zwei kreisfreie Städte. Seine Landeshauptstadt ist Schwerin. Die einzige Großstadt unter den 84 Städten des Landes ist die Regiopole Rostock mit über 200.000 Einwohnern. Weitere Zentren sind Schwerin, Neubrandenburg, Greifswald, Stralsund, Wismar, Güstrow, Waren (Müritz), Pasewalk und Neustrelitz. Die Metropolregionen von Hamburg und Berlin wirken in das Land hinein, ebenso Stettin mit seinem grenzübergreifenden Ballungsraum. Abseits der größeren Städte ist Mecklenburg-Vorpommern ländlich geprägt, vor allem durch historisch gewachsene Landstädte und Gutsdörfer sowie ihre umgebenden Kulturlandschaften.
Die Wirtschaft Mecklenburg-Vorpommerns konnte sich nach der Umbruchphase in den 1990er Jahren neu strukturieren, die Zahl der Arbeitsplätze hat sich dem Bundesdurchschnitt angenähert und die Wirtschaftskraft wächst. Die Struktur ist von vielen kleinen und mittelständischen Unternehmen und einigen großen Betrieben geprägt. Hauptsächliche verarbeitende Industriezweige sind maritime Wirtschaft, Maschinenbau, Automobilzulieferer, Energietechnik und die Konsum- und Lebensmittelindustrie. Wachstumsbranchen sind vor allem Bereiche der Spitzentechnologie, insbesondere Biotechnologie, Medizintechnik, Luft- und Raumfahrt und Informationstechnik. Der Tourismus in Mecklenburg-Vorpommern, Dienstleistungen, die Landwirtschaft und die Gesundheitswirtschaft tragen ebenfalls erheblich zur Wirtschaftsleistung bei.
Die beiden Universitäten im Land, Greifswald und Rostock, wurden bereits im Mittelalter gegründet und zählen zu den ältesten Hochschulen der Welt. Diese und die weiteren Wissenschafts- und Hochschulstandorte wie Neubrandenburg, Wismar und Stralsund sind Anziehungspunkte für Gründer und Start-up-Unternehmen sowie etablierte Technologiefirmen. Als Ausbildungsstandorte sind zudem die Fach- und Berufsschulen bedeutend. Infrastrukturell sind vor allem die Flughäfen Rostock-Laage und Heringsdorf (Insel Usedom), die Autobahnen A 19, A 20 und A 24, die Bundesstraßen, Schienenwege samt Bahnhöfen, Wasserstraßen, sowie die Seehäfen Rostock, Wismar und Sassnitz von überregionaler Bedeutung.
Zu Mecklenburg-Vorpommern gehören drei der 16 deutschen Nationalparks und damit mehr als zu jedem anderen Land; zudem gibt es acht Naturparks und hunderte Landschafts- und Naturschutzgebiete. In der Kulturlandschaft haben sich eine Vielzahl von Baudenkmalen erhalten, darunter Altstädte, Schlösser und Bauernhäuser. Große Landschaftsteile werden zunehmend zur Energieerzeugung durch Windkraftanlagen genutzt. Die zwei größten deutschen Inseln, Rügen und Usedom, befinden sich an der pommerschen Ostseeküste. Mecklenburg-Vorpommern ist als Teil des norddeutschen Tieflands überwiegend flach; bedingt durch die letzte Eiszeit gibt es aber in vielen Landesteilen Hügelketten wie zum Beispiel die Mecklenburgische Schweiz, Steilküsten, und Seenlandschaften wie das Mecklenburger Seenland. Im wasserreichen Land gibt es etwa 2000 km Küstenlinie samt Außenküste und diversen Buchten und Lagunen sowie ein landesweites Netz von Flüssen und Kanälen. Hinzu kommen über 2000 Seen, von denen der größte die Müritz ist, die zugleich der flächengrößte binnendeutsche See ist. Das Klima ist kühlgemäßigt und im Küstenbereich durch den maritimen Einfluss der Ostsee geprägt.

## Geographie

### Landesgebiet
Geografisch gehört Mecklenburg-Vorpommern zu Norddeutschland. Das Land Mecklenburg-Vorpommern umfasst das Gebiet Mecklenburgs, das etwa zwei Drittel der Landesfläche ausmacht, sowie den nach 1945 bei Deutschland verbliebenen Teilen der ehemals preußischen Provinz Pommern (Vorpommern, Amt Gartz (Oder) ausgenommen), kleine Teile der Prignitz und dem nördlichsten Zipfel der Uckermark (ehemals brandenburgisch). Bis 1950 gehörte auch der Fürstenberger Werder noch zum Landesgebiet.

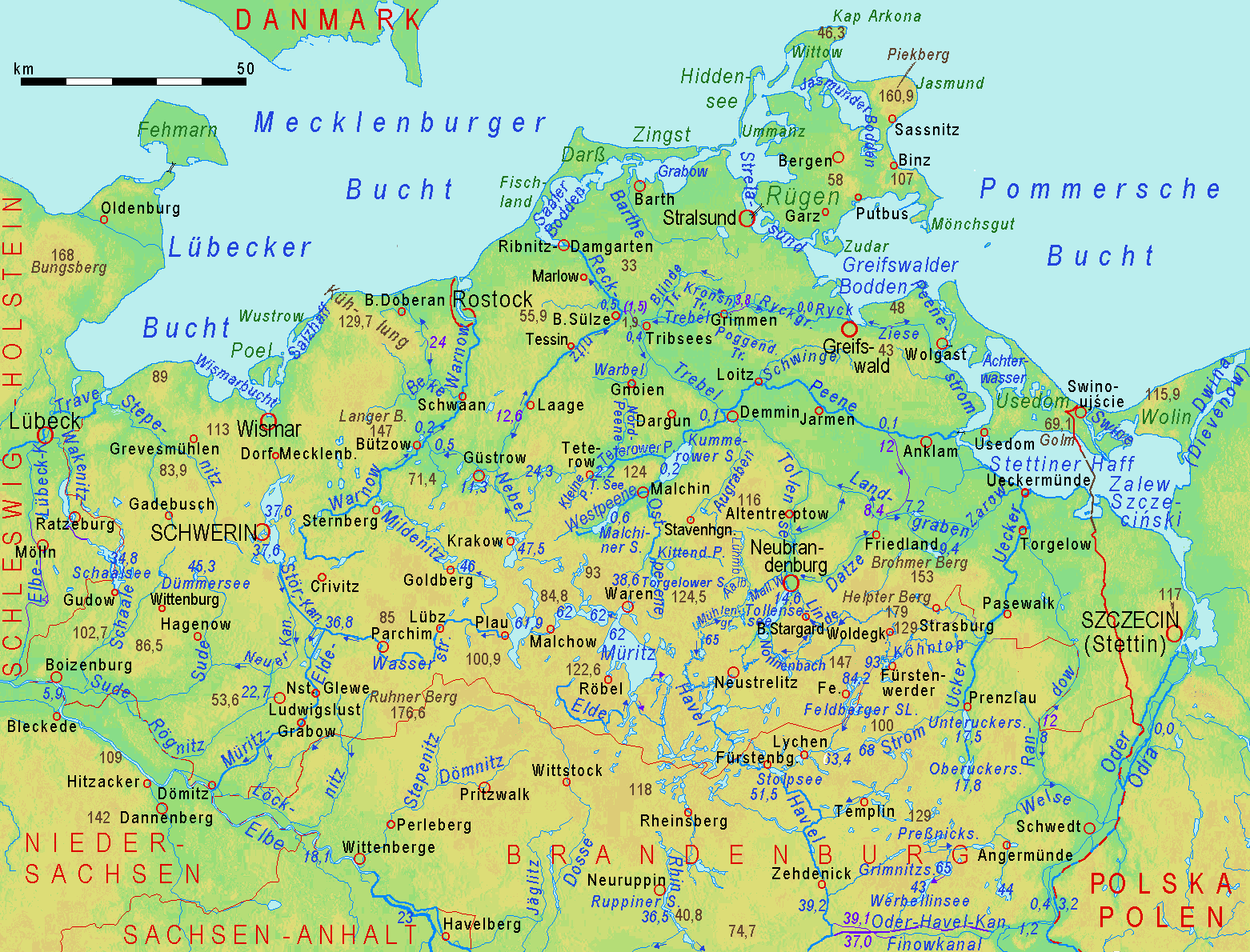
Relief und Gewässer Mecklenburg-Vorpommerns: Geländehöhen (braun) jeweils auf dem Höhenpunkt, Höhen der Gewässerspiegel dunkelblau, Wasserscheiden kreuzende Gewässer lila.

### Landschaft

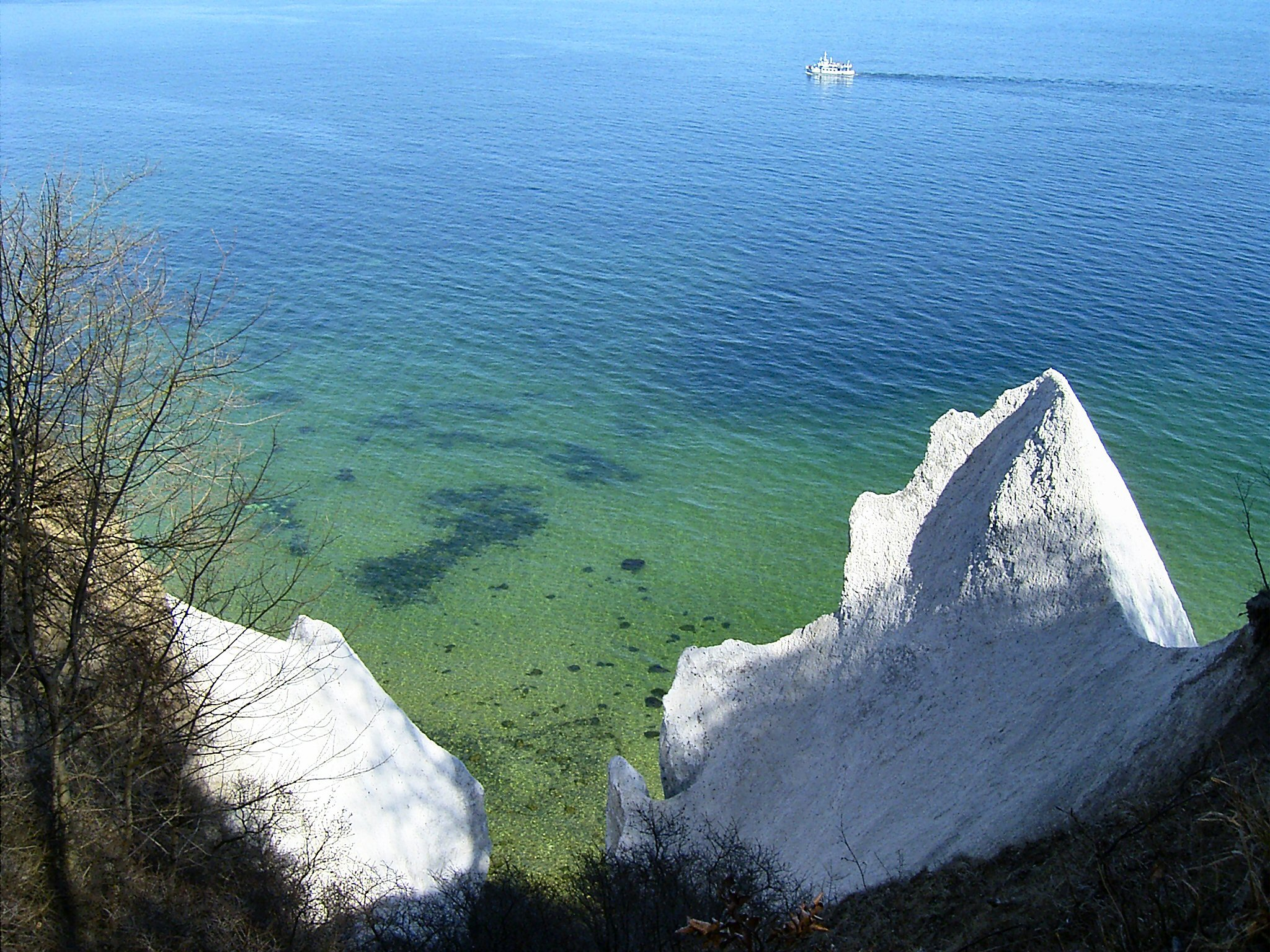
Kreidefelsen im Nationalpark Jasmund auf Rügen

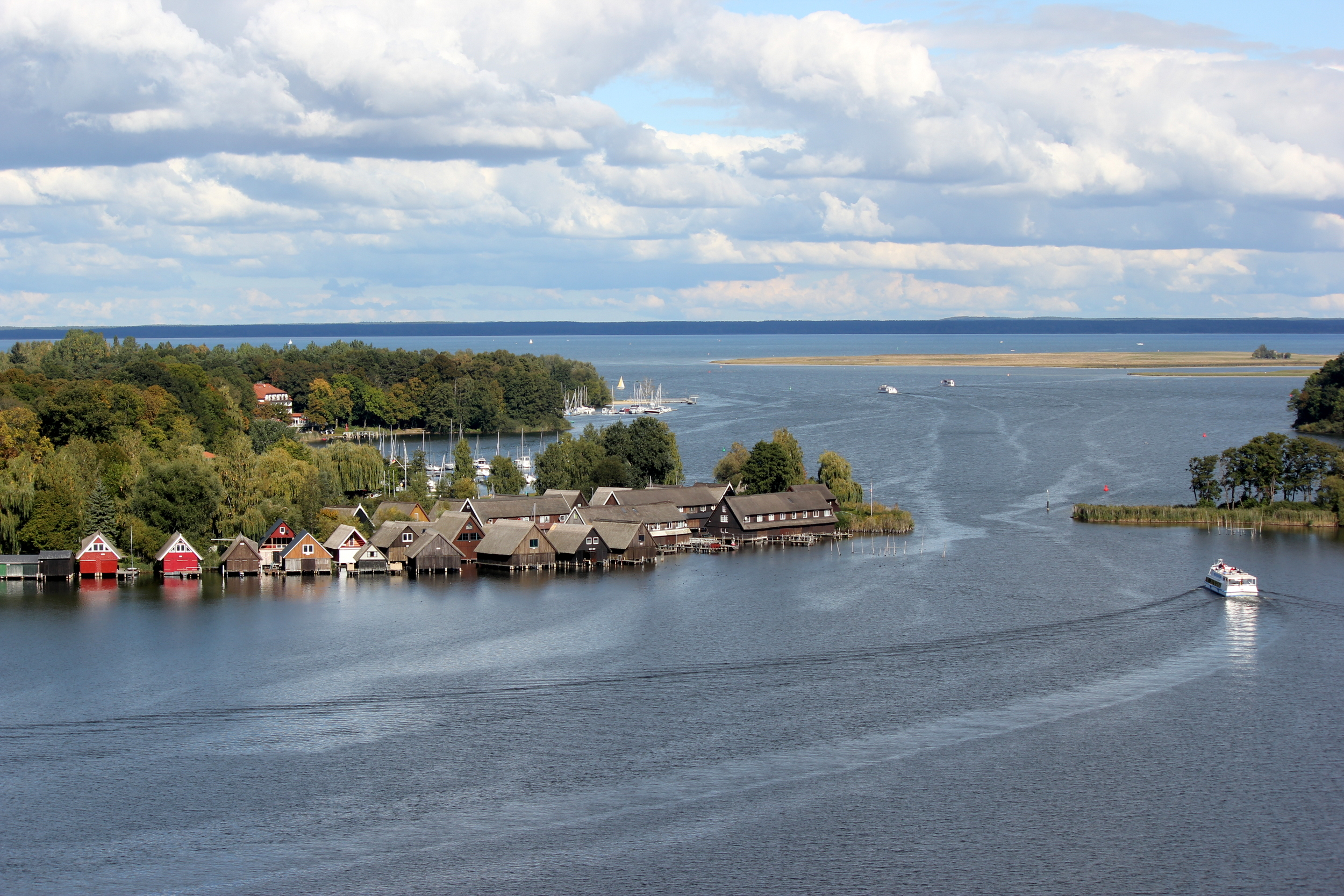
Die Müritz (hier bei Röbel) ist ein Teil des Mecklenburger Seenlands

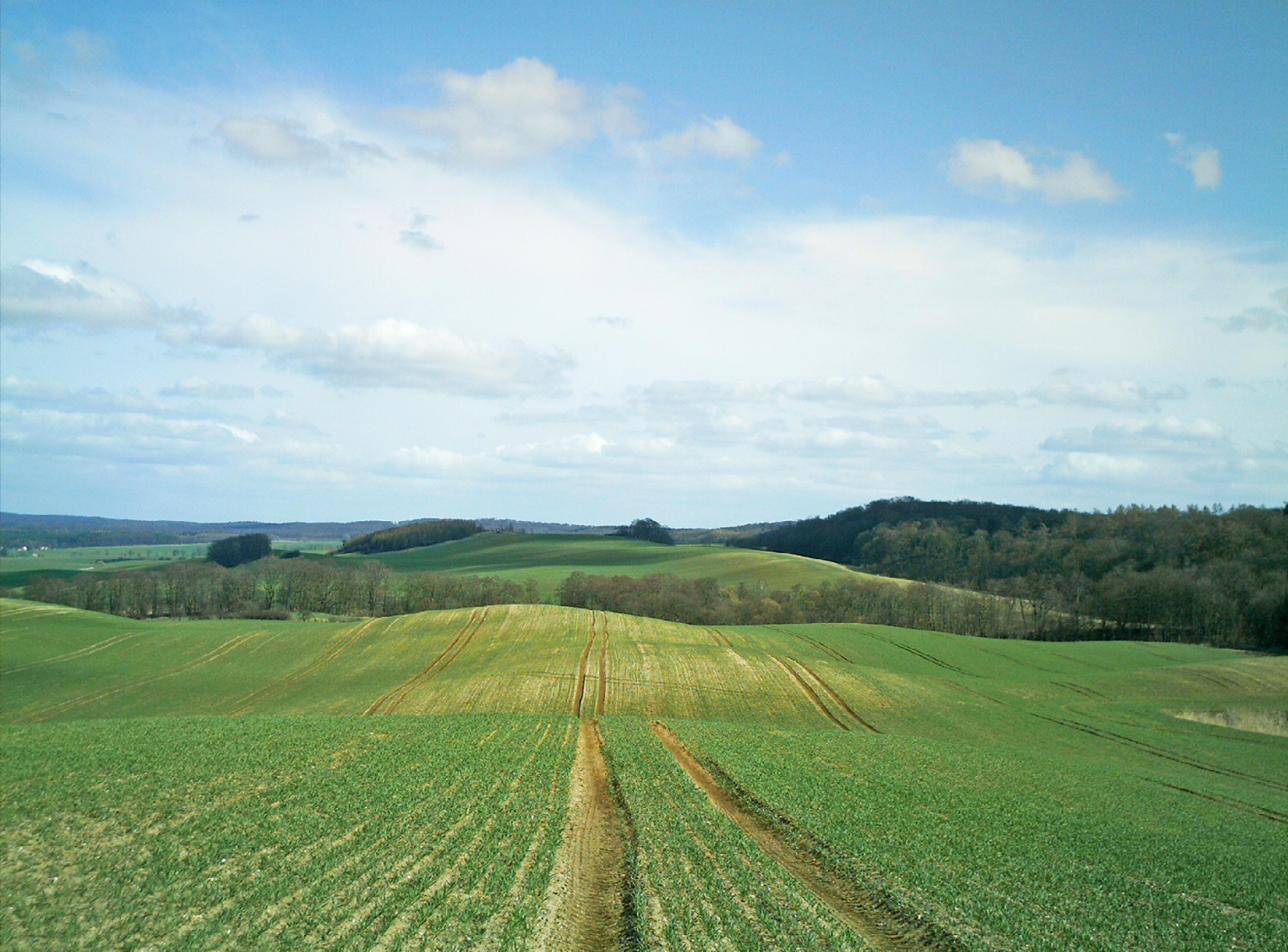
Brohmer Berge

#### Küste und Wasserflächen
Mecklenburg-Vorpommern hat insgesamt eine Küstenlänge von etwa 2000 km und damit die längste Küste aller deutschen Bundesländer. Den Großteil davon nehmen Buchten und die Vorpommersche Bodden- und Haffküste ein, denn die Küste im östlichen Landesteil ist besonders stark durch Lagunen und Meerengen gegliedert. Die Außenküste ist etwa 350 km lang.
Die beiden größten Inseln Mecklenburg-Vorpommerns, Rügen und Usedom, sind zugleich Deutschlands größte Inseln. Weitere größere Inseln sind Poel (drittgrößte des Landes und siebtgrößte Deutschlands), Ummanz und Hiddensee. Die bedeutendste Halbinsel ist Fischland-Darß-Zingst. Zu den bekannten Binneninseln des Landes gehören die Altstadtinsel von Malchow im Malchower See, die Schlossinsel Mirow und die Neubrandenburger Torpedo-Trümmerinsel im Tollensesee.
Das Land MV wird durch Flüsse und Kanäle mit einer Gesamtlänge von mehr als 26.000 km durchkreuzt. Mit seinen über 2028 Seen mit einer Gesamtfläche von 738 km² besitzt Mecklenburg-Vorpommern eine einzigartige Seen- und Wasserlandschaft. Die Müritz ist der größte vollständig auf deutschem Territorium liegende See in Deutschland und ist ein Teil des weitläufigen Mecklenburger Seenlands (auch als Seenplatte bekannt). Andere große Seen sind der Plauer See, der Schweriner See und der Schaalsee in Westmecklenburg, sowie der Malchiner See, Kummerower See und Tollensesee im östlichen Landesteil. Weitere seenreiche Gebiete sind die Feldberger und die Sternberger Seenlandschaft. Im Zuge der Hochwasserkrisen 2011 und 2013 wurde ein neues Katastrophenschutz-Vorwarnsystem eingerichtet, um besser in Krisensituationen reagieren zu können. Der Küstenschutz spielt im Ostseeraum eine wichtige Rolle.

#### Land
Die Landschaft Mecklenburg-Vorpommerns im Norddeutschen Tiefland ist durch die Weichseleiszeit (Pleistozän) geprägt. Die Landschaftsformen südlich der Küstenlinie gliedern sich etwa von Nordost nach Südwest:

- Das nordöstliche Flachland umfasst etwa das Vorpommersche Festland. Es hat überwiegend lehmige Böden und liegt insgesamt weniger als 50 m über NHN. Die Spiegel der meisten Gewässer liegen sogar weniger als 10 m über dem Meer.
- Der Baltische Landrücken mit der Mecklenburgischen Seenplatte zieht sich als Jungmoränenlandschaft von Nordwestmecklenburg bis in den Mecklenburger Südosten. Große Teile liegen deutlich mehr als 50 m, zahlreiche Hügelkuppen mehr als 100 m ü. NHN. Der Spiegel der Müritz liegt 62,1 m, der des Carwitzer Sees bei Feldberg nahe der Grenze zu Brandenburg gar 83,8 m über dem Meer.
- Das südwestliche Vorland der Seenplatte, also das Gebiet südwestlich der Landeshauptstadt Schwerin, wird zum Elbetal hin entwässert, an dem Mecklenburg seit der Abtretung des Amtes Neuhaus nur noch einen kleinen Anteil hält.

Das Land ist flach bis hügelig. Von den höchsten Erhebungen gehören einige zum Baltischen Landrücken, so die Helpter Berge (179 m), die Ruhner Berge (176,6 m) und die Brohmer Berge (153,1 m). Andere liegen nahe der Küste wie der Piekberg auf Rügen (161 m), die Kühlung (129,7 m) nordwestlich von Rostock und der Golm (69,1 m) auf Usedom. Ausgeprägte Tallandschaften weisen die Flüsse Warnow, Recknitz und Tollense auf, sowie kürzere Abschnitte von Peene, Trebel und Großem Landgraben.
Mit dem Nationalpark Jasmund, dem Nationalpark Vorpommersche Boddenlandschaft und dem Müritz-Nationalpark liegen insgesamt drei der 16 deutschen Nationalparks in Mecklenburg-Vorpommern, das somit über mehr dieser besonderen Schutzgebiete verfügt als jedes andere deutsche Bundesland.

### Klima
Das Klima wird in Mecklenburg-Vorpommern durch den Übergang vom maritimen Einfluss im Küstenbereich der Ostsee zu kontinentalgemäßigtem Klima im Binnenland geprägt. So nimmt die Niederschlagsneigung im Binnenland ab. Die Ostseeregion, vor allem im Bereich der Inseln Usedom, Rügen und Hiddensee, hat die deutschlandweit höchste Zahl an Sonnentagen.

## Landesname

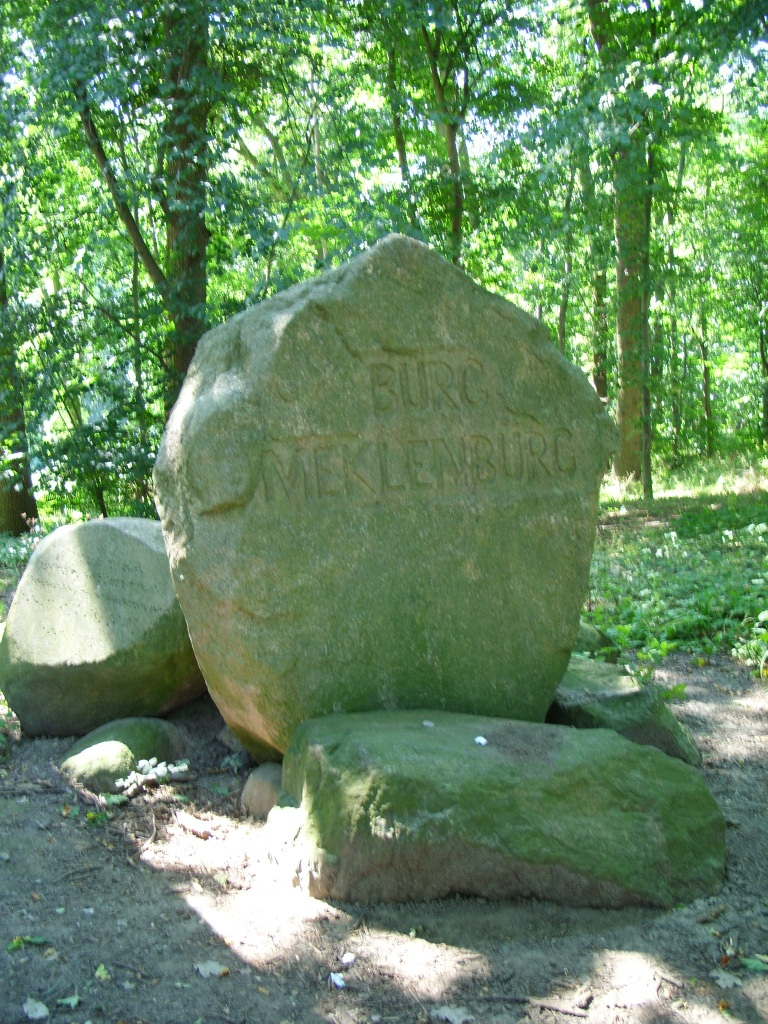
Denkmal für die Burg Mecklenburg bei Wismar

Ehemaliges Logo des Landes Mecklenburg-Vorpommern

### Aussprache und Gebrauch
Das Wort Mecklenburg wird im Land gängigerweise [meːklənbʊɐç] oder Meeklenburch ausgesprochen. Das „e“ wird lang gesprochen (dies ist als deutschlandweite korrekte Aussprache des „E“ zu verstehen; siehe: CK im Norden) und das „g“ wie ein palatales „ch“. Die Veränderung des „G“ im Auslaut ist ein Überrest niederdeutscher Phonologie.
In den mecklenburgisch-vorpommerschen Varietäten des Niederdeutschen gebraucht man die Namensform Mękelborg.
Als Abkürzung für den Namen des Landes sind MV, M-V und MVP gebräuchlich.
Die Bewohner des Landes werden je nach Landesteil als Mecklenburger oder Pommern bzw. Vorpommern bezeichnet; die Bezeichnung als Mecklenburg-Vorpommern ist unüblich, da die zwei Landesteile eine jeweils eigene Geschichte und Identität haben.

### Entstehungsgeschichte

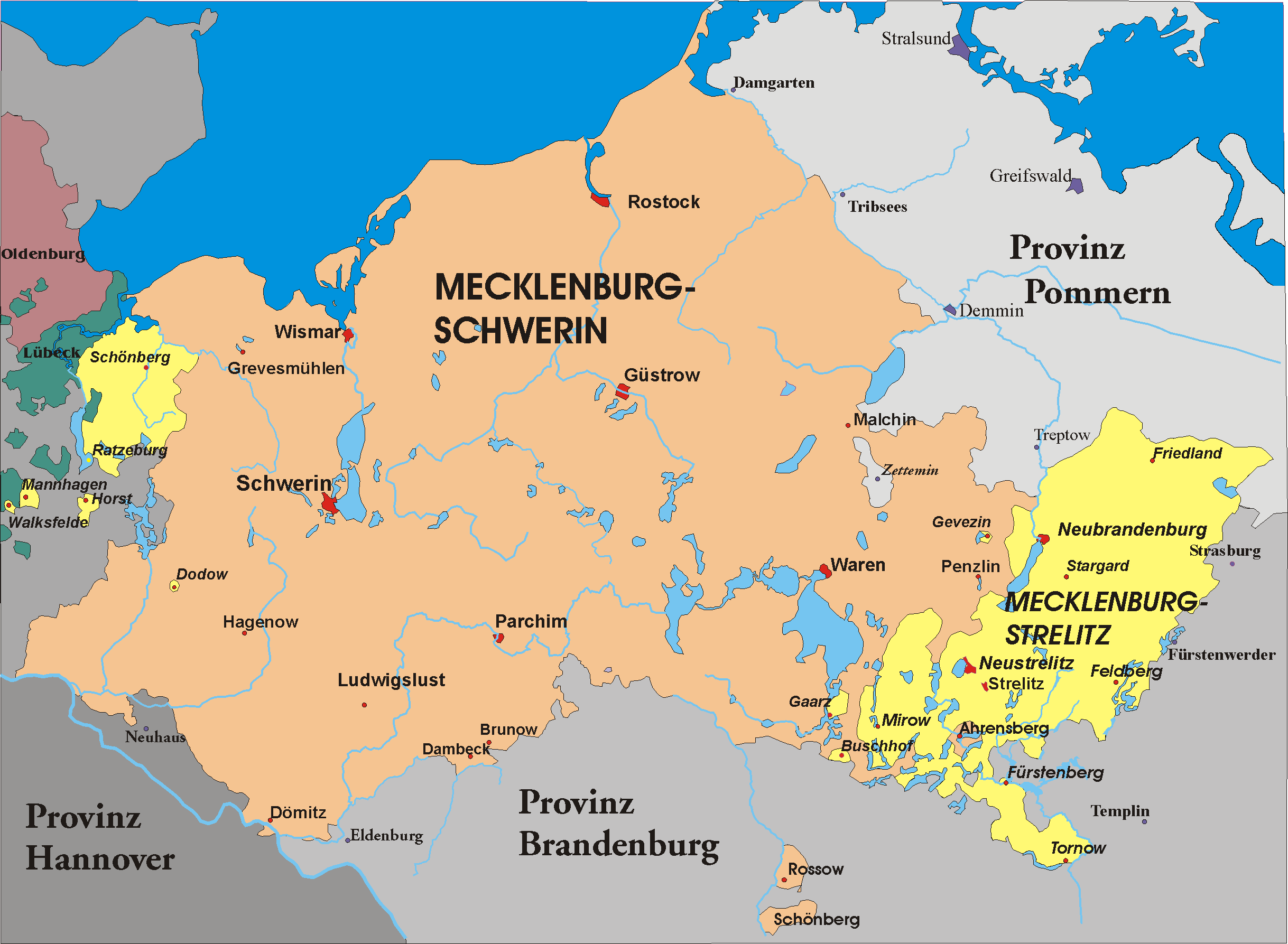
Mecklenburg-Schwerin, Mecklenburg-Strelitz und der Westen der preußischen Provinz Pommern, wie sie von 1815 bis 1934 Bestand hatten

Der Name Mecklenburg („Mikelenburg“) taucht erstmals in einer Urkunde auf, die Kaiser Otto III. auf der „Mikelburg“ gezeichnet hat. Die Urkunde stammt aus dem Jahr 995. Im Altniederdeutschen bedeutete mikil „groß“ und der im 10./11. Jahrhundert entstandene Name Mikilinborg („große Burg“) bezieht sich auf die Burg Mecklenburg bei Wismar. Im Mittelalter wurde daraus mittelniederdeutsch Mekelenborch, später deutsch Meklenburg und Mecklenburg.
Der Name Pommern ist slawischer Herkunft. Der Name Vorpommern entstand erst relativ spät (16./17. Jahrhundert) als Bezeichnung für die westlich der Oder liegenden Gebiete des Herzogtums Pommern. Der Name Pommern wiederum leitet sich aus einer slawischen Wortzusammenrückung mit der Bedeutung „am Meer“ ab (siehe Pommern). Dieser politisch-geographische Terminus ist in etwa ebenso alt wie der von Mecklenburg. Bereits 1046 wird der erste Pommernfürst Zemuzil erwähnt. Der Begriff Pommern wurde im weiteren Verlauf des Mittelalters zur tragenden Bezeichnung des Herrschaftsgebietes der Dynastie der Greifen.
Entstanden ist der Name „Mecklenburg-Vorpommern“ erstmals durch die Vereinigung des ehemaligen Landes Mecklenburg mit den westlich der Oder-Neiße-Linie gelegenen Gebieten (unter Ausgliederung von Stettin und Swinemünde) der früheren preußischen Provinz Pommern aufgrund eines Befehls der Sowjetischen Militäradministration von Anfang Juli 1945. Anfangs kursierten verschiedene Bezeichnungen für das neue Verwaltungsgebilde, u. a. „Mecklenburg-Pommern“ und auch schon früh, unter Ignorierung der pommerschen Landesteile, einfach nur „Mecklenburg“. Letztere Bezeichnung wurde auf Anweisung der sowjetischen Besatzungsmacht ab dem 25. Februar 1947 verbindlich.
Erst mit der Neukonstituierung als Land in verändertem Gebietszuschnitt – Basis waren die drei nördlichen DDR-Bezirke (Nordbezirke) Rostock, Schwerin und Neubrandenburg – im Herbst 1990 erhielt das Land wieder die Bezeichnung „Mecklenburg-Vorpommern“.

## Geschichte

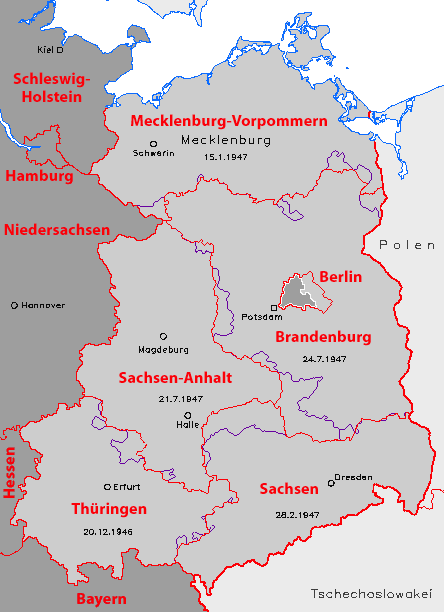
Länder der DDR bis 1950/1952 (violett),
Länder 1990 (rot), das Land Berlin umfasst seitdem das Gebiet Groß-Berlins.

Zur Geschichte der historischen Territorien bis 1945, siehe: Geschichte Mecklenburgs und Geschichte Pommerns.
Das Land Mecklenburg-Vorpommern wurde nach Ende des Zweiten Weltkriegs am 9. Juli 1945 von der Sowjetischen Militäradministration aus dem ehemaligen Land Mecklenburg, dem bei Deutschland verbliebenen, also überwiegenden Teil Vorpommerns sowie dem ehemals hannoverschen Amt Neuhaus gebildet. Schon im Jahre 1947 wurde der Landesteil Vorpommern aus dem Landesnamen entfernt und das Territorium bestand nunmehr als Land Mecklenburg bis 1952 fort.
Bereits 1952 wurde im Rahmen der Verwaltungsreform in der DDR das Land aufgelöst und im Wesentlichen in die drei Bezirke Neubrandenburg (der Südosten), Rostock (die Küste) und Schwerin (der Südwesten) aufgeteilt.
Mit der deutschen Wiedervereinigung im Jahr 1990 erfolgte die Neugründung des Landes Mecklenburg-Vorpommern aus den Bezirken Neubrandenburg, Rostock und Schwerin ohne die Landkreise Perleberg, Prenzlau und Templin und entsprach so in etwa jener territorialen Ausdehnung, die Mecklenburg bei der Auflösung 1952 gehabt hatte. Schleswig-Holstein und die Freie und Hansestadt Hamburg waren während des Aufbaus der neuen Verwaltungsstrukturen Partnerländer von Mecklenburg-Vorpommern.
Seit der politischen Wende wurden im gesamten Land weite Teile zahlreicher Städte im Rahmen der Städtebauförderung saniert. Die Historischen Altstädte Stralsund und Wismar wurden 2002 in die Liste der UNESCO-Weltkulturerbe aufgenommen. Mecklenburg-Vorpommern sieht sich seit der Wende nicht nur mit einem tiefgreifenden Struktur-, sondern auch mit einem erheblichen Demografiewandel konfrontiert. Bereits 1994 reagierte die Landesregierung daher mit einer umfassenden Kreisgebietsreform, der im Jahr 2011 eine zweite folgte.
Mecklenburg-Vorpommern war 2007 Gastgeber des global bedeutenden G8-Gipfels der Industriestaaten, dieser fand in Heiligendamm nahe Rostock statt. Ab 1990 befand sich der Wahlkreis der von 2005 bis 2021 regierenden Bundeskanzlerin Angela Merkel im Nordosten Mecklenburg-Vorpommerns, ihr Wahlkreisbüro ist in Stralsund. Der ehemalige Rostocker Pastor Joachim Gauck war von 2012 bis 2017 deutscher Bundespräsident und hielt wie die Kanzlerin regelmäßig Veranstaltungen im Land ab.

## Verwaltungsgliederung

### Landkreise und kreisfreie Städte
Seit der Kreisgebietsreform 2011 ist das Land in sechs Landkreise und zwei kreisfreie Städte gegliedert. Fünf der Landkreise sind seitdem die flächengrößten Deutschlands.
| Landkreis oder kreisfreie Stadt       | Landesteil                     | Kreissitz      | Einwohner 31. Dezember 2024 | Fläche km² | Einwohner pro km² |
| ------------------------------------- | ------------------------------ | -------------- | --------------------------- | ---------- | ----------------- |
| Rostock                               | Mecklenburg                    | —              | 205.307                     | 181,26     | 1132              |
| Schwerin                              | Mecklenburg                    | —              | 98.308                      | 130,52     | 753               |
| Landkreis Ludwigslust-Parchim         | Mecklenburg                    | Parchim        | 208.092                     | 4.751,86   | 44                |
| Landkreis Mecklenburgische Seenplatte | Mecklenburg (teils Vorpommern) | Neubrandenburg | 246.318                     | 5.470,03   | 45                |
| Landkreis Nordwestmecklenburg         | Mecklenburg                    | Wismar         | 156.692                     | 2.118,45   | 74                |
| Landkreis Rostock                     | Mecklenburg                    | Güstrow        | 218.721                     | 3.422,23   | 64                |
| Landkreis Vorpommern-Greifswald       | Vorpommern (teils Mecklenburg) | Greifswald     | 224.956                     | 3.929,48   | 57                |
| Landkreis Vorpommern-Rügen            | Vorpommern (teils Mecklenburg) | Stralsund      | 215.203                     | 3.207,22   | 68                |

### Städte, Ämter und Gemeinden
Das Land Mecklenburg-Vorpommern besteht aus insgesamt 724 politisch selbständigen Städten und Gemeinden. Diese verteilen sich wie folgt: zwei kreisfreie Städte und 722 kreisangehörige Städte und Gemeinden. Vier kreisangehörige Städte werden als große kreisangehörige Städte bezeichnet. Von den kreisangehörigen Städten und Gemeinden sind 38 amtsfrei. Die 684 amtsangehörigen Städte und Gemeinden sind zur Erledigung ihrer Verwaltungsgeschäfte zu 76 Ämtern zusammengeschlossen (Stand: 9. Juni 2024). Neben den vier Oberzentren Rostock, Schwerin, Stralsund-Greifswald und Neubrandenburg erfüllen 18 Städte im Land die Funktion als Mittelzentrum für ihre Region, siehe Liste. Weiterhin sind Grundzentren im ländlichen Raum und im Stadtumland definiert.

### Größte Städte

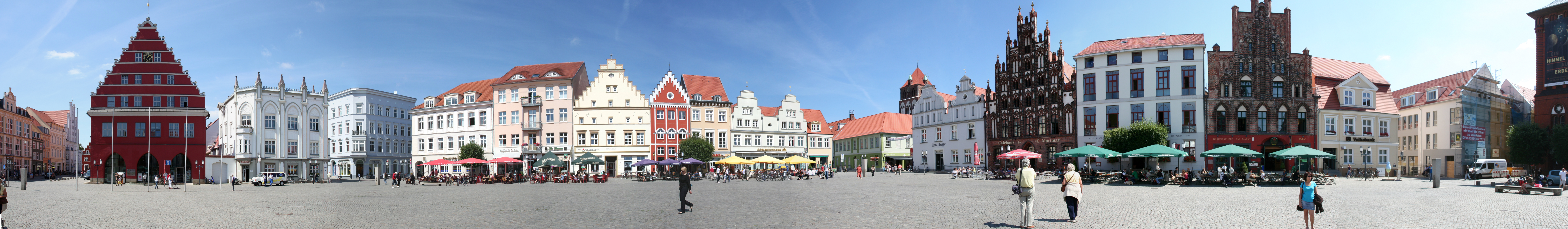
Der historische Marktplatz der Hanse- und Universitätsstadt Greifswald

Die 25 größten Städte im Land sind:
| Stadt             | Landkreis                   | Einwohner am 31. Dezember 2024 |
| ----------------- | --------------------------- | ------------------------------ |
| Rostock           | kreisfreie Stadt            | 205.307                        |
| Schwerin          | kreisfreie Stadt            | 98.308                         |
| Neubrandenburg    | Mecklenburgische Seenplatte | 60.344                         |
| Greifswald        | Vorpommern-Greifswald       | 56.092                         |
| Stralsund         | Vorpommern-Rügen            | 54.094                         |
| Wismar            | Nordwestmecklenburg         | 43.329                         |
| Güstrow           | Rostock (Landkreis)         | 28.959                         |
| Waren (Müritz)    | Mecklenburgische Seenplatte | 20.260                         |
| Neustrelitz       | Mecklenburgische Seenplatte | 20.191                         |
| Parchim           | Ludwigslust-Parchim         | 17.893                         |
| Ribnitz-Damgarten | Vorpommern-Rügen            | 15.333                         |
| Bergen auf Rügen  | Vorpommern-Rügen            | 13.457                         |
| Bad Doberan       | Rostock (Landkreis)         | 13.079                         |
| Anklam            | Vorpommern-Greifswald       | 11.917                         |
| Hagenow           | Ludwigslust-Parchim         | 12.022                         |
| Ludwigslust       | Ludwigslust-Parchim         | 11.961                         |
| Wolgast           | Vorpommern-Greifswald       | 10.991                         |
| Boizenburg/Elbe   | Ludwigslust-Parchim         | 11.048                         |
| Demmin            | Mecklenburgische Seenplatte | 9583                           |
| Grevesmühlen      | Nordwestmecklenburg         | 10.167                         |
| Pasewalk          | Vorpommern-Greifswald       | 9666                           |
| Grimmen           | Vorpommern-Rügen            | 9076                           |
| Sassnitz          | Vorpommern-Rügen            | 8893                           |
| Torgelow          | Vorpommern-Greifswald       | 8899                           |
| Barth             | Vorpommern-Rügen            | 7568                           |

## Politik

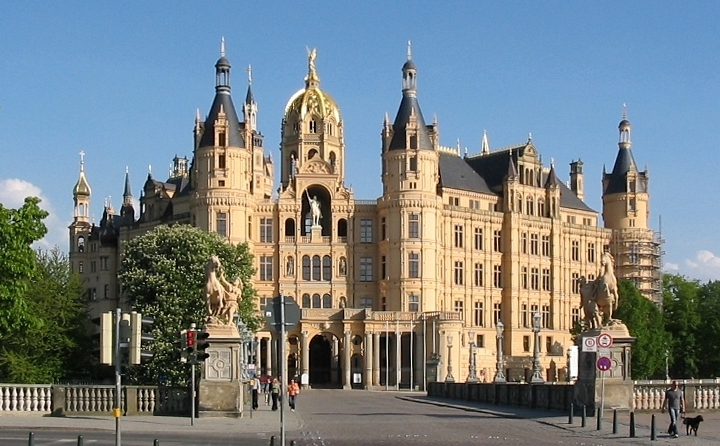
Das Schweriner Schloss ist der Sitz des Landtags.

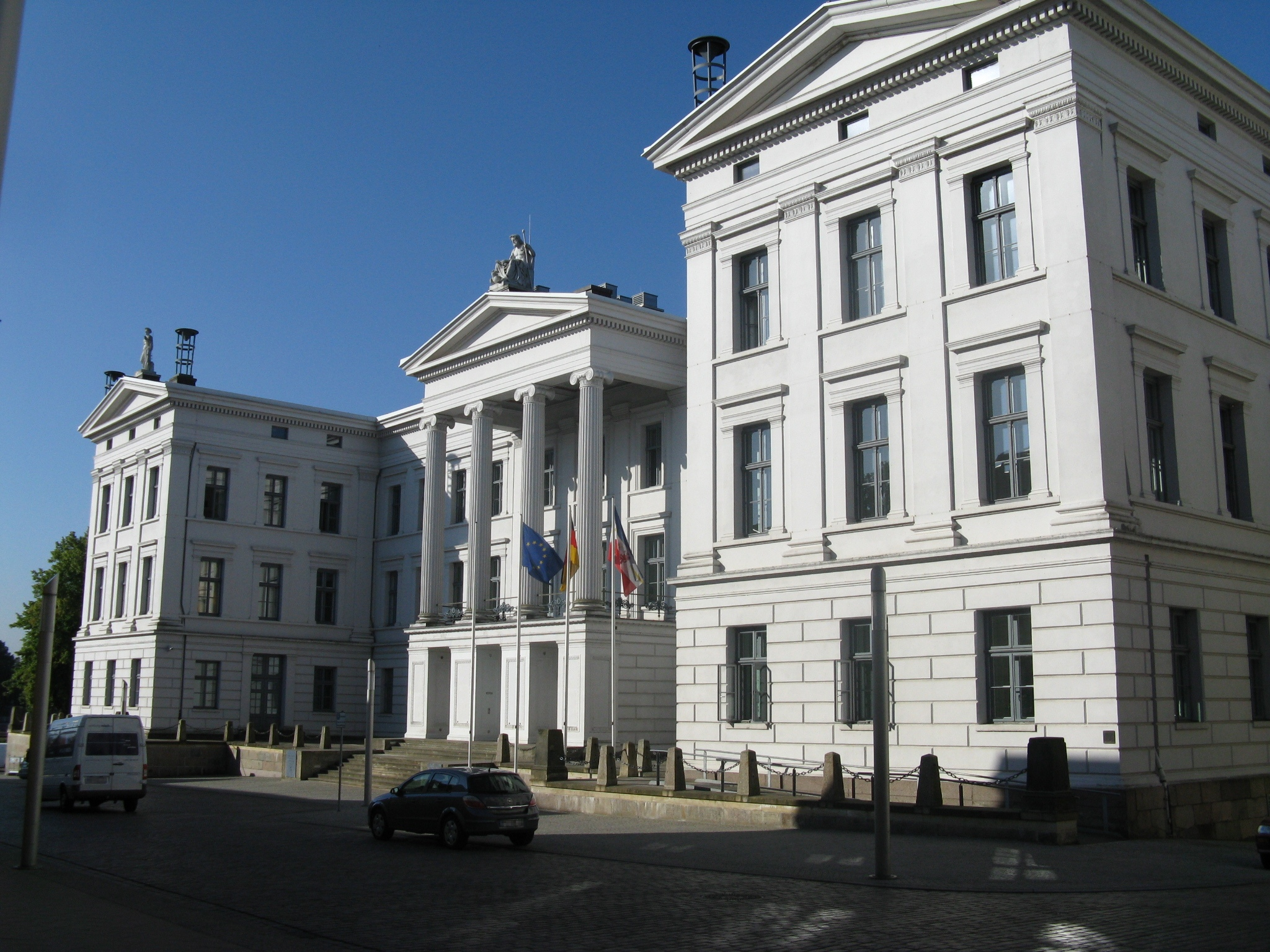
Die Staatskanzlei in Schwerin ist der Sitz der Ministerpräsidentin.

Grundlage der mecklenburg-vorpommerschen Politik ist die Verfassung des Landes Mecklenburg-Vorpommern vom 23. Mai 1993, die am 15. November 1994 in Kraft trat.

### Ministerpräsidenten

#### In der Nachkriegs- und der Zeit der DDR
Die Ministerpräsidenten des Landes Mecklenburg-Vorpommern (1945–1947) und des Landes Mecklenburg (1947–1952) waren Wilhelm Höcker (1945–1951, SPD/SED), Kurt Bürger (19. bis 28. Juli 1951, SED) und Bernhard Quandt (1951–1952, SED).
Von 1952 bis zur deutschen Wiedervereinigung im Jahr 1990 existierte Mecklenburg-Vorpommern nicht. Das Territorium bildete den Hauptteil der drei DDR-Bezirke Rostock, Schwerin und Neubrandenburg.

#### Seit der Wiederherstellung des Landes in der Bundesrepublik 1990
Von 1990 bis 1992 war Alfred Gomolka (CDU) erster Ministerpräsident des wiederhergestellten Landes nach der deutschen Wiedervereinigung. Er wurde vom CDU-Politiker Berndt Seite (1992–1998) abgelöst, der 1992 bis 1994 in einer Koalition der CDU mit der FDP und ab 1994 in einer Großen Koalition aus CDU und SPD regierte. Harald Ringstorff (SPD) hatte, unter einer Koalition der SPD zusammen mit der PDS, von 1998 bis 2008 die bisher längste Amtszeit. 
Von Oktober 2008 bis Juli 2017 war Erwin Sellering (SPD) Ministerpräsident in einer rot-schwarzen Koalition. Sellering trat nach der Landtagswahl 2011 am 25. Oktober 2011 seine zweite Amtszeit und nach der Landtagswahl 2016 am 1. November 2016 seine dritte Amtszeit an. 
Am 30. Mai 2017 kündigte er wegen einer Krebserkrankung seinen Rücktritt von allen Ämtern an. 
Am 4. Juli 2017 wählte der Landtag mit den Stimmen von SPD und CDU Manuela Schwesig (SPD) zur neuen Ministerpräsidentin. Schwesig bildete das Kabinett Schwesig I und nach der Landtagswahl am 26. September 2021 das Kabinett Schwesig II.
Sie ist die erste Frau an der Spitze einer Landesregierung Mecklenburg-Vorpommerns.

### Landesregierung
Die Regierungsgeschäfte in Mecklenburg-Vorpommern sind auf den Ministerpräsidenten oder die Ministerpräsidentin und acht Minister verteilt. Dem Kabinett der Landesregierung (Schwesig II) gehören an:
| Amt                                                     | Name                 | Partei    |
| ------------------------------------------------------- | -------------------- | --------- |
| Ministerpräsidentin                                     | Manuela Schwesig     | SPD       |
| Stellvertreterin der Ministerpräsidentin                | Simone Oldenburg     | Linke     |
| Bildung und Kindertagesstätten                          | Simone Oldenburg     | Linke     |
| Wirtschaft, Infrastruktur, Tourismus und Arbeit         | Wolfgang Blank       | parteilos |
| Inneres, Bau und Digitalisierung                        | Christian Pegel      | SPD       |
| Justiz, Gleichstellung und Verbraucherschutz            | Jacqueline Bernhardt | Linke     |
| Soziales, Gesundheit und Sport                          | Stefanie Drese       | SPD       |
| Wissenschaft, Kultur, Bundes- und Europaangelegenheiten | Bettina Martin       | SPD       |
| Klimaschutz, Landwirtschaft, ländliche Räume und Umwelt | Till Backhaus        | SPD       |
| Finanzen                                                | Heiko Geue           | SPD       |

### Landtag
- Linke: 9
- SPD: 34
- Grüne: 5
- FDP: 5
- CDU: 12
- AfD: 14

Der Landtag Mecklenburg-Vorpommern ist das Landesparlament von Mecklenburg-Vorpommern. Er konstituierte sich am 26. Oktober 1990, zwölf Tage nach der ersten Landtagswahl und 23 Tage nach der Wiedervereinigung Deutschlands. Er hat seinen Sitz im Schweriner Schloss. Als zentrales Organ der Legislative des Landes ist der Landtag zuständig für die Wahl des Ministerpräsidenten, die Verabschiedung beziehungsweise die Änderung von Landesgesetzen, sowie für die Kontrolle der Landesregierung und der Landesverwaltung. Die Wahlperiode beträgt seit 2006 fünf Jahre.
Die letzte Landtagswahl in Mecklenburg-Vorpommern fand am 26. September 2021 statt.
Seitdem setzt sich der Landtag aus den Fraktionen (nach Größe sortiert) der folgenden Parteien zusammen: SPD, AfD, CDU, Die Linke, Bündnis 90/Die Grünen und FDP. Zuvor war seit 1990 die NPD in zwei Wahlperioden im Landtag vertreten.

### Kommunalpolitik
Siehe: Kommunalwahlrecht (Mecklenburg-Vorpommern), Kommunalpolitik in Deutschland

### Kreistage
Siehe: Kreistag (Mecklenburg-Vorpommern)

### Bundespolitik
Siehe: Vertretung des Landes Mecklenburg-Vorpommern beim Bund

### Internationale Beziehungen und Europapolitik
Zu mehreren Ländern unterhält Mecklenburg-Vorpommern eigene enge Beziehungen, bilaterale Partnerregionen gibt es in Polen (Euroregion Pomerania – Woiwodschaft Westpommern/Stettin seit 2000 und Pommern/Danzig seit 2001), den USA (Mecklenburg County in North Carolina seit 1994), Finnland (Turku-Region seit 2000), Russland (Leningrader Gebiet (Oblast Leningrad) seit 2002), und Frankreich (Poitou-Charentes seit 2003). Seit 2013 wird eine Partnerschaft zu den drei nördlichen Provinzen der Niederlande Groningen, Friesland und Drente aufgebaut. Intensive Beziehungen werden in den 2010er Jahren auch zu Österreich und der Schweiz aufgebaut. Im Land finden zudem zahlreiche Konferenzen und Messen mit Beteiligung aus aller Welt statt, vor allem zu maritimen, touristischen, kulturellen, landwirtschaftlichen, sowie medizinischen und anderen technologischen Fachgebieten, was durch die Landesregierung unterstützt wird. Im länderübergreifenden Städtebund Neue Hanse sind mehrere Städte des Landes engagiert.
Mecklenburg-Vorpommern wird in der Wahlperiode 2014–2019 durch fünf Europaabgeordnete (MEPs) im Europäischen Parlament vertreten: Werner Kuhn (CDU), Iris Hoffmann (SPD), Reinhard Bütikofer (Bündnis 90/Die Grünen), Helmut Scholz (Die Linke) und Arne Gericke (Familien-Partei Deutschlands). Das Land unterhält ein Informationsbüro in Brüssel sowie ein Online-Europaportal.

### Direkte Demokratie
Siehe: Direkte Demokratie in Mecklenburg-Vorpommern

### Gerichte
Siehe: Liste der Gerichte des Landes Mecklenburg-Vorpommern, Gerichtsstrukturgesetz und Gerichtsstrukturreform

### Wappen und Flaggen
| Großes Landeswappen                                       | Kleines Landeswappen              | Landesflagge Mecklenburg-Vorpommerns                     | Landesdienstflagge Mecklenburg-Vorpommerns         |
| Großes Landeswappen                                       | Kleines Landeswappen              | Landesflagge                                             | Landesdienstflagge (nur für behördliche Benutzung) |
| Flagge des Landesteils Mecklenburg                        | Mecklenburger Bulle               | Flagge des Landesteils Vorpommern                        | Pommerscher Greif                                  |
| Landesflagge Mecklenburgs (für nichtstaatliche Benutzung) | Stierkopf vom Wappen Mecklenburgs | Landesflagge Vorpommerns (für nichtstaatliche Benutzung) | Greif für Vorpommern                               |

## Wirtschaft

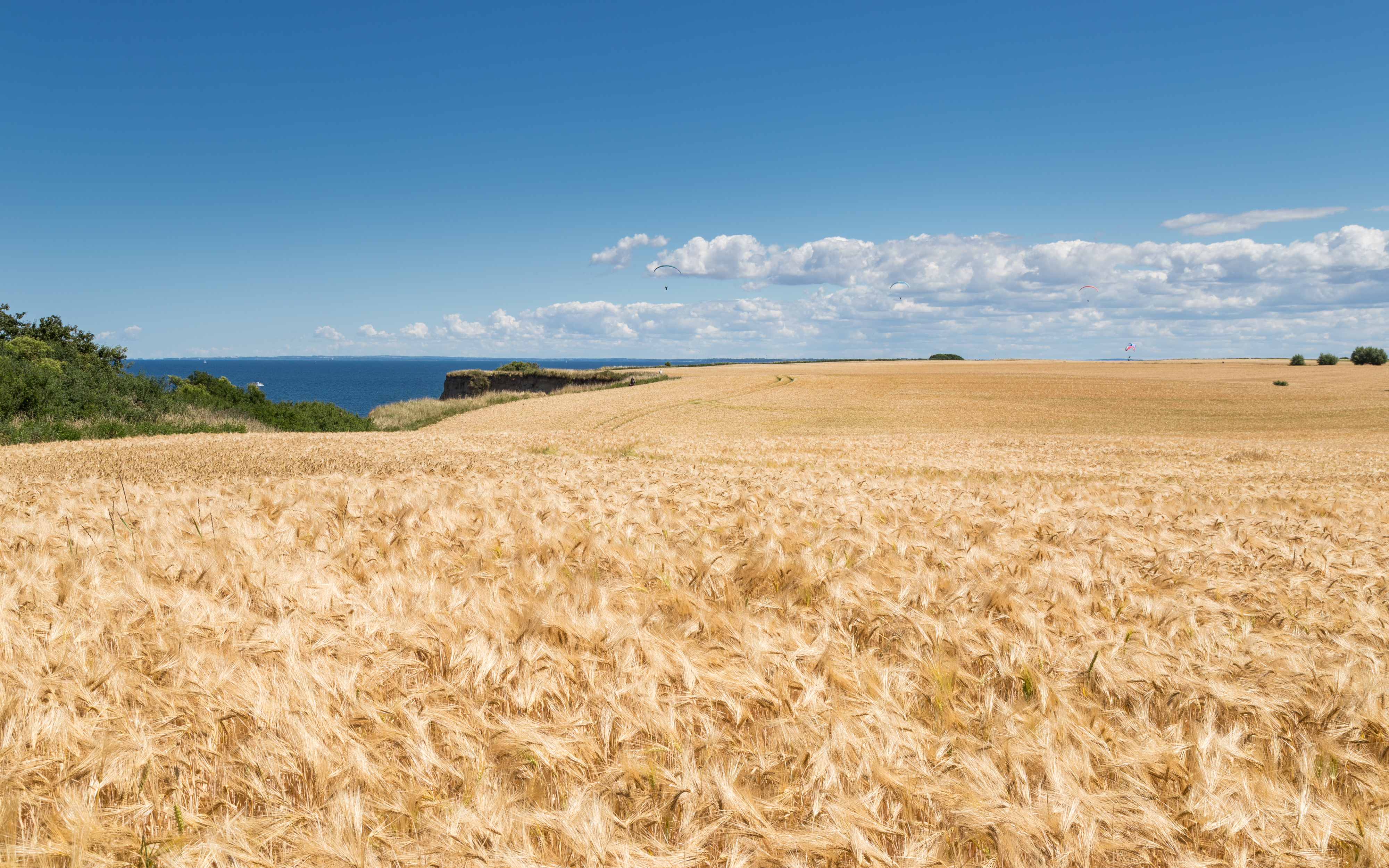
Getreidefelder an der Ostsee bei Boltenhagen

Im Industriesektor haben die maritime Industrie, der Maschinenbau, die Energiewirtschaft und die Lebensmittelindustrie einen großen Anteil. Die Landwirtschaft ist in der Fläche sehr präsent. Darüber hinaus spielen der Tourismus, der Gesundheitssektor, die Immobilienwirtschaft, Dienstleistungsbetriebe und die Hochtechnologie eine zunehmend große Rolle für die Wirtschaft in Mecklenburg-Vorpommern.

### Zukunftsbranchen

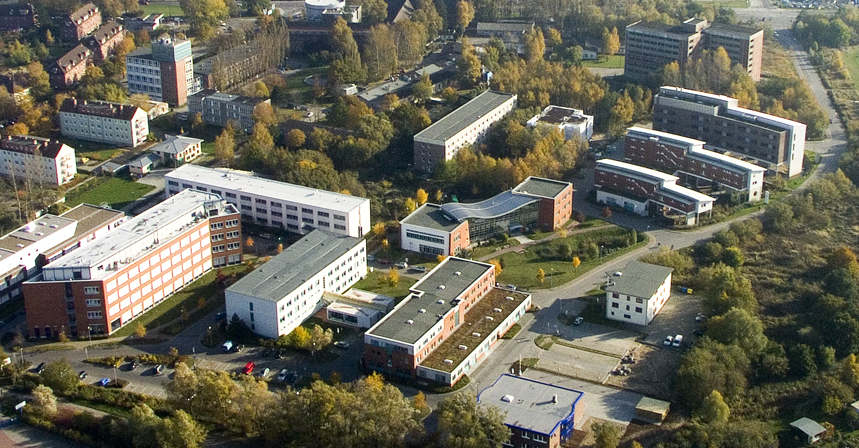
Technologiecampus in Rostock-Warnemünde (TZW)

Als Zukunftsbranchen Mecklenburg-Vorpommerns gelten wissensbasierte Felder der Spitzentechnologie, vor allem Biotechnologie, Life Sciences und Medizintechnik, Energie- und Umwelttechnik, Luft- und Raumfahrttechnik und Informationstechnik (kurz IT). Unternehmen aus diesen Bereichen siedeln sich zunehmend um die Städte Rostock und Greifswald mit ihren Universitäten, sowie um die Hochschulstandorte Stralsund, Wismar, Schwerin und Neubrandenburg und ihre Technologiezentren an. Die Zentren wie auch mehrere Initiativen befördern vor allem Unternehmensgründungen (StartUps), z. B. der Entrepreneurs Club Rostock, Gründungswerft Greifswald, Wismars Entrepreneurs, Gründer MV, IT-Lagune Vorpommern, IT-Initiative MV, Kreative MV und BioCon Valley.
Um die beiden Universitäten des Landes, die Universität Rostock (gegr. 1419) und die Universität Greifswald (gegr. 1456), haben sich zahlreiche Forschungsinstitute angesiedelt (siehe Bildung und Forschung).

### Industriesektor

#### Maritime Wirtschaft

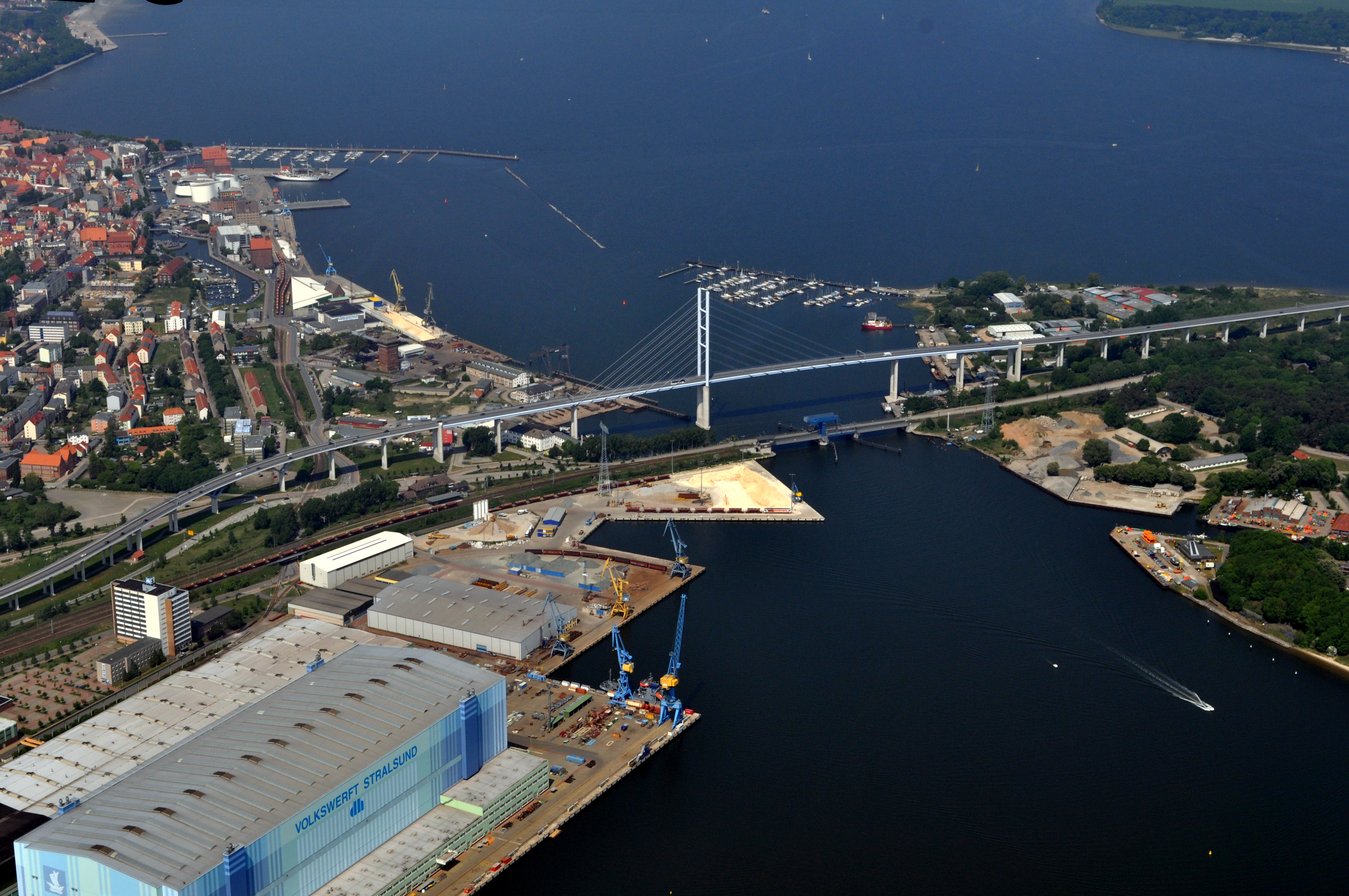
Ehemalige Volkswerft und Rügenbrücke am Hafen von Stralsund

Die Maritime Industrie in MV mit den Bereichen Schiff- und Bootsbau sowie maritime Zulieferer und Dienstleister einschließlich der Meeres- und Offshore-Technik ist ein wesentlicher industrieller Kern und von daher von außerordentlicher wirtschafts- und beschäftigungspolitischer Bedeutung für das Land. In den knapp 300 Unternehmen erwirtschaften ca. 11.500 Beschäftigte einen Umsatz von rd. 1,5 Mrd. Euro.
Größere Unternehmen im maritimen Wirtschaftsbereich sind zum Beispiel die weltweit agierende Deutsche Seereederei, Scandlines, die Mecklenburger Metallguss (MMG), die Weiße Flotte und Liebherr (maritime Kräne und Anlagen). Das Kreuzfahrtunternehmen AIDA Cruises hat seinen Deutschlandsitz im Rostocker Stadthafen und beschäftigt über 8000 Arbeitnehmer, womit es das größte Unternehmen Mecklenburg-Vorpommerns ist.
Entlang der Ostseeküste gibt es mehrere Werften, die größten sind in Rostock-Warnemünde, Wismar, Stralsund (MV Werften/Genting) und in Wolgast (Peene-Werft/Lürssen).
Zudem gibt es mittelständische Schiffbauer wie die HanseYachts AG in Greifswald (einer der drei größten Yachtbauer der Welt), Vilm Yachts in Lauterbach, Yachtbau Oelke in Marlow, die Werft Rammin und die Schiffswerft Barth GmbH in Barth, Bootsbau Schubert in Plate, MoLe Bootsbau in Plau, die Wieker Boote GmbH in Wiek und die REAN GmbH in Sassnitz.
In Rostock findet im Zweijahrestakt die „Zukunftskonferenz der Maritimen Wirtschaft“ statt.

#### Luft- und Raumfahrt
Mecklenburg und Vorpommern haben eine bedeutende Geschichte im Bereich der Luft- und Raumfahrtindustrie. Seit der deutschen Wiedervereinigung 1990 konnte sich die Branche im Land erneut entwickeln. So haben sich seitdem im Großraum Rostock und am Flughafen Rostock-Laage Betriebe der Luft- und Raumfahrt angesiedelt, dazu gehören u. a. mehrere Airbus-Zulieferer mit insgesamt rund tausend Mitarbeitern wie die RST Rostock-System-Technik GmbH. Auch Edag, die luratec AG, Assystem, Ferchau Engineering und Diehl Aerospace sind am Standort Rostock. Im November 2007 wurde das Warnemünder Zentrum für Luft- und Raumfahrt eröffnet. Weiterhin gibt es in Pasewalk im Großraum Stettin das Kompetenzzentrum für Flugzeugentwicklung und Flugzeugbau, in dessen Umfeld sich der Leichtflugzeug-Konstrukteur REMOS AG angesiedelt hat. Das Deutsche Zentrum für Luft- und Raumfahrt (DLR) unterhält in Neustrelitz Einrichtungen des Deutschen Fernerkundungsdatenzentrums sowie des Instituts für Kommunikation und Navigation. Die Neustrelitzer Forscher sind maßgeblich an der Entwicklung der europäischen Satellitennavigation Galileo beteiligt. Von Neubrandenburg aus wird die im deutschsprachigen Raum vertriebene Zeitschrift Raumfahrt Concret herausgegeben, die dort und an anderen Orten im Land mit mehreren Partnern jährlich die „Tage der Raumfahrt“ ausrichtet, zu denen auch Wissenschaftler und Astronauten nach Mecklenburg-Vorpommern kommen.
Zu DDR-Zeiten wurden spätestens ab 1961 praktisch alle Unternehmen der Branche enteignet und z. B. auf landwirtschaftliche Produktion umgerüstet oder vollständig liquidiert. In der Vorkriegszeit wurden jedoch zahlreiche Erfindungen und Unternehmen in der Region geboren. Der bedeutende Astronom Tycho Brahe studierte im 16. Jahrhundert an der Universität Rostock. Der Anklamer Otto Lilienthal war der bedeutendste deutsche Flugpionier und brachte mit dem Normalsegelapparat 1894 das erste Serienflugzeug der Welt auf den Markt. Die 1913 von Berlin nach Schwerin umgezogene Fokker Aeroplanbau GmbH hatte ihren Sitz direkt am Schweriner See in der Bornhövedstraße, die Flugzeugbaufirma wurde u. a. für ihre Dreidecker mit dem „Roten Baron“ weltberühmt.

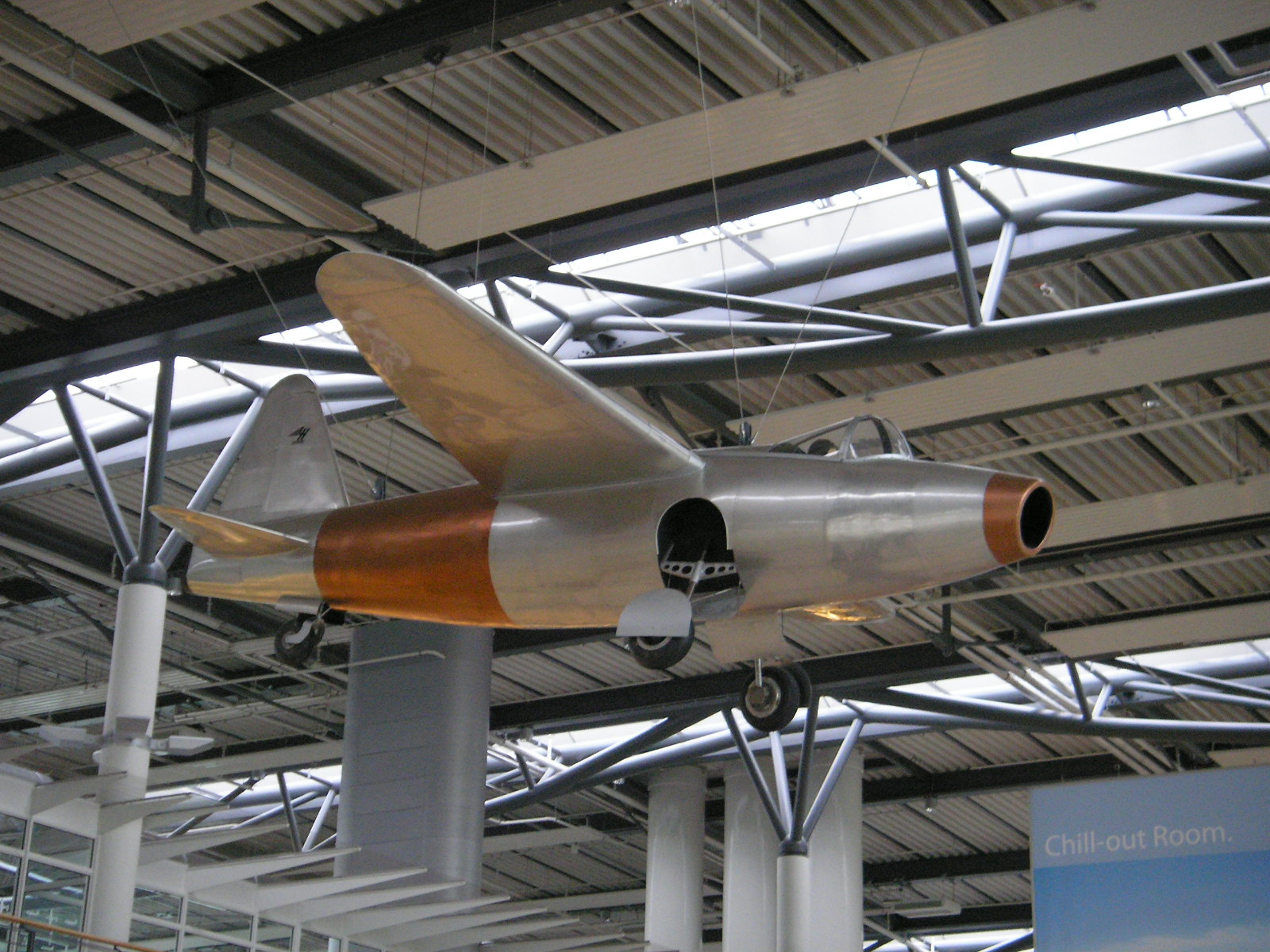
Replika der Heinkel He 178 im Flughafen Rostock-Laage. Das erste Düsenflugzeug der Welt erlebte seinen Erstflug am 27. August 1939 über Rostock-Marienehe.

In Rostock-Warnemünde entstand mit den Ernst Heinkel Flugzeugwerken im Jahr 1922 einer der größten Flugzeugbauer der ersten Hälfte des 20. Jahrhunderts. Die Heinkel He 178 war das weltweit erste Düsenflugzeug und hatte ihren Jungfernflug am 27. August 1939 in Rostock-Marienehe. Ab 1921 gab es in Warnemünde zudem die Arado Flugzeugwerke. Ebenfalls zunächst in Warnemünde und ab 1934 in Ribnitz war der Walther-Bachmann-Flugzeugbau ansässig. Für die Aufrüstungspolitik ab 1933 wurden die meisten Firmen enteignet bzw. mussten auf Militärfertigung umstellen. Von 1933 bis 1945 wurden die Norddeutschen Dornier-Werke in Wismar mit späterer Außenstelle in Neustadt-Glewe auf Kriegsproduktion eingestellt.
Ebenfalls der militärischen Aufrüstung verpflichtet wurde 1936 die Heeresversuchsanstalt Peenemünde im Westen der Insel Usedom eingerichtet, 1938 kam das Werk West der Luftwaffe hinzu. In den Anlagen wurde die erste funktionsfähige Großrakete Aggregat 4 (A4, Propagandaname „V2“) unter Leitung von Wernher von Braun und Walter Dornberger entwickelt und getestet. Die Rakete war mit ihrem ersten erfolgreichen Flug am 3. Oktober 1942 das erste von Menschen gebaute Objekt, das in den Grenzbereich zum Weltraum eindrang. Damit gilt Peenemünde, trotz der unmenschlichen Umstände der Raketenfertigung mit tausenden Toten in Mittelbau-Dora, als Wiege der Raumfahrt. Auch die weltweit erste Anlage für industrielles Fernsehen wurde dort zur Übertragung der Raketenstarts eingerichtet. Zeitgleich wurden auf der Halbinsel Zingst Großraketen erprobt. Viele der V2-Ingenieure von Peenemünde wurden nach dem Zweiten Weltkrieg ranghohe Entwickler bei der US-Raumfahrtbehörde NASA, so wirkte neben Technikdirektor Wernher von Braun u. a. Arthur Rudolph am Apollo-Programm zu den ersten Mondlandungen mit. Andere Beteiligte wie Helmut Gröttrup wechselten während des Wettlaufs ins All zum sowjetischen Raumfahrtprogramm.

#### Energiesektor
Mecklenburg-Vorpommern ist im Bereich der erneuerbaren Energien unter den Spitzenreitern in Deutschland, sowohl was die Stromproduktion als auch die Fertigung von Windkraftanlagen und Photovoltaikanlagen angeht. In einem durchschnittlichen Windjahr können bereits ca. 46 % des Strombedarfs im Bundesland durch Windenergie gedeckt werden. In Mecklenburg-Vorpommern gab es Mitte 2016 1819 Windkraftanlagen mit einer installierten Leistung von 3008 Megawatt. Vor der Küste Mecklenburg-Vorpommerns befinden sich einige Offshore-Windparks (EnBW Baltic 1 und Baltic 2), weitere sind in Bau bzw. in Planung. In Rostock befindet sich mit der Nordex SE ein Hersteller von Windenergieanlagen. Dezentrale Biogasanlagen und Photovoltaikanlagen spielen ebenfalls eine große Rolle bei der umweltverträglichen Energiegewinnung. In Greifswald und Wismar gibt es Solarmodul-Fabriken. Das in der damaligen DDR erste Pilotprojekt eines Geothermiekraftwerks ist die seit Ende der 1980er Jahre genutzte Geothermische Heizzentrale Neubrandenburg, die 2004 zum Langzeit-Tiefenspeicher ergänzt wurde.
In der Nähe von Greifswald landet die von einem russisch-deutsch-niederländischen Konsortium gebaute Pipeline Nord Stream aus dem russischen Wyborg an, mit der Deutschland und Westeuropa mit russischem Erdgas versorgt werden. Größere Kraftwerke in Mecklenburg-Vorpommern sind die Kraftwerke Rostock und Schwerin-Süd. Der ehemals größte Stromerzeuger auf dem Landesgebiet war das Kernkraftwerk Lubmin, das heute stillgelegt ist. Zwei Projekte für ebenfalls in Lubmin geplante Kraftwerke, ein Kohlekraftwerk sowie ein Gas-und-Dampf-Kombikraftwerk, wurden eingestellt.

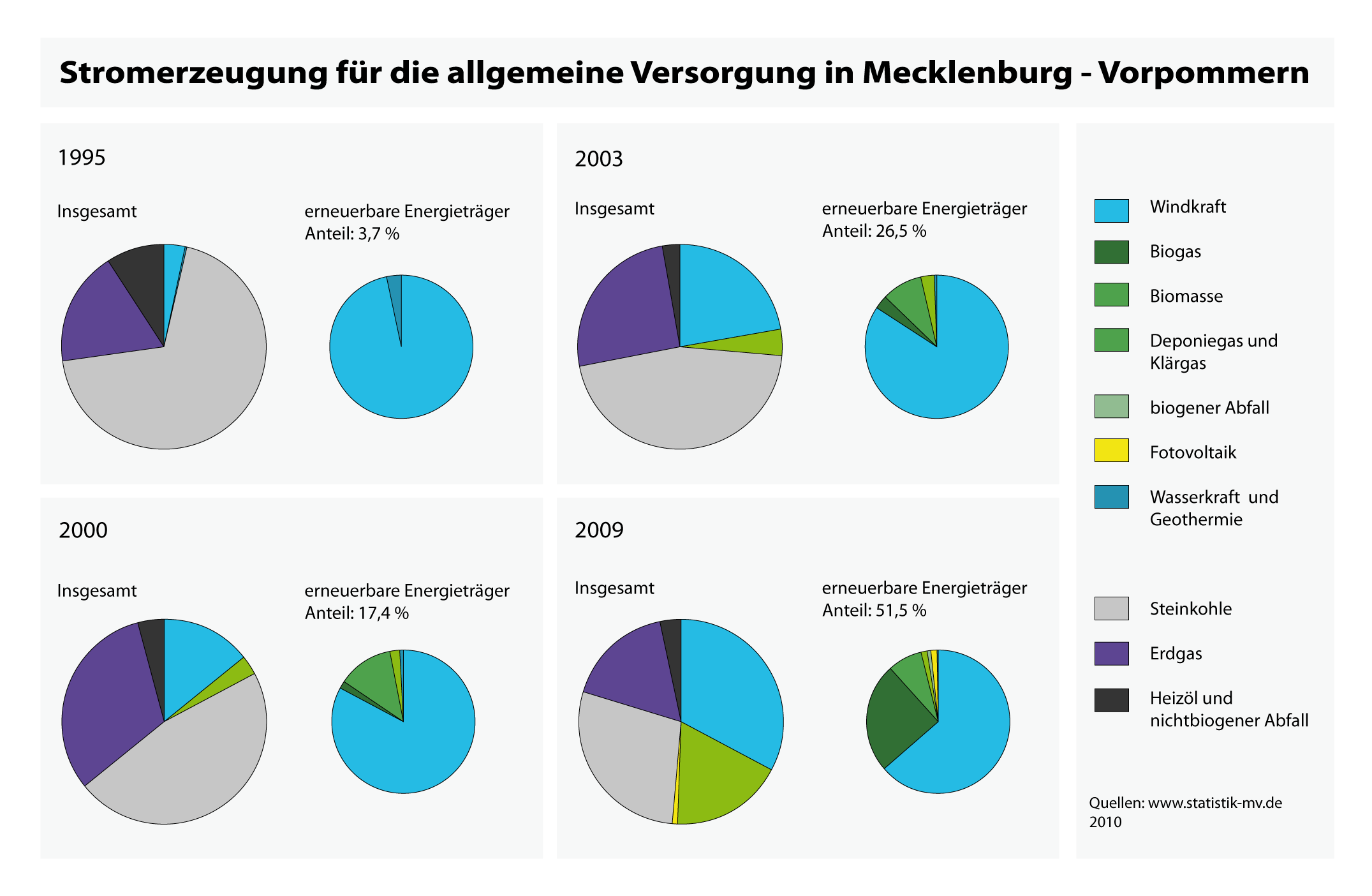
Stromenergiemix in MV
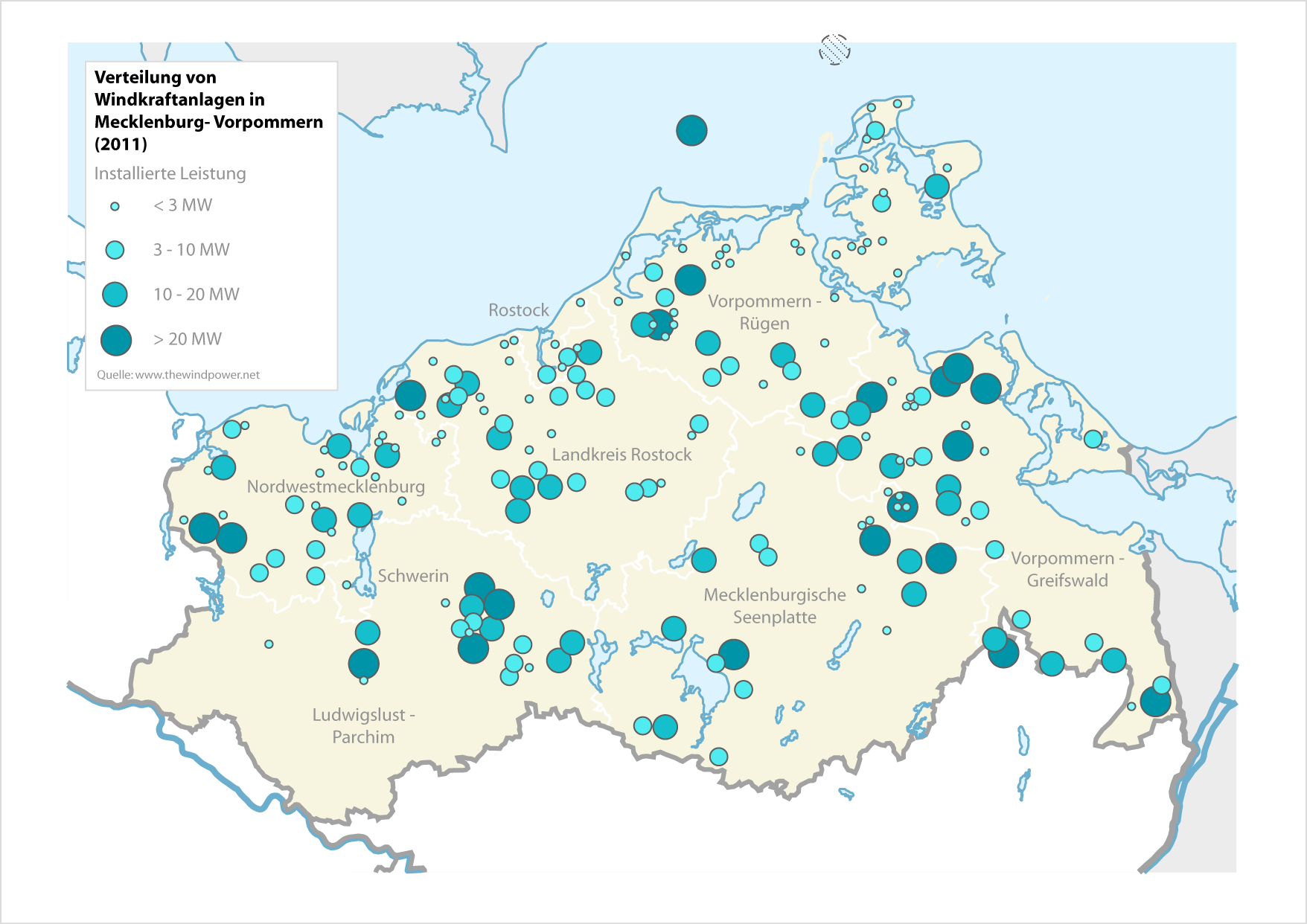
Verteilung von Windenergieanlagen in MV

### Tourismus

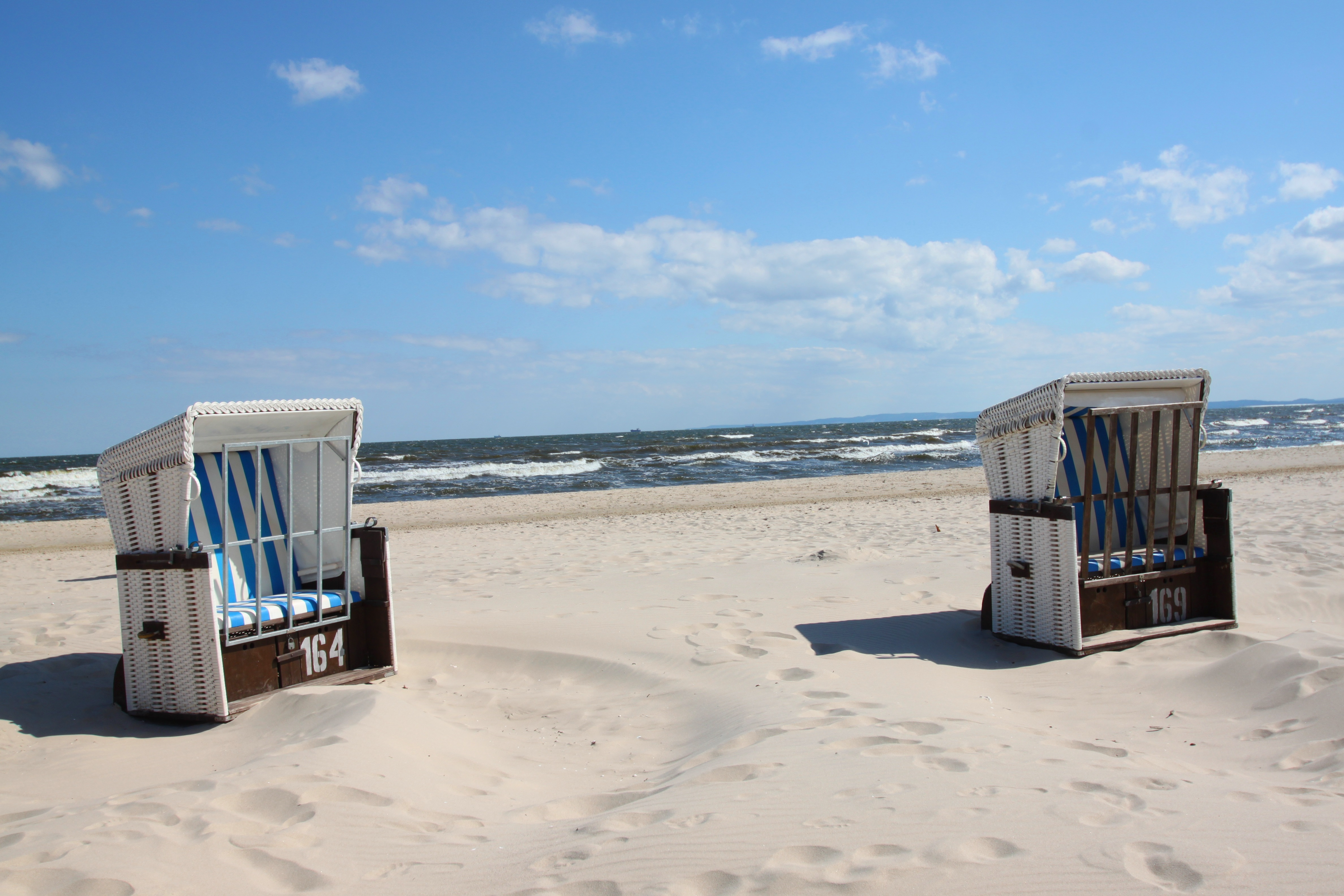
Der Strandkorb gilt als Symbol des Tourismus in Mecklenburg und Vorpommern, vor allem an der Ostseeküste (hier Ahlbeck auf Usedom). Es gibt zahlreiche Seebäder, Kur- und Erholungsorte im Land.

Mecklenburg-Vorpommern ist das beliebteste innerdeutsche Reiseziel. Seit dem Jahr 2012 hatte Mecklenburg-Vorpommern jeweils das größte Wachstum an internationalen Übernachtungsgästen in Deutschland.
Die Inseln Usedom, Rügen und Hiddensee im Landesteil Vorpommern sind Schwerpunkte des Tourismus in Deutschland, ebenso wie die Halbinsel Fischland-Darß-Zingst und die mecklenburgischen Seebäder wie z. B. Heiligendamm, Graal-Müritz oder Kühlungsborn mit ihrer Bäderarchitektur. Zudem sind die historischen Hansestädte Stralsund, Greifswald, Rostock (mit Warnemünde) und Wismar mit ihren bedeutenden Altstädten sowie die mecklenburgischen Residenzstädte Güstrow, Ludwigslust und Schwerin mit ihren Schlössern, und Hauptorte des Seenlandes wie Neustrelitz, Neubrandenburg, Malchow, Mirow, Röbel und Waren (Müritz) wichtige Anziehungspunkte. Die historischen Altstädte von Stralsund und Wismar sind seit 2002 UNESCO-Welterbe. Daneben gibt es zahlreiche weitere sehenswerte historische Stadtkerne mit backsteingotischen Kirchen, Bürgerhäusern, Wehranlagen und Stadttoren sowie weiteren Baudenkmalen. Durch das Land führen mehrere Ferienstraßen.
Für Naturliebhaber, Angler und Wassersportler sind im Landesinneren das Mecklenburger Seenland und der dortige Müritz-Nationalpark bedeutend. Entlang der Küste locken unter anderem der Nationalpark Jasmund mit der berühmten Kreideküste vor Rügen und der Nationalpark Vorpommersche Boddenlandschaft mit seinen Lagunen. Des Weiteren gibt es unzählige verschiedene Landschafts- und Naturschutzgebiete.

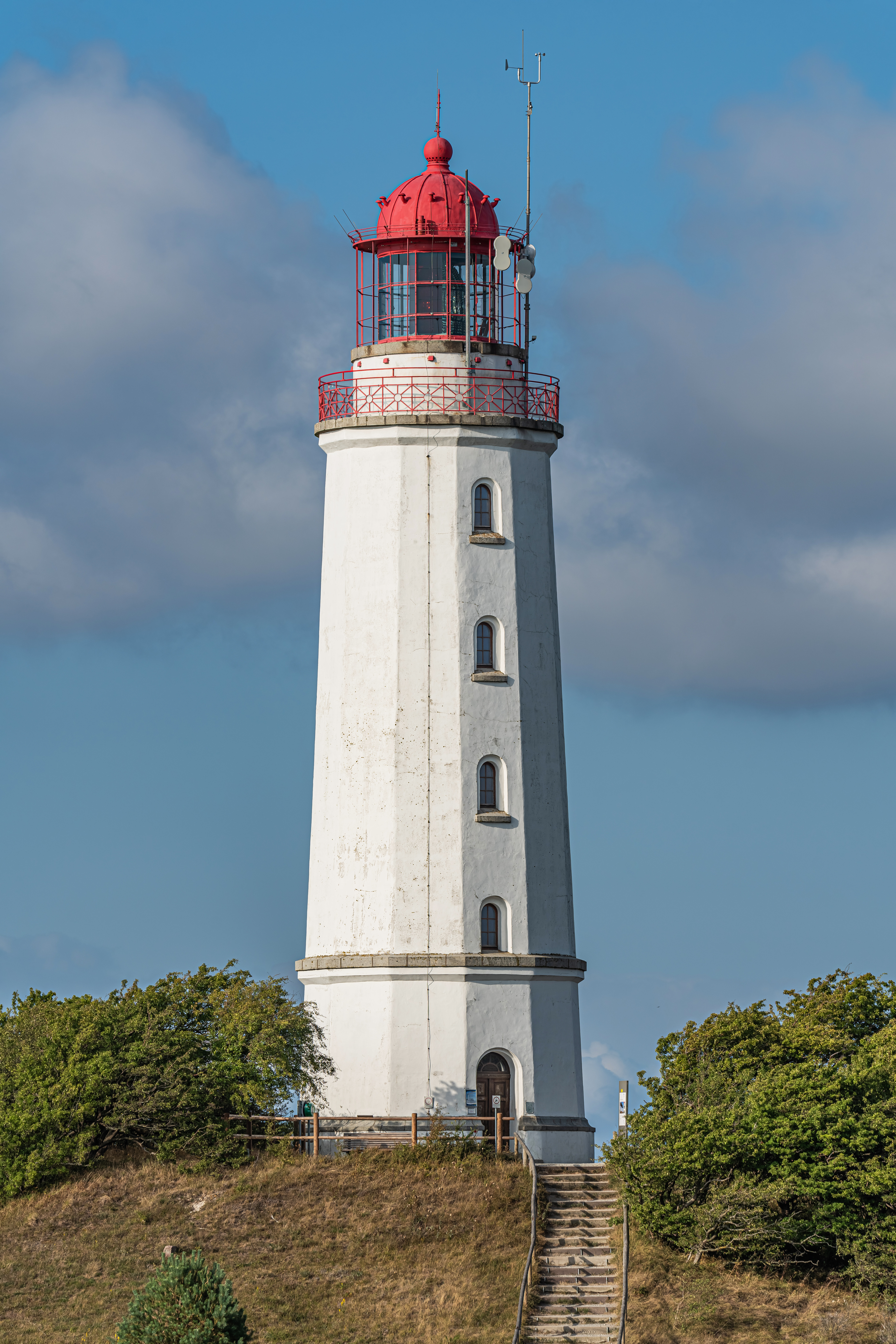
Leuchtturm Dornbusch auf der autofreien Insel Hiddensee

In Mecklenburg und Vorpommern gibt es mehr als zweitausend Gutshäuser, Schlösser und Burgen (z. B. Schloss Kalkhorst, Jagdschloss Granitz, Schloss Basedow, Schloss Bothmer, Burg Stargard), die u. a. für kulturelle Veranstaltungen oder als Hotels genutzt werden. Daneben gibt es im ländlichen Raum viele weitere Sehenswürdigkeiten, wie historische Dorfkerne, Kirchen, Klöster, Windmühlen, Leuchttürme, Zeugnisse der Slawenbesiedlung, Denkmäler und Aussichtspunkte.
Rostocks Stadtteil Warnemünde ist der passagierstärkste Kreuzfahrthafen in Deutschland. Die jeden Sommer in Warnemünde stattfindende Warnemünder Woche und die Hanse Sail ziehen jährlich über eine Million Touristen nach Rostock. Daneben hat sich die Müritz Sail in Waren (Müritz) als Veranstaltung auf dem Binnengewässer etabliert.
Auch außerhalb der Sommersaison ist der Tourismus in MV von großer Bedeutung, das Geschäft in der Nebensaison und im Winter wächst beständig. An kühlen Tagen werden häufig Innenangebote wie die zahlreichen Museen, Theater, Einkaufsmöglichkeiten und Freizeitbäder wahrgenommen. In den Wintermonaten sind Besuche der traditionellen Weihnachtsmärkte (vor allem in Rostock, Schwerin, Stralsund, Neubrandenburg und in den Seebädern) sowie Silvester- und Wellness-Arrangements populär.

### Kennzahlen der Wirtschaft
Das Bruttoinlandsprodukt (BIP) lag 2017 bei 42,8 Milliarden Euro. Insgesamt erbrachte Mecklenburg-Vorpommern 1,3 Prozent der Gesamtwirtschaftsleistung Deutschlands. Die Dienstleistungsbranche hatte einen Anteil von 76,2 Prozent an der Bruttowertschöpfung Mecklenburg-Vorpommerns, das produzierende Gewerbe erwirtschaftete 21,6 Prozent. Das Bruttoinlandsprodukt (BIP) je Einwohner betrug 2019 in Mecklenburg-Vorpommern mit 28.940 Euro knapp 83 % des durchschnittlichen Wertes innerhalb der EU-Mitgliedsstaaten. Auch beim Kaufkraftindex liegt Mecklenburg-Vorpommern mit 83,1 (2019) im Deutschlandvergleich auf dem letzten Rang. Bei der Reichtumsquote belegte Mecklenburg-Vorpommern 2019 den vorletzten Platz im Vergleich der deutschen Länder vor Sachsen-Anhalt mit 3,6 % (Bundesdurchschnitt:7,9 %).
Der Landeshaushalt weist seit dem Jahr 2006 eine ausgeglichene oder positive Bilanz auf, d. h., es wurden zehn Jahre in Folge keine neuen Schulden aufgenommen. Das Land plant einen ausgeglichenen Haushalt bis ins Jahr 2020 und von 2006 bis 2015 konnten insgesamt 900 Millionen Euro an Schulden zurückgezahlt werden.
Die Arbeitslosenquote im Flächenland Mecklenburg-Vorpommern stieg ab 1990 an auf bis zu 20 Prozent (September 2004) und sank anschließend kontinuierlich auf 7,6 % im Dezember 2018 auf den niedrigsten Stand seit 1990. Regionale Unterschiede zeigen sich insbesondere zwischen den westlichen Landkreisen Ludwigslust-Parchim (5,5 %), Rostock (5,6 %) und Nordwestmecklenburg (6,1 %) einerseits und den südöstlicheren Landkreisen Vorpommern-Greifswald (9,2 %), Mecklenburgische Seenplatte (9,1 %) und Vorpommern-Rügen (9,5 %) andererseits (Stand: Dezember 2018). Nach wie vor hat Mecklenburg-Vorpommern die geringsten Löhne in Deutschland. Jeder Dritte verdient trotz Vollzeitjob nicht mehr als 2000 Euro brutto. Im Jahre 2017 betrug der Median der monatlichen Bruttoarbeitsentgelte der sozialversicherungspflichtig Beschäftigten 2.391 Euro im Vergleich zum westdeutschen Durchschnitt von 3.339 Euro.
Die zehn wichtigsten Standorte sozialversicherungspflichtiger Beschäftigung sind (Arbeitsortangaben):
| Stadt          | sozialvers. Beschäftigte 30. Juni 2019 | Veränderung seit 30. Juni 2015 in % 2 | Pendlersaldo 30. Juni 2019 2 | Arbeitsplatzdichte 1 2 |
| -------------- | -------------------------------------- | ------------------------------------- | ---------------------------- | ---------------------- |
| Rostock        | 92.514                                 | +7,27                                 | +11.512                      | 691                    |
| Schwerin       | 50.834                                 | +3,24                                 | +15.107                      | 868                    |
| Neubrandenburg | 33.978                                 | +3,8                                  | +10.406                      | 862                    |
| Greifswald     | 28.716                                 | +6,88                                 | +5.074                       | 720                    |
| Stralsund      | 25.767                                 | +10,25                                | +5.340                       | 706                    |
| Wismar         | 18.604                                 | +6,15                                 | +3.094                       | 712                    |
| Güstrow        | 12.915                                 | +1,23                                 | +2.397                       | 735                    |
| Waren (Müritz) | 10.849                                 | +5,02                                 | +2.905                       | 883                    |
| Neustrelitz    | 9.387                                  | +2,24                                 | +1.837                       | 783                    |
| Parchim        | 9.354                                  | +0,6                                  | +2.971                       | 891                    |

| Jahr                   | 2000 | 2001 | 2002 | 2003 | 2004 | 2005 | 2006 | 2007 | 2008 | 2009 | 2010 | 2011 | 2012 | 2013 | 2014 | 2015 | 2016 | 2017 | 2018 | 2019 | 2020 | 2021 |
| ---------------------- | ---- | ---- | ---- | ---- | ---- | ---- | ---- | ---- | ---- | ---- | ---- | ---- | ---- | ---- | ---- | ---- | ---- | ---- | ---- | ---- | ---- | ---- |
| Arbeitslosenquote in % | 17,8 | 18,3 | 18,6 | 20,1 | 20,4 | 20,3 | 19,0 | 16,5 | 14,1 | 13,5 | 12,7 | 12,5 | 12,0 | 11,7 | 11,2 | 10,4 | 9,7  | 8,6  | 7,9  | 7,1  | 7,8  | 7,6  |

### Weiteres
Geburtsstätte des Kaufhauses

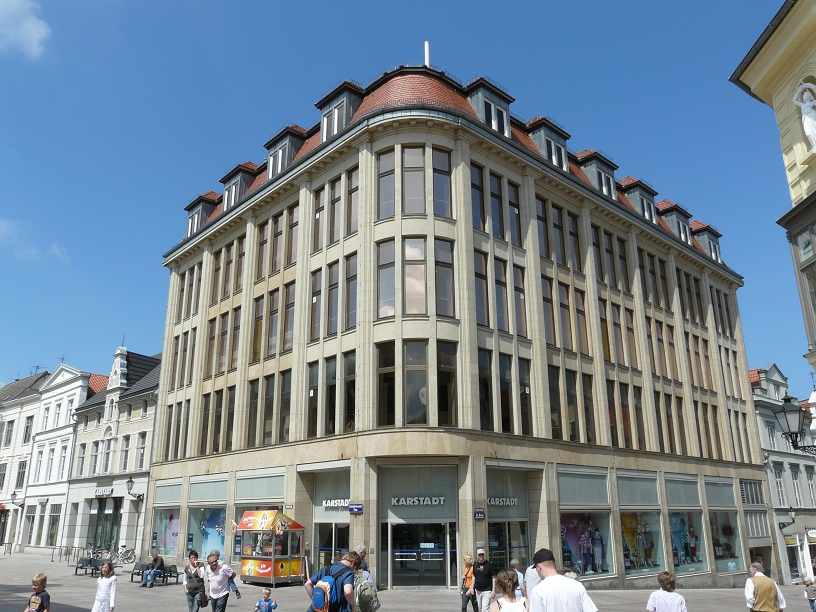
Karstadt-Stammhaus, 1881 in Wismar gegründet

Historisch entstanden in Mecklenburg und Vorpommern die Mutterhäuser der ersten großen deutschen Kaufhausketten wie Ramelow (gegründet 1872 in Klütz), Karstadt (gegründet 1881 in Wismar), Kaufhof (gegründet 1879 in Stralsund) und Wertheim (gegründet 1875 in Stralsund).
Kreativwirtschaft
Die Kultur- und Kreativwirtschaft nimmt heute in Mecklenburg-Vorpommern einen zunehmenden Stellenwert ein, also die unternehmerische Kulturschöpfung z. B. durch Filmschaffende und andere Künstler (u. a. zu sehen auf dem Filmkunstfest), Festivals und Konzerte und weitere Veranstaltungen, Theater (z. B. Störtebeker-Festspiele), Mode und Design (z. B. Fashion Week Warnemünde und LOOK Schwerin).
Immobilienwirtschaft
Der Immobilienmarkt und die Bauwirtschaft haben in Mecklenburg-Vorpommern lokal eine große Bedeutung. Es gibt eine hohe Nachfrage in landschaftlich reizvollen Lagen wie an den Küsten und in Seengebieten sowie in den historischen Altstädten und Dörfern. Dabei soll laut Landesentwicklungsprogramm die Entwicklung auf die Innenbereiche der Gemeinden konzentriert werden, um vorhandene Infrastruktur zu nutzen und Zersiedelung der Landschaft zu vermeiden. Insgesamt gab es im Land 2013 erstmals seit 1990 mehr Zuzüge als Fortzüge. Orte mit guter Infrastruktur verzeichnen häufiger Zuwanderung, insbesondere in den Randgebieten der Metropolregionen Hamburg, Berlin und Stettin sowie in der Regiopolregion um Rostock. Auch die zahlreichen Schlösser und Herrenhäuser des Landes stehen seit einigen Jahren im Fokus der Regional- und Immobilienentwicklung.
Lebensmittelindustrie

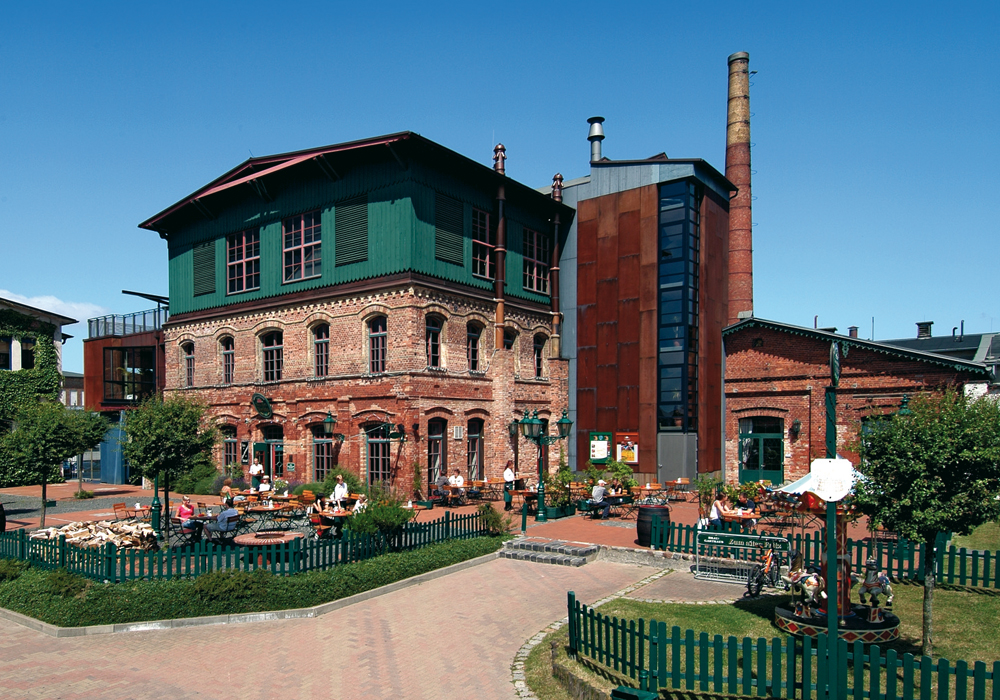
Biergarten der Störtebeker Braumanufaktur in Stralsund

Die Verarbeitung von Lebensmitteln ist ein wichtiger Wirtschaftsfaktor im Land. Beispiele aus der Lebensmittelindustrie sind die Kartoffelveredelung durch Pfanni in Stavenhagen, das Nestlé-Werk in Schwerin und die Tiefkühlproduktion der Oetker-Gruppe in Wittenburg. Auch die Trolli-Süßwaren aus Hagenow und die Grabower Süsswaren sind über die Landesgrenzen hinaus bekannt.
Es gibt im Land über 20 Brauereien. Die größten und bekanntesten sind die Mecklenburgische Brauerei Lübz, die Störtebeker Braumanufaktur in Stralsund, die Hanseatische Brauerei Rostock und die Darguner Brauerei. Zudem gibt es kleinere Spezial- und Handwerksbrauereien zum Beispiel in Vielank, in Barth, auf Usedom und auf Rügen.
Landesmarketing
Seit 2004 wirbt die Landesregierung mit dem Motto „MV tut gut.“ für Mecklenburg-Vorpommern als Wirtschaftsstandort und Lebensumfeld. Beim Passieren der Landesgrenzen auf den Fernstraßen wird für Mecklenburg-Vorpommern als „Land zum Leben“ geworben. Ziel der Landes-Marketingkampagne ist, die Stärken und Potenziale Mecklenburg-Vorpommerns bekannter zu machen und mit den für das Land wichtigen Kernbereichen Gesundheit, Ernährung, Tourismus, Kultur, Wissenschaft, Technologie und Bildung zu verknüpfen.

## Verkehr

### Eisenbahn

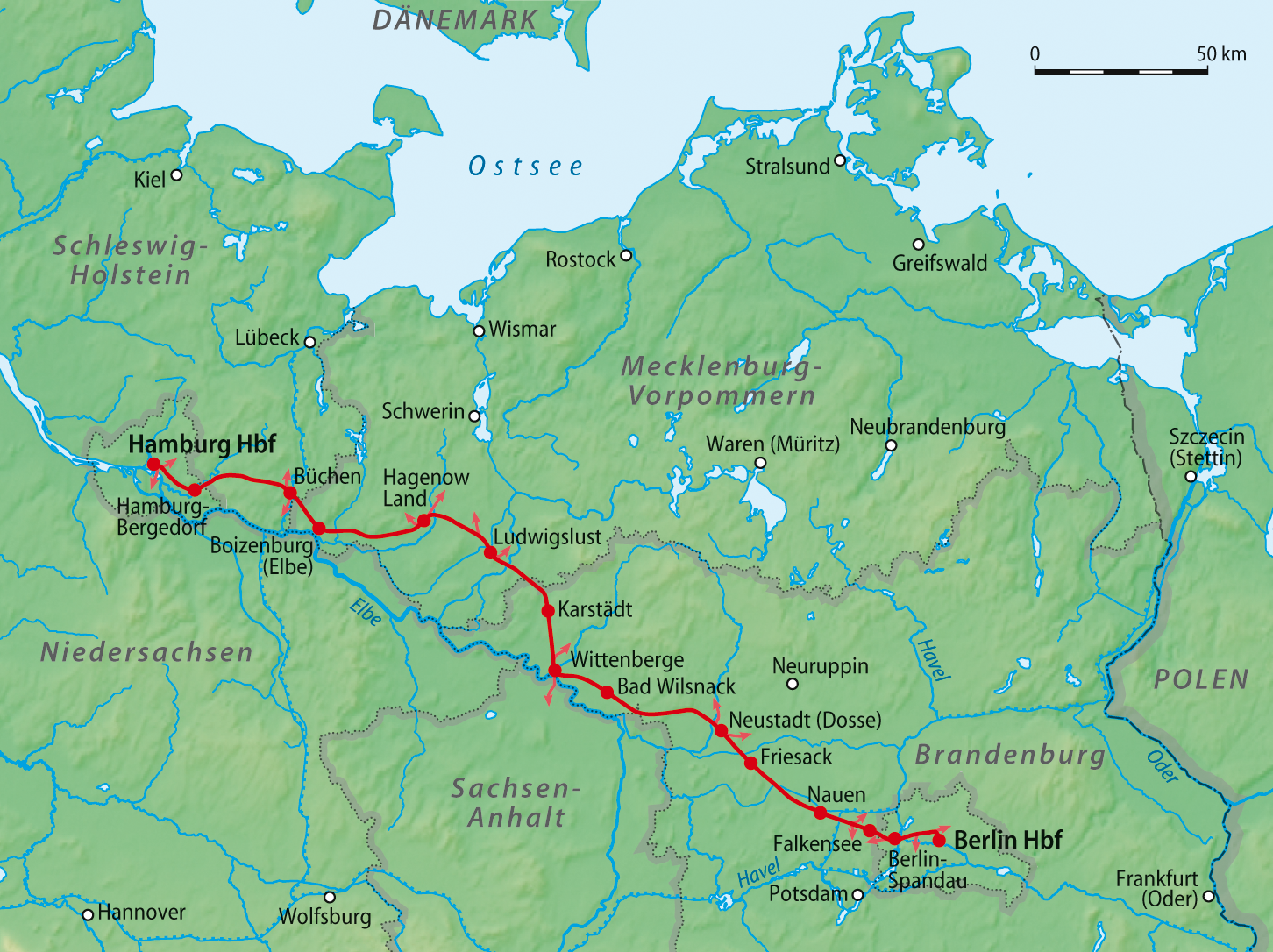
Die Berlin-Hamburger Bahn führt durch den Südwesten des Landes.

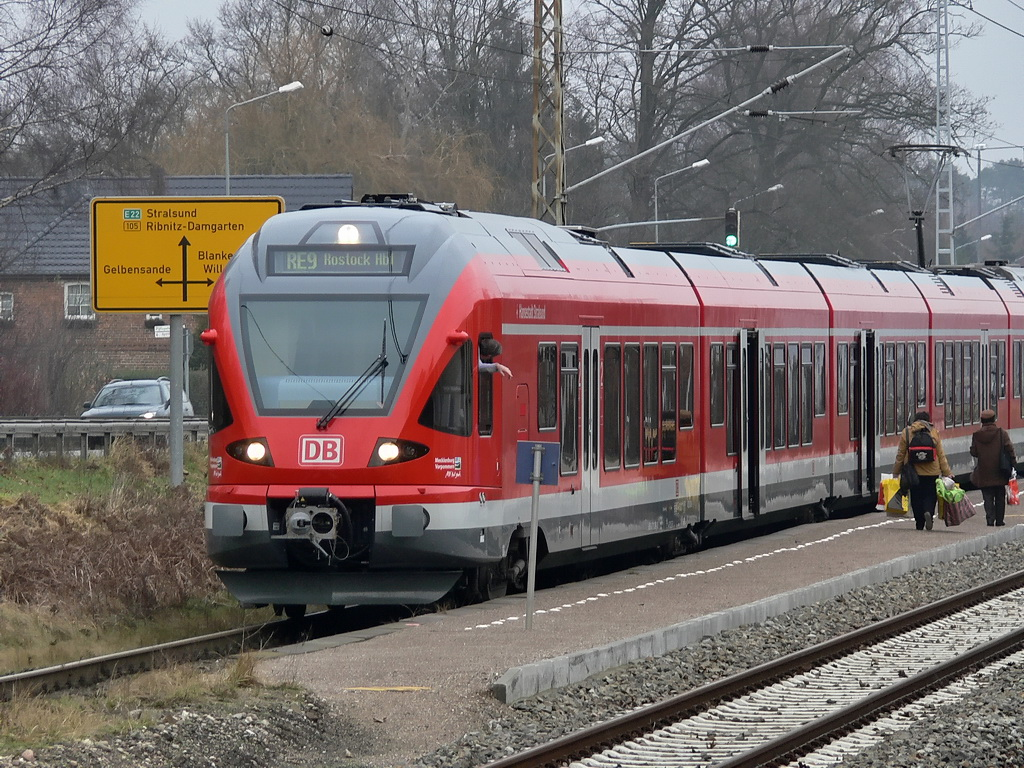
Hanse-Express in Gelbensande (Bahnstrecke Stralsund–Rostock)

Durch die südwestliche Landschaft Mecklenburg-Vorpommerns verläuft die Berlin-Hamburger Bahn. Von dieser Strecke abzweigend bestehen Verbindungen über Schwerin und den Bad Kleinen nach Wismar und wiederum von Bad Kleinen nach Rostock (Fortführung in Richtung Stralsund–Rügen). Weitere Hauptstrecken verlaufen in Nord-Süd-Richtung von Berlin über Neustrelitz nach Rostock/–Neubrandenburg–Stralsund und von Berlin über Pasewalk–Anklam–Greifswald nach Stralsund. Eine fast 200 km lange West-Ost-Querverbindung im Landesinneren bildet die Bahnstrecke Bützow–Stettin. Hinzu kommen verschiedene von den Hauptstrecken abgehende Nebenstrecken und in Rostock ein S-Bahn-Netz.
In den letzten Jahren wurden eine erhebliche Zahl an Schienenstrecken und an Schieneninfrastruktur (vor allem viele Nebenbahnen und kleinere Bahnhöfe sowie Nebengleise) stillgelegt und meist abgebaut. Umfangreiche Kürzungen im Schienenpersonennahverkehr (SPNV) erfuhr das Land zum Beispiel im Dezember 2012, als eine größere Zahl an Linien abbestellt oder ausgedünnt wurde. Auch an größeren Bahnhöfen wurden und werden im Rahmen von Modernisierungsmaßnahmen Gleise zurückgebaut und der Betrieb stark vereinfacht. Erhebliche Personaleinsparungen wurden durch Automatisierung (u. a. von Bahnübergängen) durchgeführt. Es gibt mittlerweile Streckenabschnitte von über 20 km Länge ohne Zwischenhalt (z. B. bei dem RE 5), da dort nur noch langlaufende Regional-Express-Linien (RE) verkehren.
Größtes und leistungsstärkstes Eisenbahnverkehrsunternehmen in Mecklenburg-Vorpommern ist die DB Regio AG, die den Schienenpersonennahverkehr (SPNV) zu großen Teilen erbringt. Auf einigen Nebenstrecken im Landesteil Vorpommern wird der SPNV erfolgreich vom Deutsche-Bahn-Tochterunternehmen UBB betrieben. Als ein nicht-bundeseigenes Eisenbahnunternehmen ist die ODEG zu nennen, die drei SPNV-Linien im Raum Westmecklenburg betreibt.
Bekannte historische Schmalspurbahnen im Land sind der Rasende Roland auf Rügen und die Bäderbahn Molli im Landkreis Rostock. Als weitere touristische Schmalspurbahnen existieren in Galenbeck-Schwichtenberg die Mecklenburg-Pommersche Schmalspurbahn sowie bei Boltenhagen der Klützer Kaffeebrenner.

### Öffentlicher Personennahverkehr

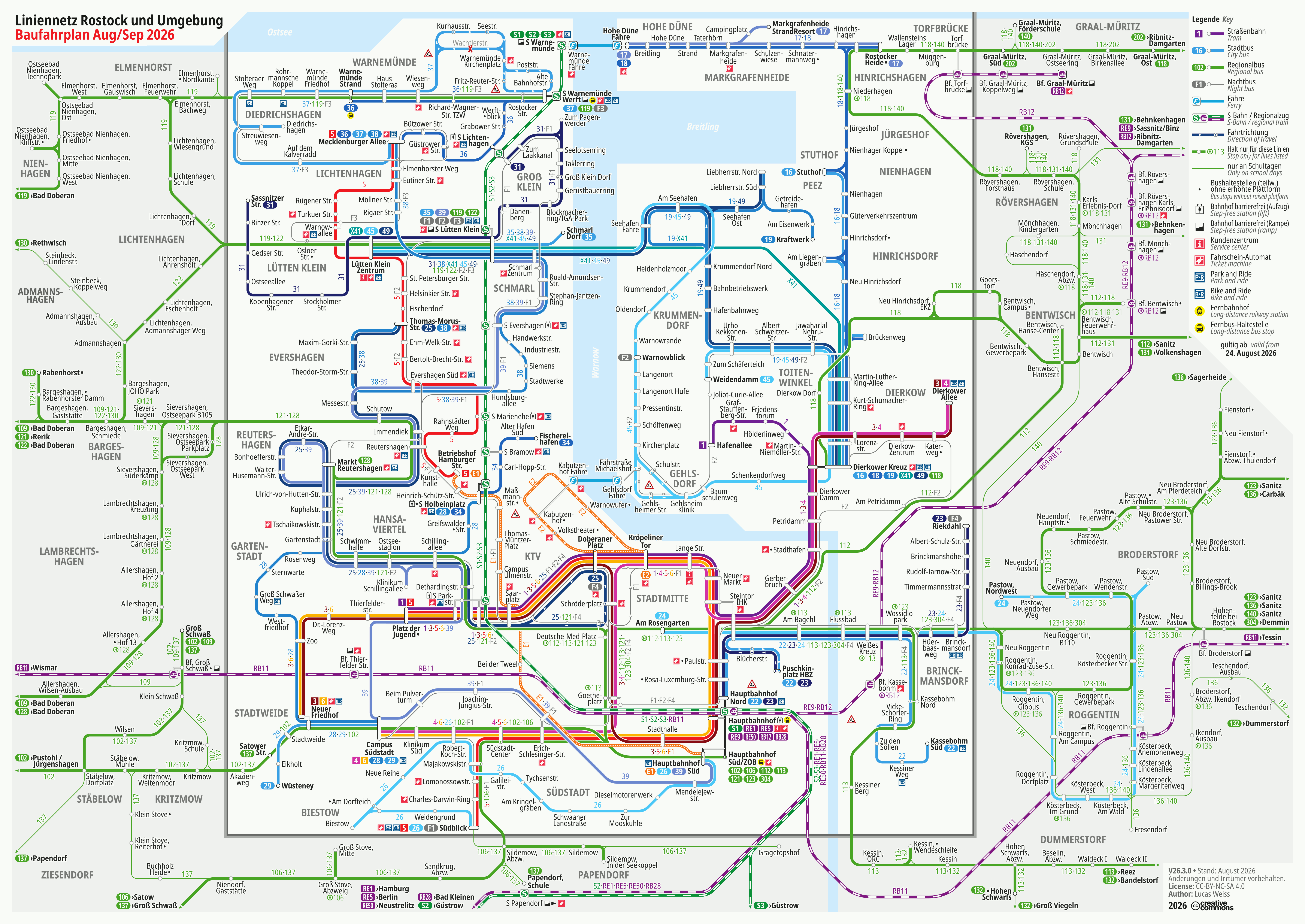
Das VVW-Liniennetz im Nahverkehr im Rostocker Ballungsraum (2017). Neben S-Bahn und Straßenbahn verkehren weitere Verkehrsträger.

Den am stärksten ausgebauten öffentlichen Personennahverkehr im Land gibt es in der Hansestadt Rostock. Dieser wird über den Verkehrsverbund Warnow (VVW) koordiniert.
Im Land gibt es sowohl kommunale Verkehrsgesellschaften mit eigenen Bussen – wie die MVVG – als auch private Betreiber. Das Liniennetz ist in den Oberzentren und Mittelzentren meist gut ausgebaut, in kleineren Orten fahren die Busse insgesamt seltener. Neben den Nahverkehrsbetrieben gibt es auch Reisebusanbieter, und seit der Öffnung des Marktes 2013 auch mehrere Fernbuslinien. Dazu gehören die Verbindung „schnurstracks“ der VVG zwischen Greifswald und Neubrandenburg sowie mehrere Linien zwischen Berlin, Hamburg, Neubrandenburg, Rostock, Schwerin und den Urlaubsorten von Anbietern wie der UBB und Flixbus, die in viele Großstädte Deutschlands führen. Der Südosten des Landes ist durch Buslinien der VVG mit Stettin verbunden.
Normalspurige Straßenbahnen gibt es in der Hansestadt Rostock und in der Landeshauptstadt Schwerin. Von 1900 bis 1966 wurde die Stralsunder Straßenbahn betrieben.

### Straße

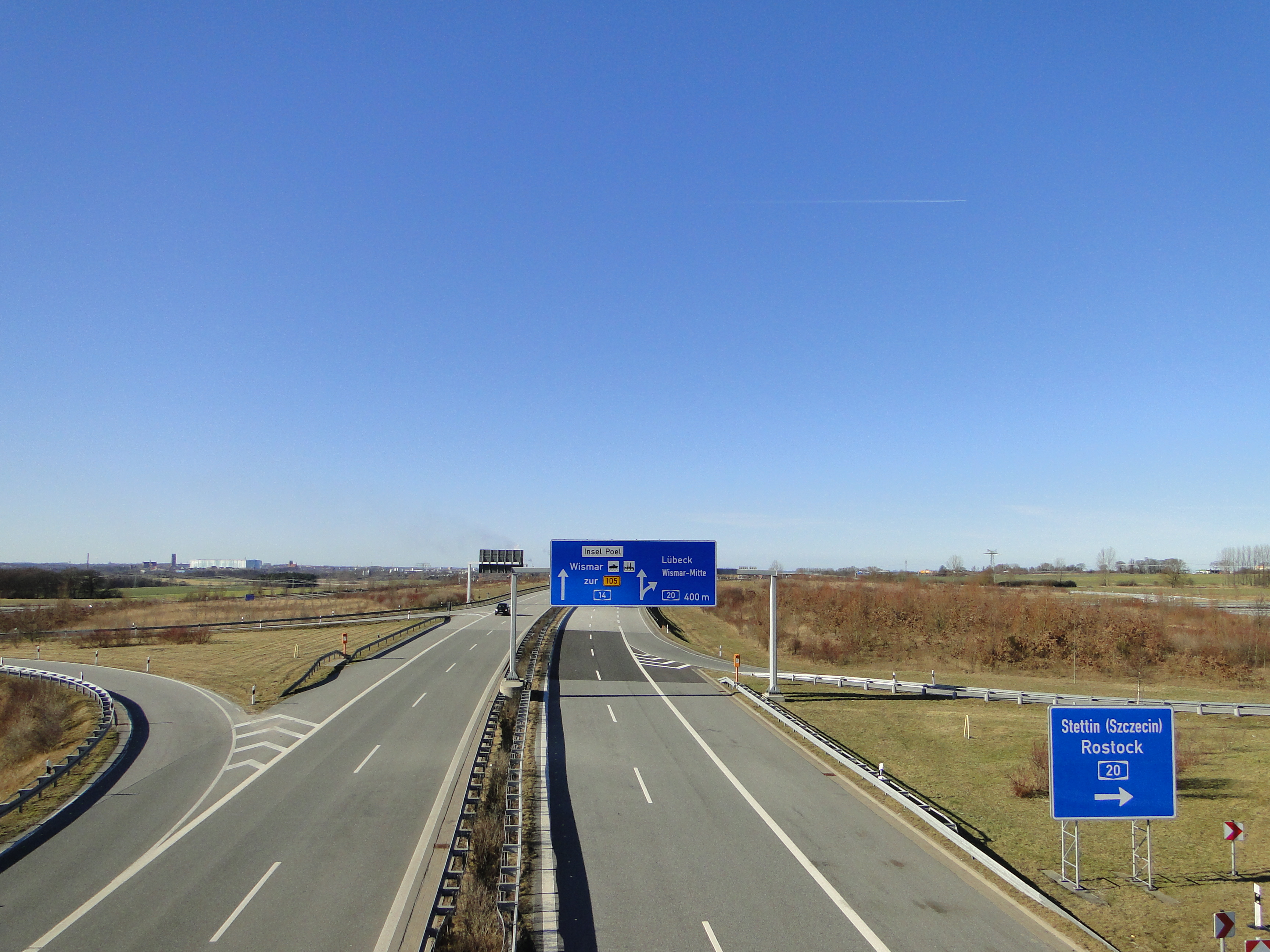
Autobahnkreuz Wismar als Verbindung von A 14 und A 20

Mecklenburg-Vorpommern wird durch die Autobahn A 20 von Lübeck über Wismar, Rostock und Neubrandenburg zum Dreieck Uckermark, die A 24 von Hamburg nach Berlin mit Anschluss über die A 14 nach Schwerin und Wismar sowie die A 19 von Berlin nach Rostock und im äußersten Südosten von der A 11 (Berlin-Stettin) erschlossen.
Verschiedene Bundesstraßen durchziehen das Land, wobei die bedeutendste Nord-Süd-Verbindung die B 96 ist, in Ost-West-Richtung sind es die B 104, B 105 (der einstigen Hansischen Ostseestraße folgend), die B 110 und die B 192.
Zur touristischen Nutzung sind mehrere Ferienstraßen in Mecklenburg-Vorpommern ausgewiesen.

### Schiffsverkehr

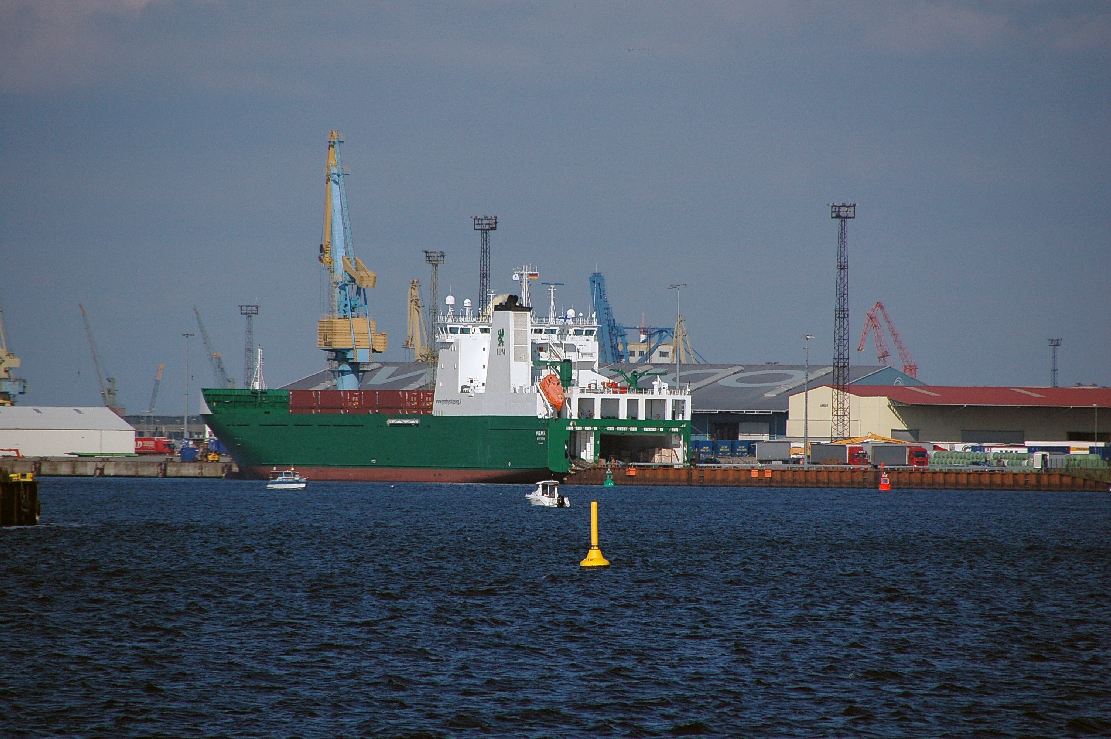
Seehafen Rostock

Wichtige Seehäfen befinden sich in Rostock, Wismar und Sassnitz (Port Mukran) auf Rügen, weitere sind in Stralsund, Greifswald, Wolgast, Lubmin, Ueckermünde und Vierow. Vom Überseehafen Rostock und vom Fährhafen Sassnitz führen Fährlinien nach Dänemark, Schweden, Finnland, Polen und ins Baltikum. Im Jahr 2017 wurden in den Häfen von MV rund 3,6 Mio. ein- und aussteigende Passagiere auf Fähr- und Kreuzfahrtschiffen gezählt, davon allein in Rostock fast 3,2 Mio. 2013 wurden gut 1,9 Mio. Fährpassagiere über die Rostocker Häfen befördert. Im Jahr 2017 wurden in den Häfen von Mecklenburg-Vorpommern rund 27 Millionen Tonnen Güter umgeschlagen, davon in Rostock 20,4 Mio. t, Wismar 3,2 Mio. t, Sassnitz 1,5 Mio. t und Stralsund 0,97 Mio. t. 2015 waren es zusammen noch 39,52 Mio. t, davon 15,3 Mio. t im RoRo-Verkehr und 4,1 Mio. t Stückgut.
Rostocks Stadtteil Warnemünde war bei 181 Kreuzfahrt-Schiffsanläufen mit über 766.000 abgefertigten Passagieren im Jahr 2016 der größte Kreuzfahrthafen in Deutschland.
In vielen Küstenorten gibt es Segel- und Sportboot-Marinas. Die größten Sportboothäfen befinden sich neben den größeren am Wasser gelegenen Städten in Lubmin, Niendorf, Darß, Prerow, Born, Glowe, Neuhof, Lauterbach/Putbus, Kröslin, Karlshagen, Mönkebude und Ueckermünde. Die vielen Seen im Hinterland sind über die Warnow, die Recknitz, die Peene und verschiedene Kanäle für die Schifffahrt miteinander und mit der Ostsee verbunden. Besonders im Mecklenburger Seenland gibt es eine Vielzahl von Sportboothäfen. In Greifswald gibt es einen Museumshafen mit historischen Schiffen.

### Flugverkehr

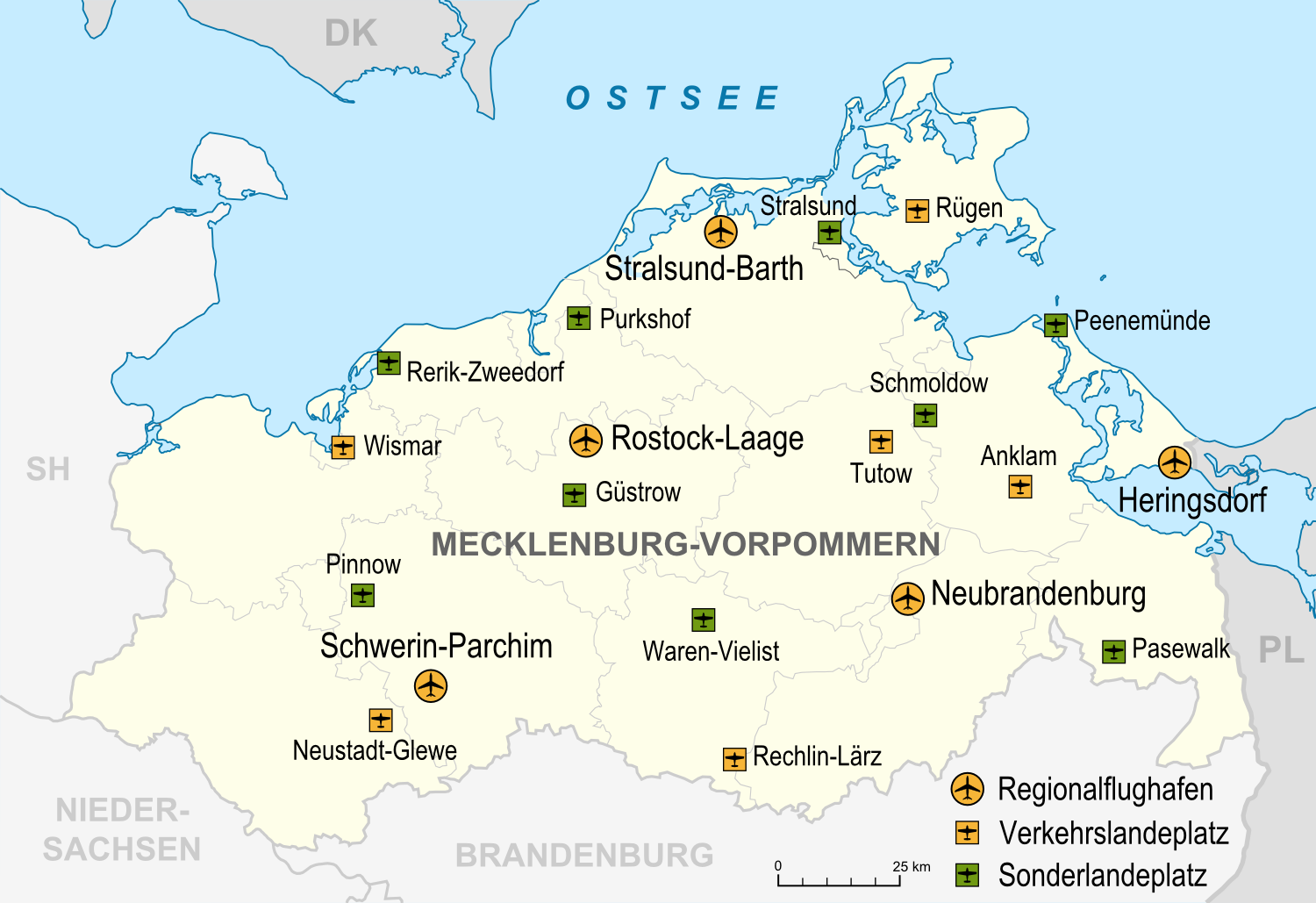
Flughäfen und Landeplätze in Mecklenburg-Vorpommern

In Mecklenburg-Vorpommern befinden sich ein größerer Flughafen, vier mittlere Regionalflughäfen (auf denen Flugzeuge bis zur Größe des Airbus A320 landen können), sowie zahlreiche kleinere Flugplätze und Landebahnen. Der mit Abstand größte und passagierreichste Flughafen ist der Flughafen Rostock-Laage. Er gewinnt in den letzten Jahren u. a. als Zubringer für den Kreuzfahrttourismus an Bedeutung, für Urlaubsflüge, sowie für Geschäftsflüge im deutschsprachigen Raum.
Regionalflughäfen sind der Flughafen Heringsdorf auf Usedom, der Flughafen Neubrandenburg, der Flughafen Barth und der Flughafen Schwerin-Parchim. Sie sind aus ehemaligen Luftwaffenstützpunkten der NVA und der Luftstreitkräfte der Sowjetunion entstanden. Der Schwerin-Parchimer Flughafen sollte ab 2014 zu einem Logistik-Drehkreuz ausgebaut werden, tatsächlich musste der Flughafen aber im Jahr 2019 Insolvenz anmelden. Der Flughafen wurde am 1. Februar 2023 offiziell geschlossen. Heute dient er als Parkplatz.
Weiterhin gibt es zahlreiche kleinere Flugplätze, zum Beispiel den Flugplatz Rügen bei Bergen, Flugplatz Anklam, Müritz Airpark bei Röbel, Flugplatz Wismar, Flugplatz Peenemünde auf Usedom, Flugplatz Rerik, Flugplatz Pasewalk, Flugplatz Tutow, Flugplatz Waren/Vielist, Flugplatz Purkshof bei Rostock, Flugplatz Schmoldow bei Greifswald, Flugplatz Pinnow bei Schwerin, Flugplatz Güstrow oder den Flugplatz Neustadt-Glewe, auf denen vorrangig die Sportfliegerei betrieben wird. Diese wird durch den Luftsportverband MV koordiniert.
Für das Land spielen auch die grenznahen internationalen Flughäfen Stettin-Goleniów, Hamburg und die Berliner Flughäfen eine Rolle.

### Fahrrad
Die Radinfrastruktur in Mecklenburg-Vorpommern wurde nach 1990 stark erweitert, ist aber weiterhin sehr lückenhaft. Gut ausgebaut sind häufig nur die großen Ferienrouten, darunter der Radweg Berlin–Kopenhagen, der Radfernweg Berlin–Usedom, die Eiszeitroute Mecklenburgische Seenplatte, der Radfernweg Hamburg–Rügen, der Elbe-Oderhaff-Radweg, der Oder-Neiße-Radweg, die Ostsee–Oberbayern-Route (D11) und die Ostseeküstenroute (D2).

## Bildung und Forschung

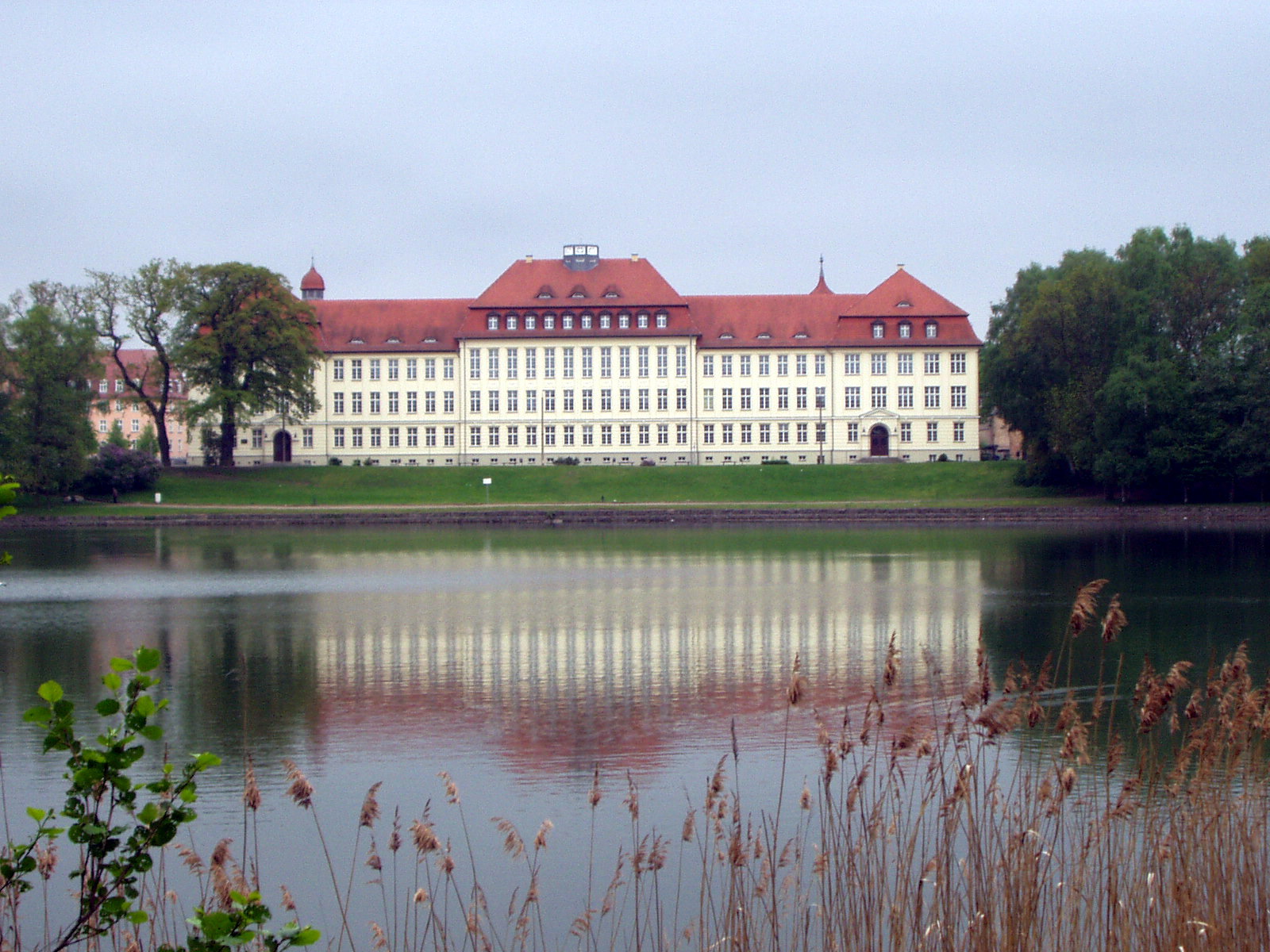
Das Gymnasium Carolinum in Neustrelitz

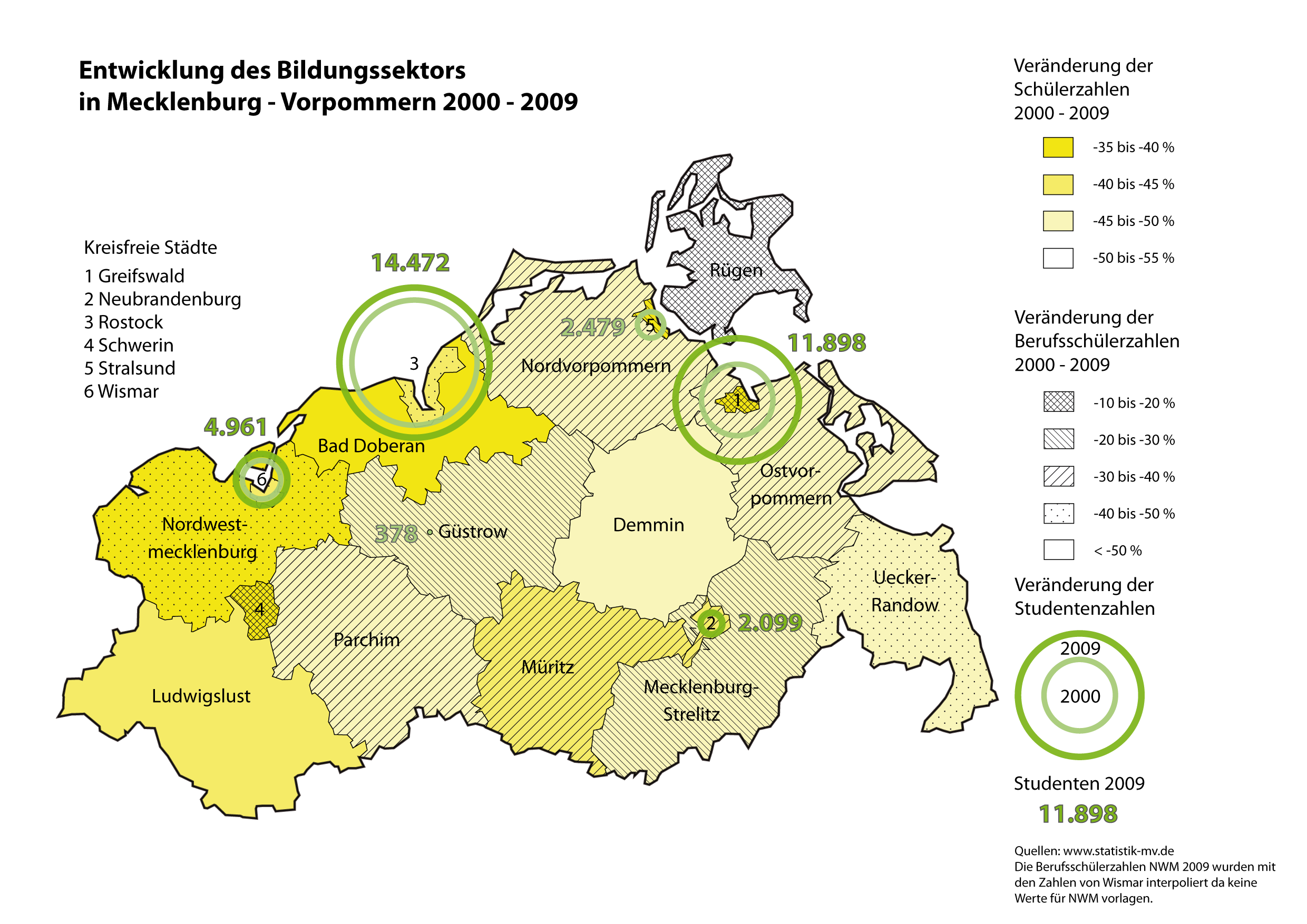
Bildung in MV, 2000–2009

### Schulen
Daten des Statistischen Amtes Mecklenburg-Vorpommern zufolge gab es im Jahr 2015 im Land insgesamt 143.146 Schüler an allgemein bildenden Schulen, 32.545 Schüler an beruflichen Schulen und 12.429 hauptberufliche Lehrkräfte.
Mecklenburg und Vorpommern haben einige der ältesten Schulen im deutschen Sprachraum auf ihrem Gebiet. Die älteste unter ihnen ist die Domschule Güstrow, die 1236 als Stiftsschule zur Ausbildung des Kleriker-Nachwuchses gegründet wurde, und 1552 als Lateinschule, später als Gymnasium neu gegründet wurde. Auch das Lilienthal-Gymnasium Anklam (1535), die Große Stadtschule Wismar (1541), das Albert-Einstein-Gymnasium Neubrandenburg (1553), das Fridericianum Schwerin (1553), das Jahn-Gymnasium Greifswald (1561), das Parchimer Friedrich-Franz-Gymnasium (1564), die Große Stadtschule Rostock (1580), die Niels-Stensen-Schule Schwerin (1735), das Gymnasium Carolinum Neustrelitz (1795) und das Pädagogium Putbus (1836) können auf eine außergewöhnlich lange Historie verweisen. Das humanistische Gymnasium Stralsund, 1560 gegründet, wurde nach der Einnahme Stralsunds durch die Rote Armee am 1. Mai 1945 nicht wieder eröffnet.
Im Sekundarbereich gibt es neben dem klassischen Gymnasium die Schulform Regionale Schule (ehemals Haupt- oder Realschule). Es existieren darüber hinaus insbesondere in den größeren Städten auch einige wenige Gesamtschulen. Um eine spätere Schullaufbahnentscheidung und ein längeres gemeinsames Lernen zu ermöglichen, wechseln Schüler nach der Grundschule (erste bis vierte Klasse) gemeinsam an eine Regionalschule. Nach der sechsten Klasse kann dann ein Wechsel auf ein Gymnasium und der Erwerb des Abiturs erfolgen oder an der Regionalschule die Berufsreife oder die mittlere Reife erlangt werden. Seit 2008 ist das Abitur nach der zwölften Jahrgangsstufe, das vor 2001 bereits die Regel war, wieder an allen Gymnasien eingeführt worden. Darüber hinaus wurde die Erhöhung der Entscheidungsautonomie der einzelnen Schulen kontinuierlich mit Modellversuchen (z. B. Selbstständige Schule) erprobt und mit Gesetzesreformen erhöht. Das Modell der Europaschule fördert die interkulturelle Zusammenarbeit, ein Beispiel dafür ist das Deutsch-Polnische Gymnasium Löcknitz.
Neben den staatlichen Schulen gibt es auch mehrere Schulen in privater Trägerschaft durch private gemeinnützige Träger, die zum Teil auch konfessionell gebunden sind, wie beispielsweise die katholische Bernostiftung, oder sonstige Privatschulen wie das Internatsgymnasium Schloss Torgelow bei Waren.
Die Schülerzahlen sind insgesamt seit dem Jahr 2000 zurückgegangen. Im Jahr 2009 kamen in Mecklenburg-Vorpommern auf 100 Einwohner etwa acht Schüler. In den städtischen Zentren wie Rostock, Schwerin, Greifswald, Stralsund, Wismar, Neubrandenburg und weiteren für Familien attraktiven Orten nimmt die Zahl der Schüler in den letzten Jahren wiederum stetig zu, was eine Folge steigender Geburtenraten und Zuzüge ist.

### Hochschulen
Daten des Statistischen Amtes Mecklenburg-Vorpommern zufolge gab es im Jahr 2015 im Land insgesamt 38.541 Studenten an Hochschulen, darunter 24.625 an den Universitäten, sowie insgesamt 15.576 Hochschulmitarbeiter.
In Mecklenburg-Vorpommern gibt es zwei Universitäten. Die Universität Greifswald (gegründet 1456) und die Universität Rostock (gegründet 1419) sind die beiden ältesten Universitäten in Nordeuropa und gehören zu den ältesten Hochschulen der Welt.
Staatliche Hochschulen neben den Universitäten sind die Hochschule für Musik und Theater Rostock, die Hochschule Neubrandenburg, die Hochschule Stralsund und die Hochschule Wismar, die Fachhochschule für öffentliche Verwaltung, Polizei und Rechtspflege in Güstrow sowie ein Campus der Hochschule der Bundesagentur für Arbeit in Schwerin. Die private Fachhochschule des Mittelstands (ehemals Baltic College) hat Standorte in Schwerin und Rostock. Studienangebote gibt es auch an der privaten Designschule Schwerin.

Hochschulen in Mecklenburg-Vorpommern
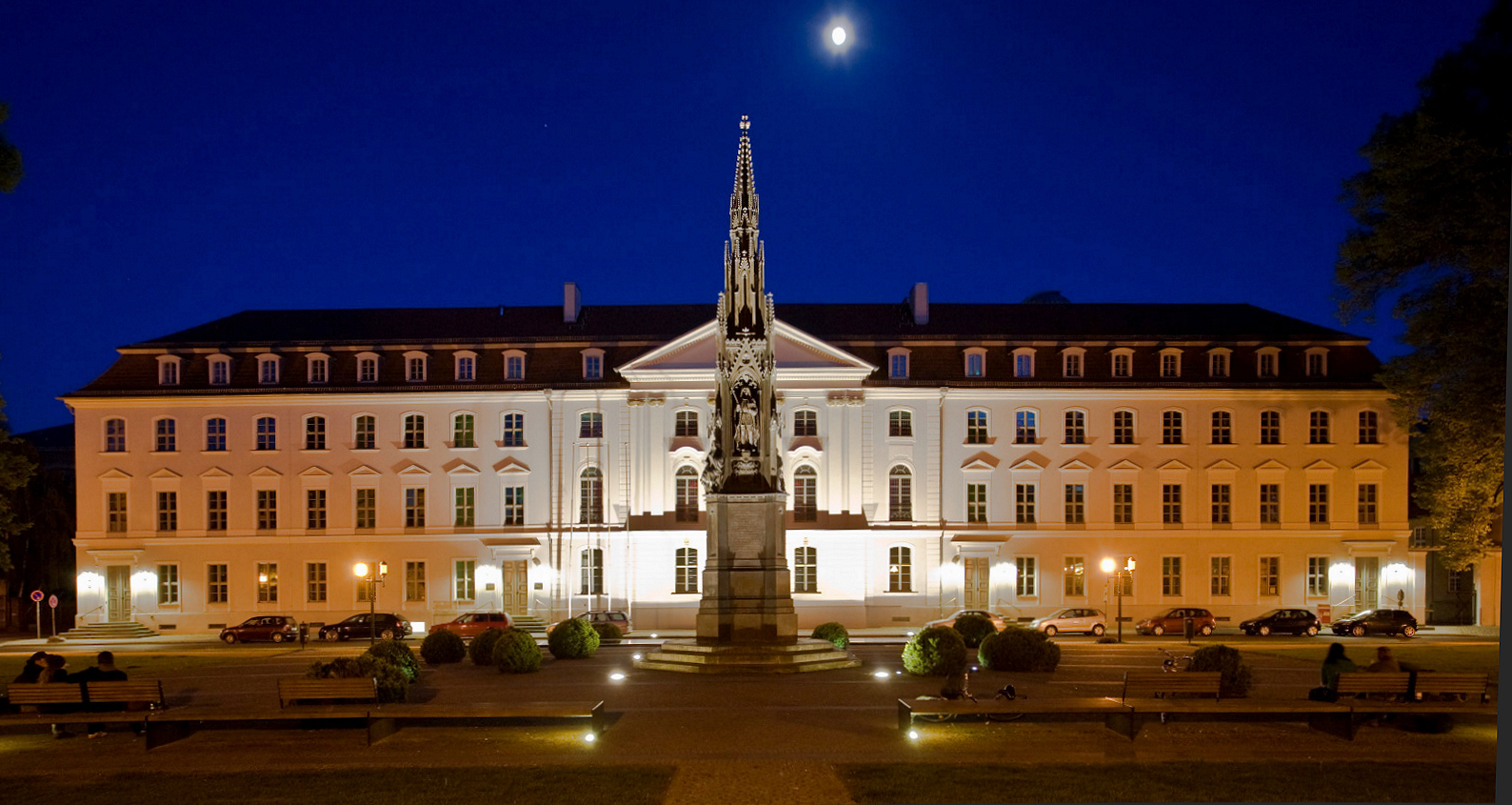
Universität Greifswald
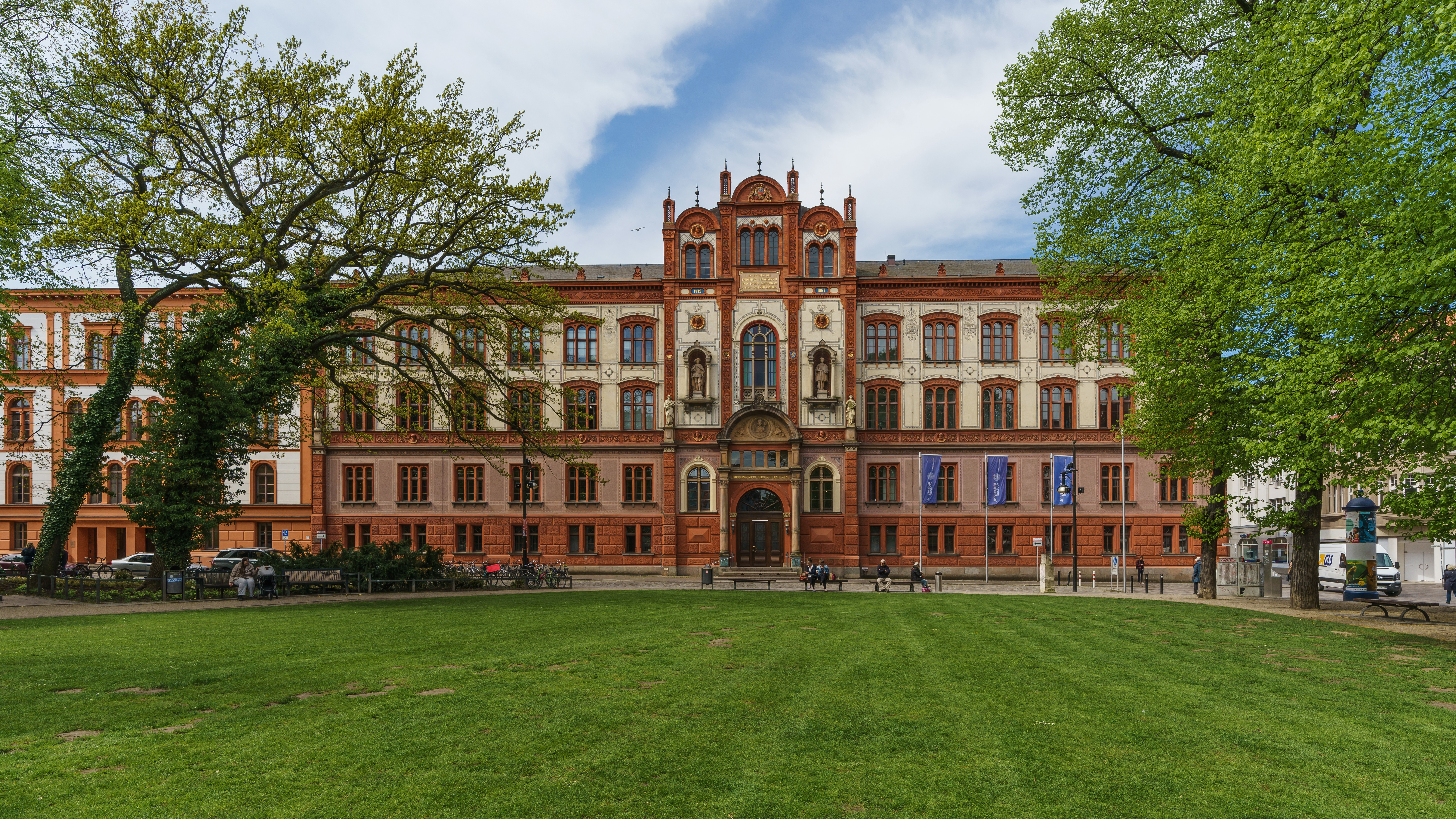
Universität Rostock
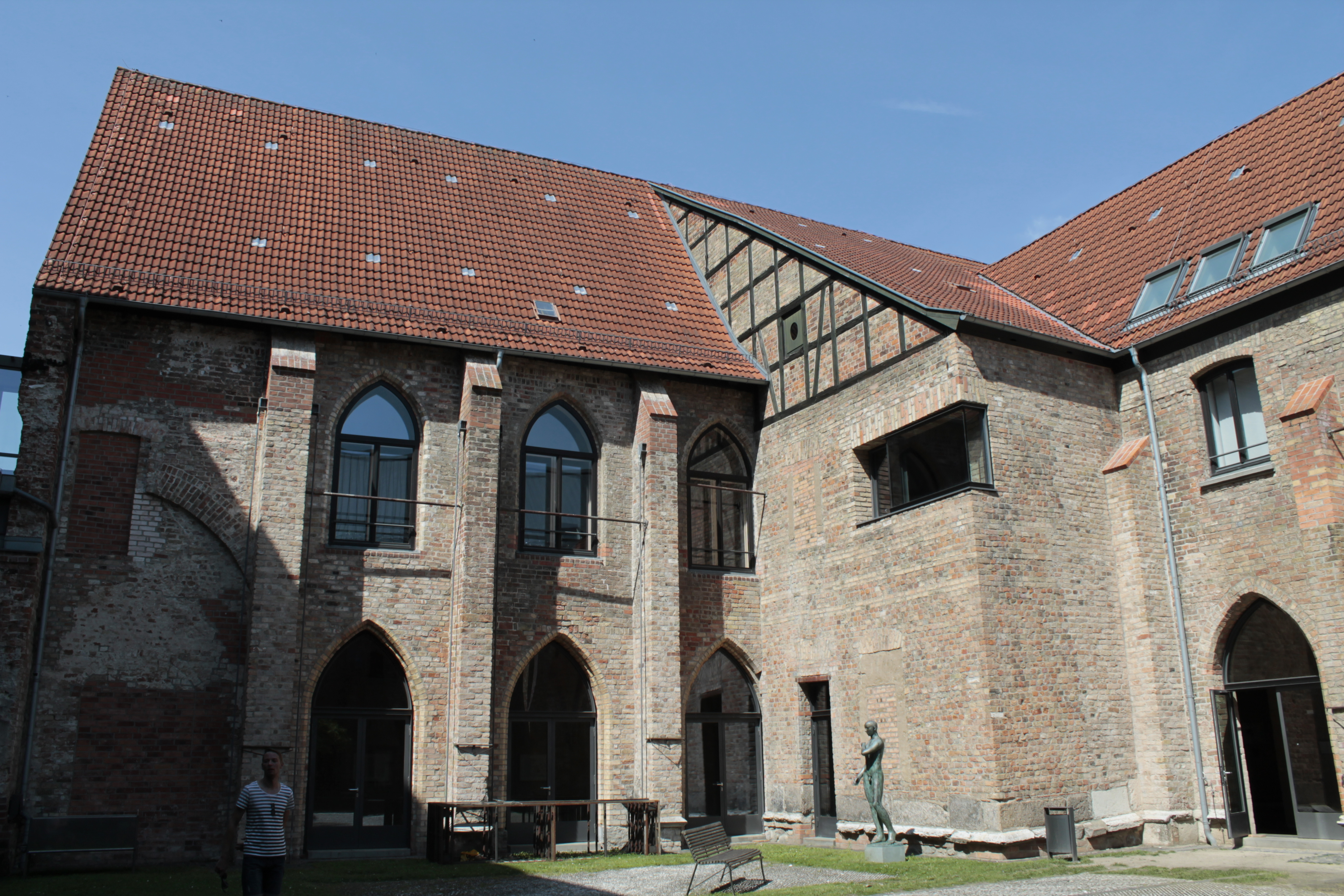
HMT Rostock
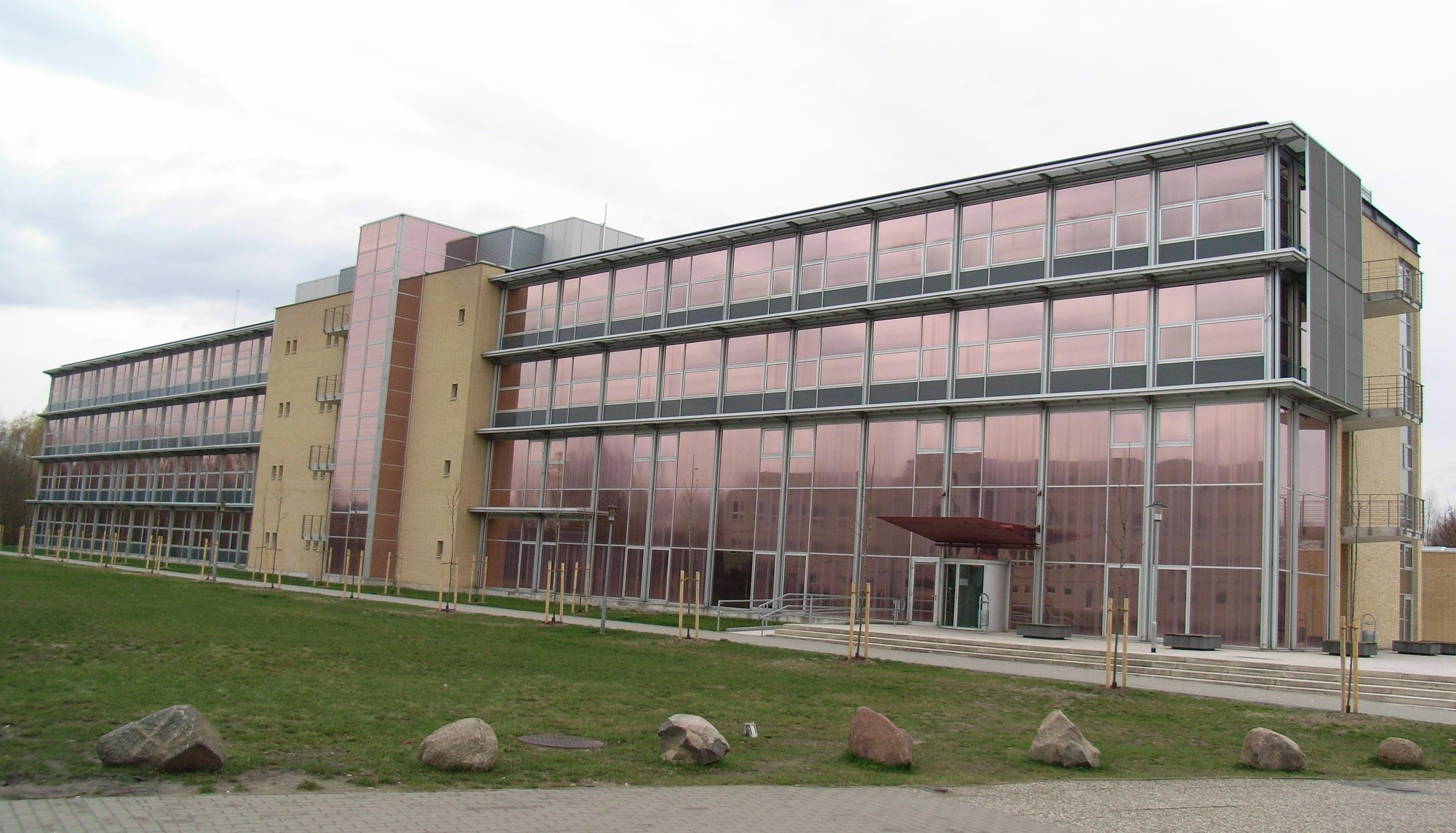
HS Neubrandenburg
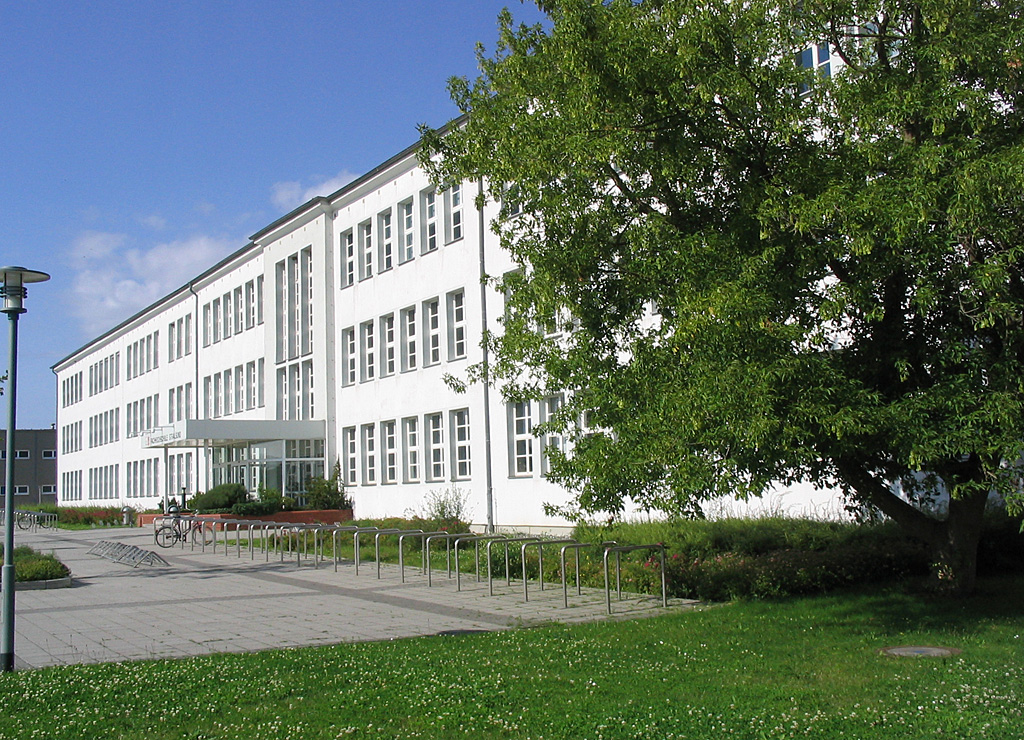
Hochschule Stralsund
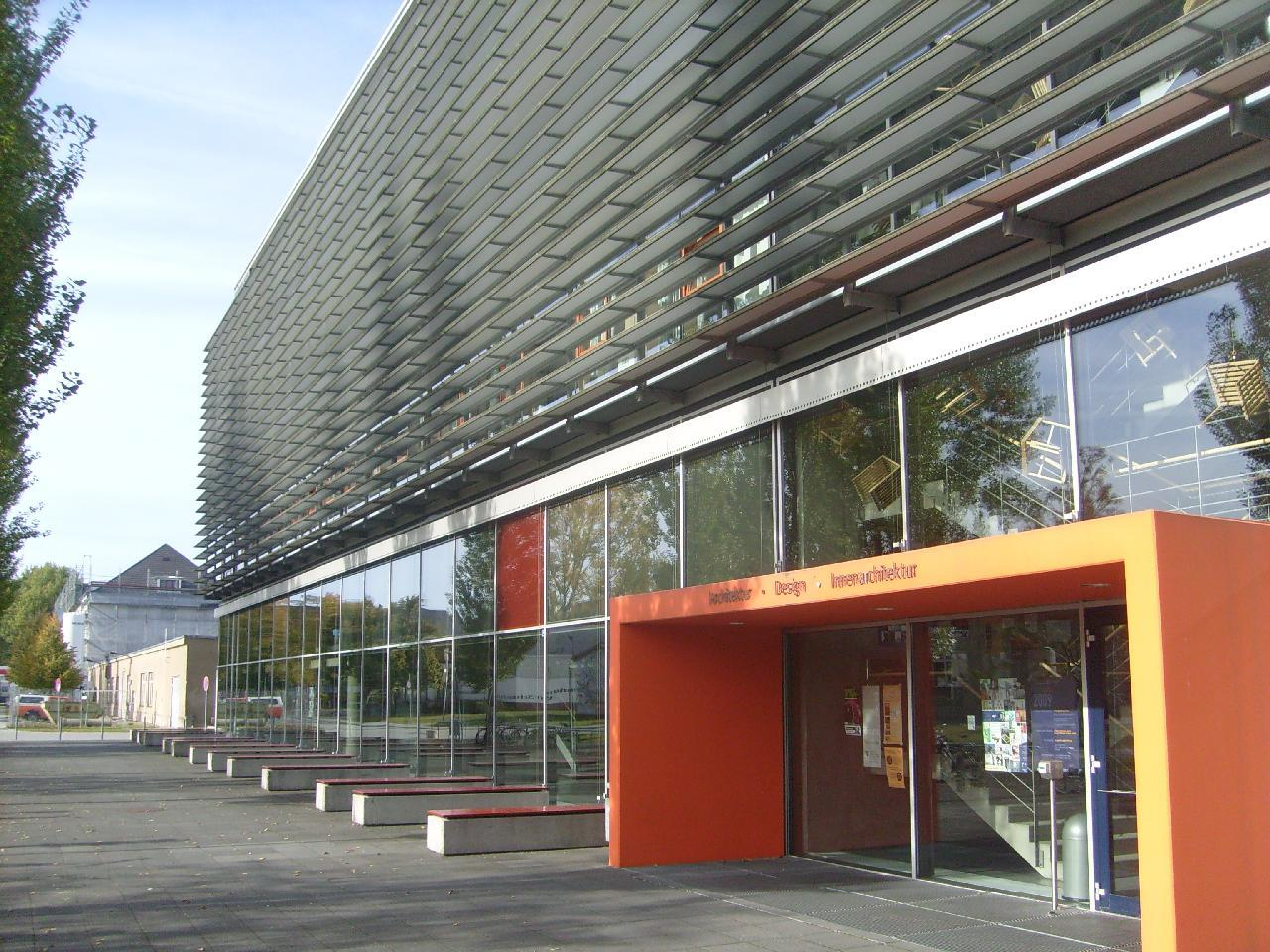
HS Wismar

### Forschungseinrichtungen

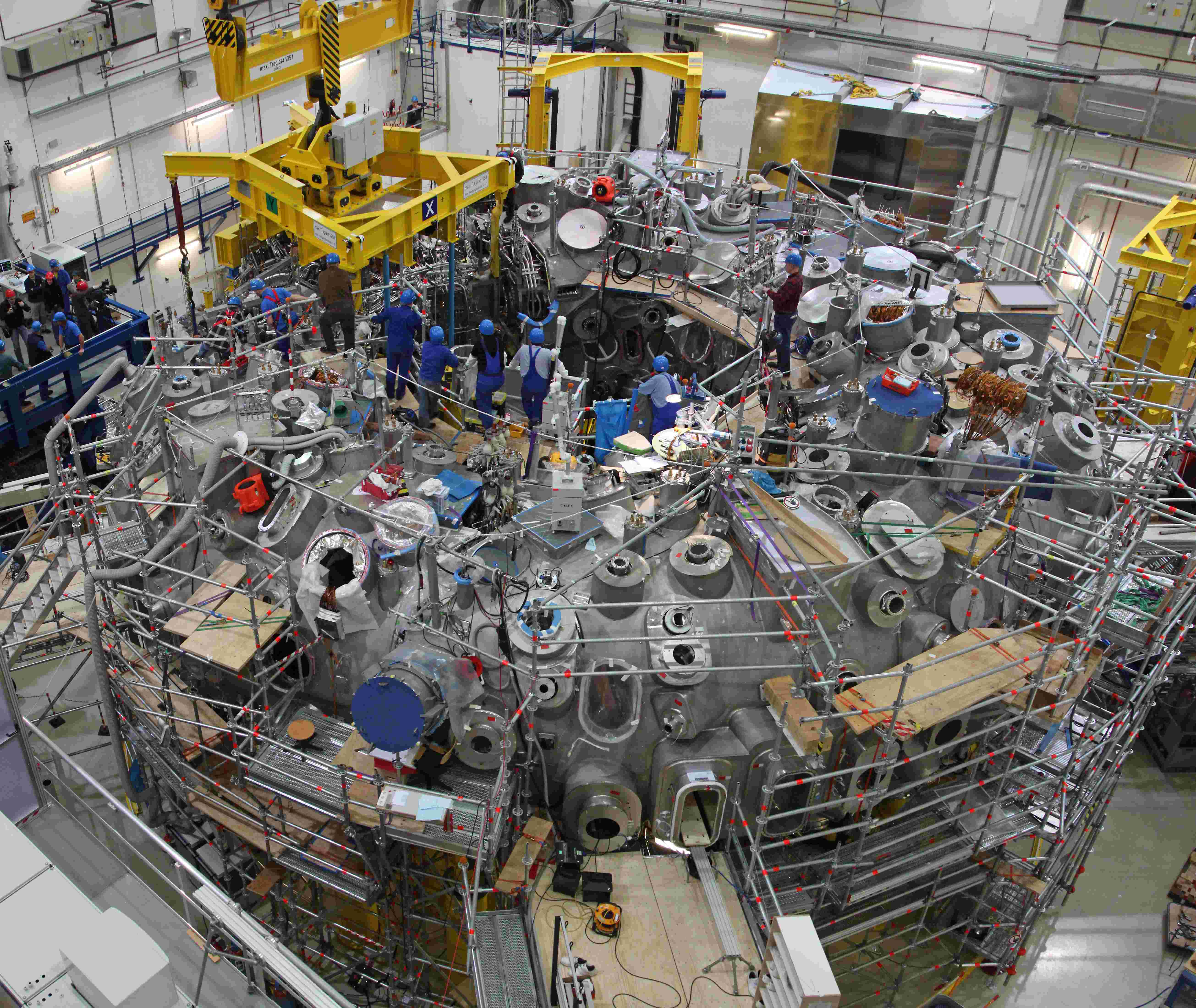
Fusionsforschungsprojekt Wendelstein 7-X in Greifswald

Es gibt zahlreiche außeruniversitäre Forschungseinrichtungen im Land, die sich hauptsächlich in und um die Universitäten in Greifswald und Rostock konzentrieren und sich vorwiegend mit Medizin, Biologie, Physik, Raumfahrt, Tiergesundheit, Agrarwissenschaften und Demografie beschäftigen. Zu den bedeutenden Instituten zählen das Max-Planck-Institut für demografische Forschung, das Fraunhofer IGD, das Forschungsinstitut für Nutztierbiologie, das Leibniz-Institut für Ostseeforschung, das Leibniz-Institut für Atmosphärenphysik und das Leibniz-Institut für Katalyse in Rostock, das Max-Planck-Institut für Plasmaphysik in Greifswald und das Deutsche Zentrum für Luft- und Raumfahrt mit Zweigstellen in Neustrelitz.
Im Land sind mehrere bedeutende Institute der Medizinforschung, wie das DZNE für Nervenkrankheiten, das Fraunhofer-Institut für Zelltherapie und Immunologie und das Herz- und Diabeteszentrum MV am Klinikum Karlsburg. Mit dem Friedrich-Loeffler-Institut befindet sich auf der zu Greifswald gehörenden Insel Riems ein nationales Forschungsinstitut. Zu den bekannten Forschungsergebnissen aus MV gehören zum Beispiel die Erfindung des Wasserskalpells, auch bekannt als Helix-Hydro-Jet, oder die erste künstliche Leber für Kinder.

## Bevölkerung

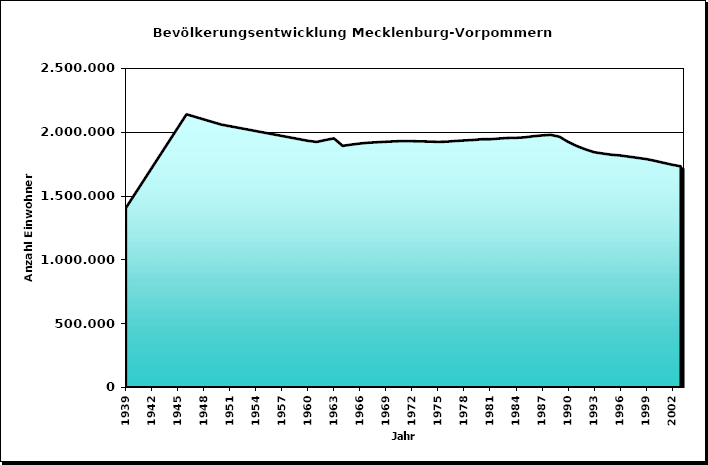
Bevölkerungsentwicklung Mecklenburg-Vorpommerns von 1939 bis 2003

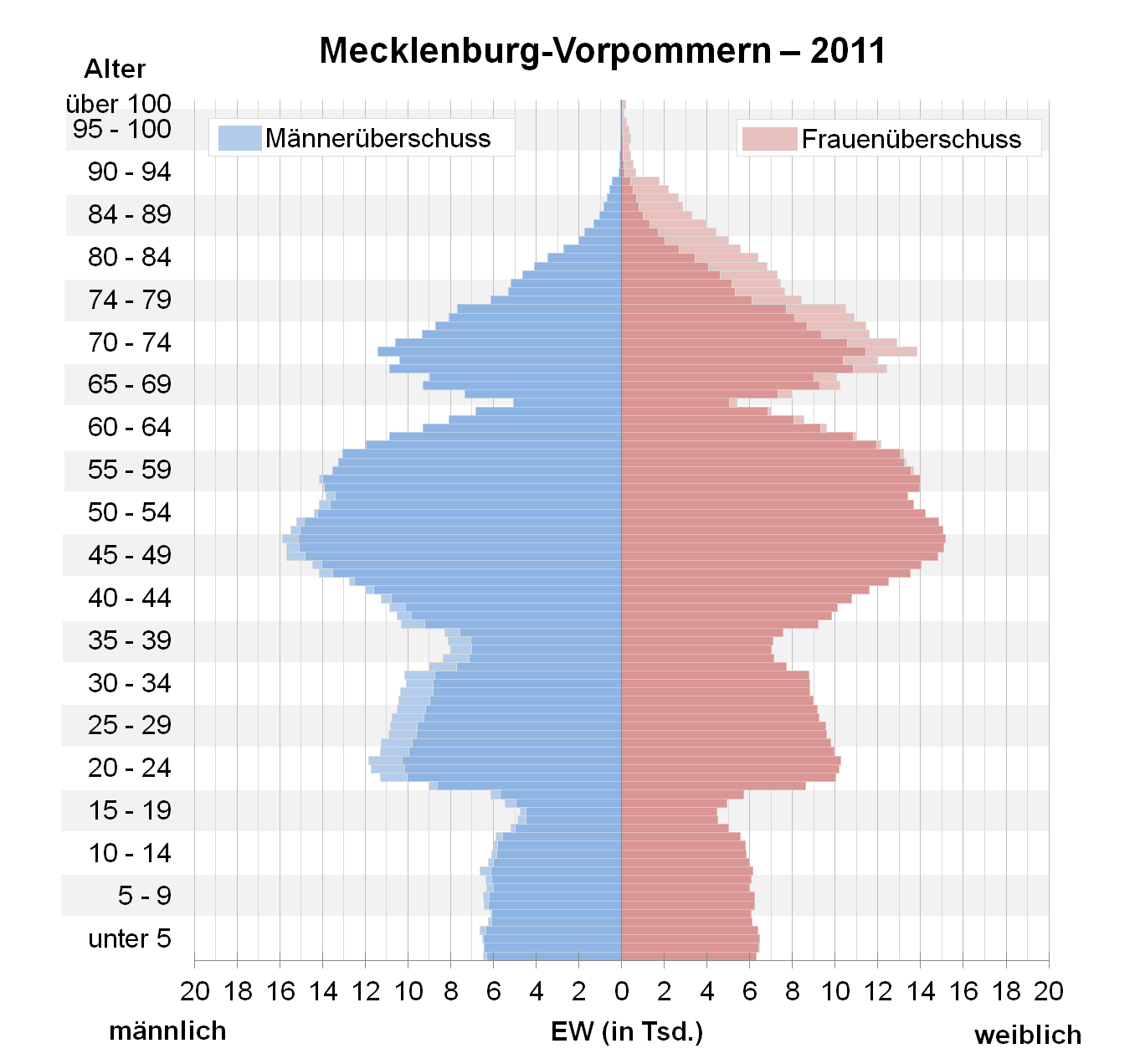
Bevölkerungspyramide für Mecklenburg-Vorpommern (Datenquelle: Zensus 2011)

### Statistiken
In Mecklenburg-Vorpommern leben heute rund 1,6 Millionen Menschen (Stand: 31. Dezember 2019). Die Bevölkerung setzt sich aus Mecklenburgern und Pommern und zum kleinen Teil aus Brandenburgern zusammen. Hinzu kamen nach dem Zweiten Weltkrieg viele Flüchtlinge und Vertriebene, überwiegend aus dem östlichen Pommern und Ostpreußen, sowie Zugezogene aus den anderen Regionen Deutschlands und ihre Nachkommen, politisch bedingt hauptsächlich aus dem Gebiet der damaligen DDR, die insbesondere in den Industriezentren Rostock und Stralsund Arbeit fanden, sowie nach der Wiedervereinigung russlanddeutsche Aussiedler bzw. Spätaussiedler. Die größte Gruppe der Bürger ausländischer Herkunft kam 2014 aus Polen (16 Prozent), gefolgt von Russland (9 Prozent), der Ukraine (7 Prozent) und Vietnam (Stand: November 2013). Seit 2015 ist vor allem aufgrund der Flüchtlingswellen durch den Syrischen Bürgerkrieg und dem Russischen Überfall auf die Ukraine der Anteil der gesamten ausländischen Bevölkerung an der Landesbevölkerung auf 7,6 Prozent gestiegen (Stand Dezember 2023). Die größten Gruppen von Ausländern stammen dabei aus der Ukraine (22,7 Prozent), Polen (14,1 Prozent) sowie Syrien (11,0 Prozent).
Gemäß dem Zensus 2022 lag der Ausländeranteil in Mecklenburg-Vorpommern mit Stand 15. Mai 2022 bei nur 4,9 % und war somit niedriger als bis dahin angenommen. Einen Migrationshintergrund hatten im Jahre 2022 insgesamt 8,0 % der Einwohner. Damit hat Mecklenburg-Vorpommern den bundesweit niedrigsten Ausländer- und Migrantenanteil vorzuweisen.
Die durchschnittliche Lebenserwartung lag im Zeitraum 2015–2017 bei 78,6 Jahren für Männer und bei 83,0 Jahren für Frauen. Die Männer belegen damit unter den deutschen Ländern Rang 15, während Frauen Rang 8 belegen. Regional hatten 2013–2015 die Stadt Rostock (Erwartung der Gesamtbevölkerung: 80,84 Jahre), der Landkreis Rostock (80,23) und die Mecklenburgische Seenplatte (80,04) die höchste, sowie Ludwigslust-Parchim (79,78), Schwerin (79,76) und Vorpommern-Greifswald (79,23) die niedrigste Lebenserwartung.

### Bevölkerungsentwicklung
Der Zustrom von fast einer Million Vertriebener, die in der SBZ/DDR „Umsiedler“ genannt werden mussten, führte zu einem sprunghaften Anstieg der Bevölkerungszahl auf 2,1 Millionen 1945/1946. Seit dem Erreichen dieses Höchstwerts sank die Einwohnerzahl kontinuierlich. Etwa acht Prozent der Vertriebenen, die bis 1950 die vier Besatzungszonen erreichten, ließen sich in Mecklenburg-Vorpommern nieder und hatten einen Anteil von bis zu 45 Prozent an der dortigen Gesamtbevölkerung.
Der erhebliche Bevölkerungsverlust nach 1989 (zwischen 1990 und 2013: −17 %) ist eine Folge der Westabwanderung und eines Einbruchs bei den Geburtenzahlen. Diese Trends haben sich in den 2010er Jahren verlangsamt bzw. wurden gestoppt; es wandern wieder mehr Leute zu und es werden mehr Kinder geboren. Zum Jahr 2008 etwa hatte das Land deutschlandweit den höchsten Geburtenanstieg, die Geburtenrate legte von 1,36 auf 1,41 zu. Zudem ist im Jahr 2015 eine Entwicklung zu Mehrkindfamilien abzusehen, die Gebärwahrscheinlichkeit ist bei Familien höher, die bereits ein Kind haben. Die Anstiege werden vonseiten der Politik u. a. auf die gute Kita-Versorgung, gesteigerte Anstrengungen in der frühkindlichen Bildung, die bessere Arbeitsmarktlage und die allgemein verbesserte Lebensqualität im Land zurückgeführt. Insgesamt zeichnet sich ab, dass der periphere ländliche Raum mit schlechter Infrastruktur dünn besiedelt bleibt, während die städtischen Zentren sowie landschaftlich und infrastrukturell attraktive Orte wieder Einwohner gewinnen. Insgesamt gab es in Mecklenburg-Vorpommern im Jahr 2013 erstmals seit 1990 mehr Zuzüge ins Land als Fortzüge. Bis 2016 verzeichnete das Land ein positives Wanderungssaldo, das durch einen stetigen Überschuss der Anzahl Gestorbener über die Anzahl Lebendgeborener, somit ein negatives natürliches Bevölkerungssaldo, reduziert wurde, sodass das Land im Jahr 2016 einen erneut sinkenden Bevölkerungsstand erlebte. Eine Studie des Berlin-Instituts von 2019 sieht Mecklenburg-Vorpommern in einem „demografische[n] Zwischenhoch“ und erwartet aufgrund der hohen Überalterung und geringen Zahl potentieller Eltern bis 2035 ein weiteres starkes Abschrumpfen um 11,1 % auf 1,43 Millionen Einwohner.

### Bevölkerungsdichte
Mecklenburg-Vorpommern ist das am dünnsten besiedelte und am ländlichsten geprägte deutsche Land. Die Mehrzahl der Bevölkerung wohnt entlang der Ostseeküste, während besonders der Süden und das Binnenland im Osten des Landes dünn besiedelt sind. Die Hansestadt Rostock ist mit etwa 209.000 Einwohnern die einzige Großstadt im Land und gilt als Regiopole. Rostock ist ebenfalls das größte der vier Oberzentren des Landes, gefolgt von Greifswald und Stralsund (zusammengerechnet etwa 118.000 Einwohner, Stand 31. Dezember 2020), der Landeshauptstadt Schwerin (rund 95.000 Einwohner) und der Stadt Neubrandenburg (rund 64.000 Einwohner). Alle anderen Städte haben weniger als 50.000 Einwohner, die bedeutendsten Städte dieser Gruppe sind die Hansestadt Wismar und Güstrow sowie Waren (Müritz), Neustrelitz und Parchim. Die über 400.000 Einwohner starke polnische Hafenstadt Stettin wirkt heute als ein Wachstumsmotor für das östliche Mecklenburg-Vorpommern, vor allem im Bereich ihrer Metropolregion. Für die südlichen Landesteile wirkt sich die Nähe zu Berlin vorteilhaft aus, Westmecklenburg ist in die Metropolregion Hamburg und den Verflechtungsraum mit Rostock und Lübeck eingebunden und verzeichnet ebenfalls Zuwächse.

### Religion
In Mecklenburg-Vorpommern sind 83,7 % der Bevölkerung konfessionsfrei oder gehören kleinen Glaubensgemeinschaften an (2022). Von 1871 bis 2022 sank der Anteil der evangelischen und katholischen Kirchenmitglieder von 99 % auf 16,3 % der Bevölkerung.

#### Christentum
Die evangelischen Kirchgemeinden in der Nordkirche sind unterteilt in den „Kirchenkreis Mecklenburg“ und den „Kirchenkreis Pommern“. Mecklenburgs Katholiken gehören zum Erzbistum Hamburg, während die Katholiken in Vorpommern dem Erzbistum Berlin angehören.

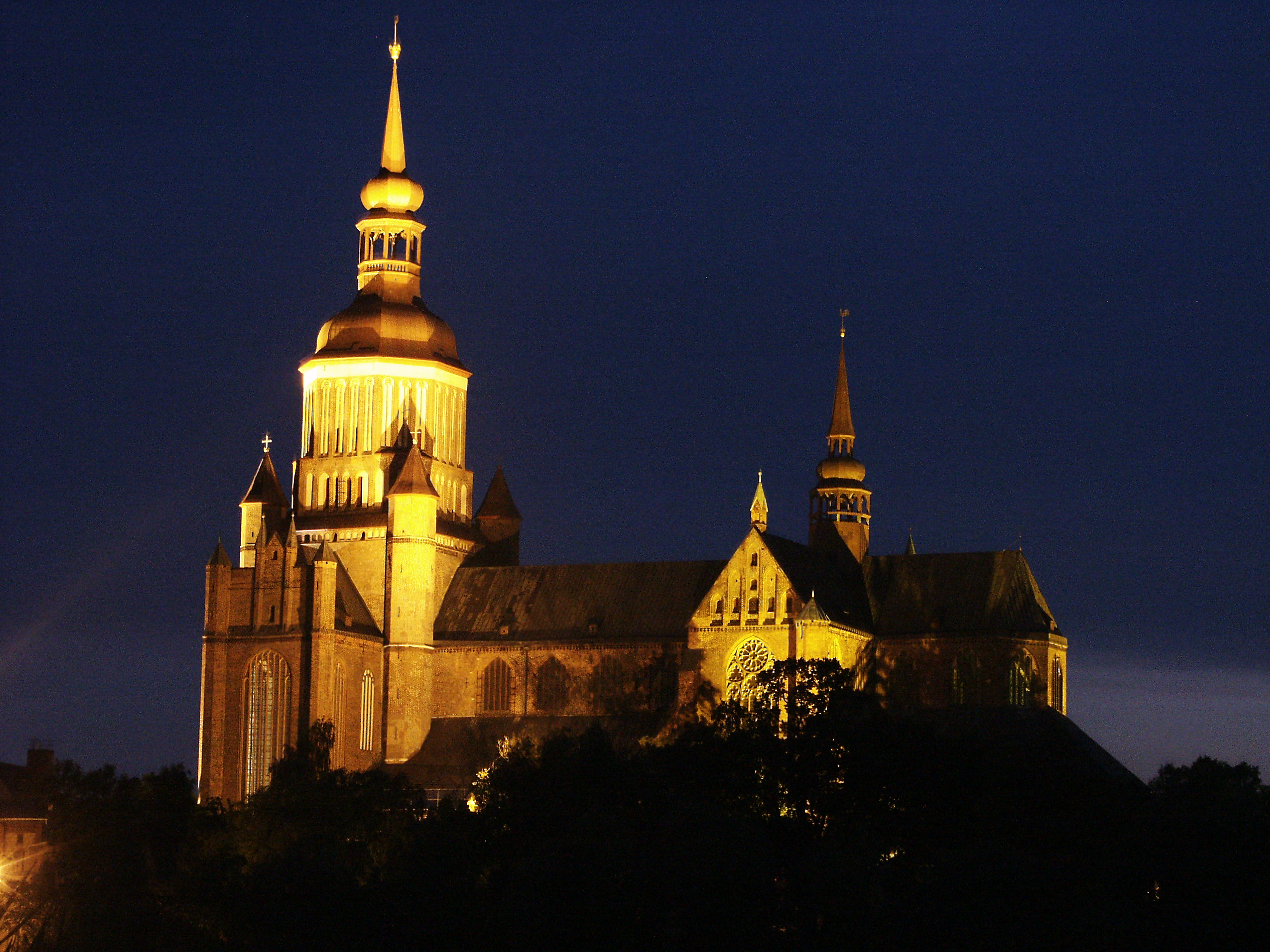
Evangelische Kirche St. Marien in Stralsund

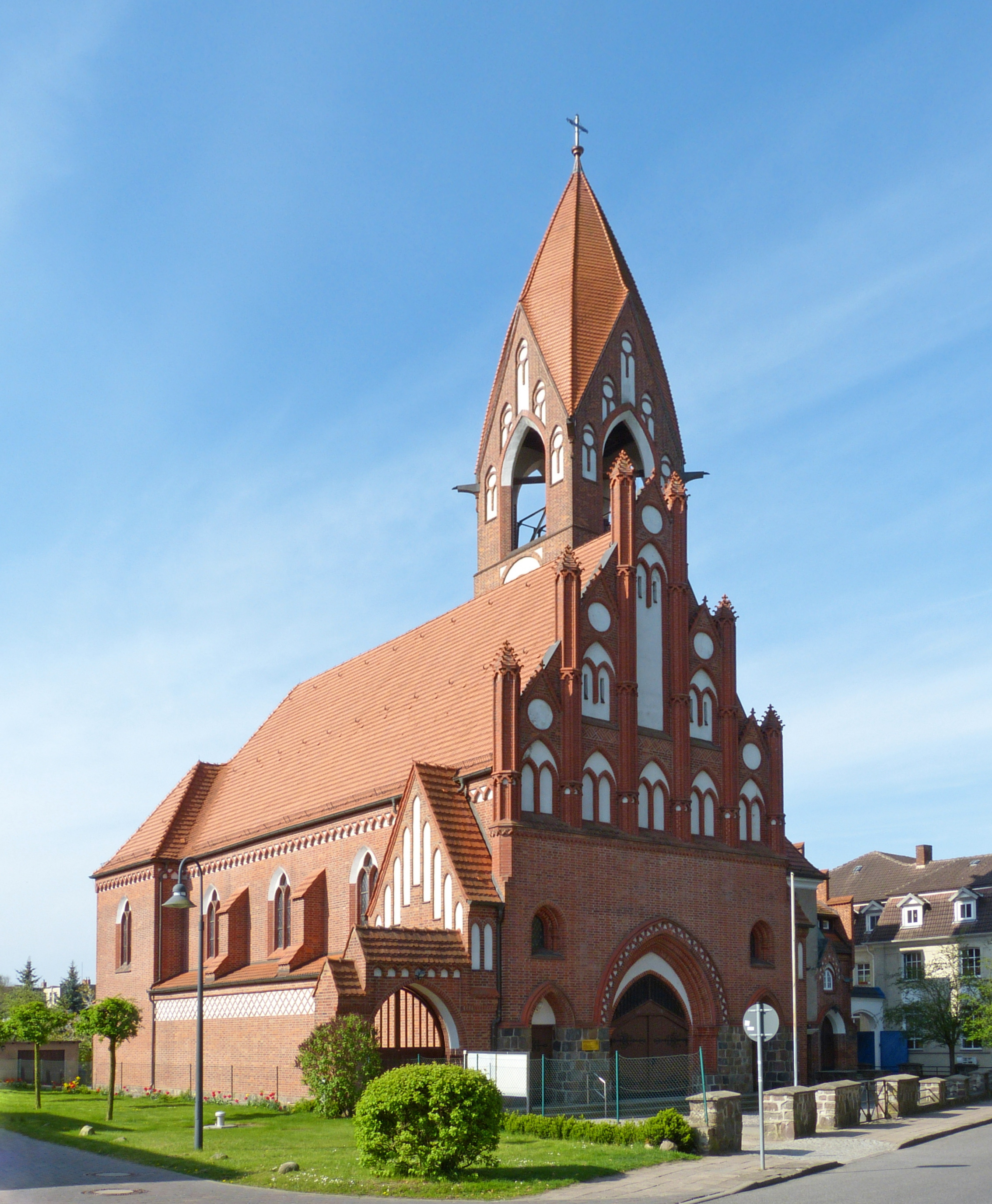
Katholische Kirche Maria Rosenkranzkönigin in Demmin

Daneben bestehen Gemeinden der Evangelisch-reformierten Kirche in der EKD, der Selbständigen Evangelisch-Lutherischen Kirche und der evangelischen Freikirchen wie den Baptisten, freien evangelischen Gemeinden, Methodisten, Mennoniten oder den Siebenten-Tags-Adventisten. Daneben gibt es mehrere kleinere christliche Kirchen wie die Neuapostolische Kirche oder die Kirche Jesu Christi der Heiligen der Letzten Tage (Mormonen).
In den ersten Volkszählungen am Ende des 19. Jahrhunderts wurden für Mecklenburg-Schwerin und Mecklenburg-Strelitz 1871 zusammen 99 Prozent Evangelische Lutheraner gezählt und 1890 insgesamt 98 Prozent Lutheraner. Im Jahr 2022 waren 213.617 Personen evangelisch, d. h. 13,1 Prozent der Bevölkerung; und 52.524 Personen katholisch, d. h. 3,2 Prozent der Bevölkerung. In den letzten drei Jahrzehnten (von 1993 bis 2022) sank der Anteil der Kirchenmitglieder insgesamt um 36 Prozent.

#### Judentum
In Mecklenburg-Vorpommern gibt es je eine jüdische Gemeinde in der Landeshauptstadt Schwerin (inklusive Wismar) sowie in Rostock. Zusammen zählen sie 1200 Mitglieder. Beide Gemeinden sind im Landesverband der Jüdischen Gemeinden in Mecklenburg-Vorpommern organisiert, der Mitglied im Zentralrat der Juden in Deutschland ist. Über historische Synagogen informiert die Liste der Synagogen in Mecklenburg-Vorpommern. Zwischen 1845 und 1945 gab es 45 jüdische Gemeinden mit insgesamt rund 7000 Mitgliedern.

#### Islam
Moscheen und islamische Gebetshäuser gibt es in Schwerin, Rostock, Wismar, Greifswald, Stralsund und Parchim (2019). Zur Anzahl der Mitglieder in Moscheegemeinden in Mecklenburg-Vorpommern gibt es keine offiziellen Daten. Die muslimische Bevölkerung in Mecklenburg-Vorpommern ist gering, hat sich jedoch seit 2015/2016 durch Migration aus Syrien und anderen islamischen Mehrheitsgesellschaften aus dem Nahen und Mittleren Osten erhöht.

## Kultur

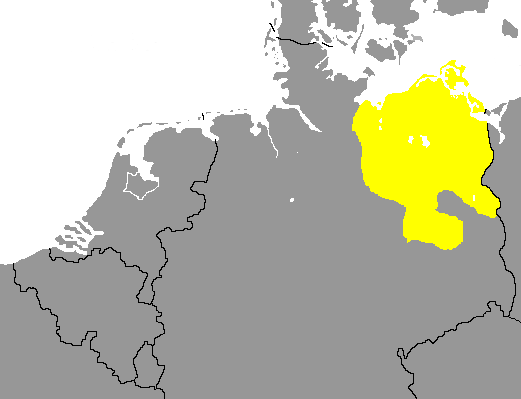
Heutige Verbreitung des Ostniederdeutschen

### Sprache
In weiten Teilen des Landes wird bis heute neben Hochdeutsch von der älteren Generation auch Niederdeutsch („Plattdütsch“) mindestens verstanden und zuweilen auch gesprochen. Die Jüngeren beherrschen es seltener. Heute gibt es diverse Initiativen, mit vielfältigen Schulprojekten, Vereinsarbeit, Wettbewerben und Festivals den nachwachsenden Generationen die regional gefärbte Sprache ihrer Heimat nahezubringen.
Der sogenannte mecklenburgisch-vorpommersche Sprachraum gehört zum Ostniederdeutschen und entspricht in etwa den heutigen Grenzen des Landes Mecklenburg-Vorpommern. Dabei gibt es keine eindeutig festzumachenden Grenzen zwischen mecklenburgischem und vorpommerschem Niederdeutsch, sondern die dialektalen Unterschiede drücken sich, geographisch betrachtet, in einem West-Ost-Kontinuum aus. Es kommen also keine Isoglossenbündel vor.
Für die Dokumentation beider Sprachräume etablierten sich das Pommersche Wörterbuch und das Mecklenburgische Wörterbuch. Bedeutende niederdeutsche Schriftsteller aus der Region sind unter anderem Fritz Reuter, John Brinckman und Rudolf Tarnow. Zu den bedeutendsten historischen Schriftstücken der Region zählt die mittelniederdeutsche Barther Bibel.
Neben dem Niederdeutschen gibt es vor allem im östlichen Landesteil Vorpommern durch die lange Zugehörigkeit zu Preußen und den „uckermärkischen Zipfel“ um Strasburg auch mark-brandenburgische Dialekte, die dem Berliner Dialekt nahe sind.
Für die Pflege der mecklenburgisch-vorpommerschen Variationen des Niederdeutschen engagieren sich u. a. die Sprachgesellschaften der Fritz Reuter Gesellschaft mit Sitz in Neubrandenburg, die Johannes Gillhoff Gesellschaft mit Sitz in Ludwigslust-Glaisin und die John Brinckman Gesellschaft mit Sitz in Jürgenstorf. Daneben gibt es in vielen Orten Heimatvereine und niederdeutsche Kulturgruppen, die sich um den Erhalt des Niederdeutschen kümmern.

### Museen

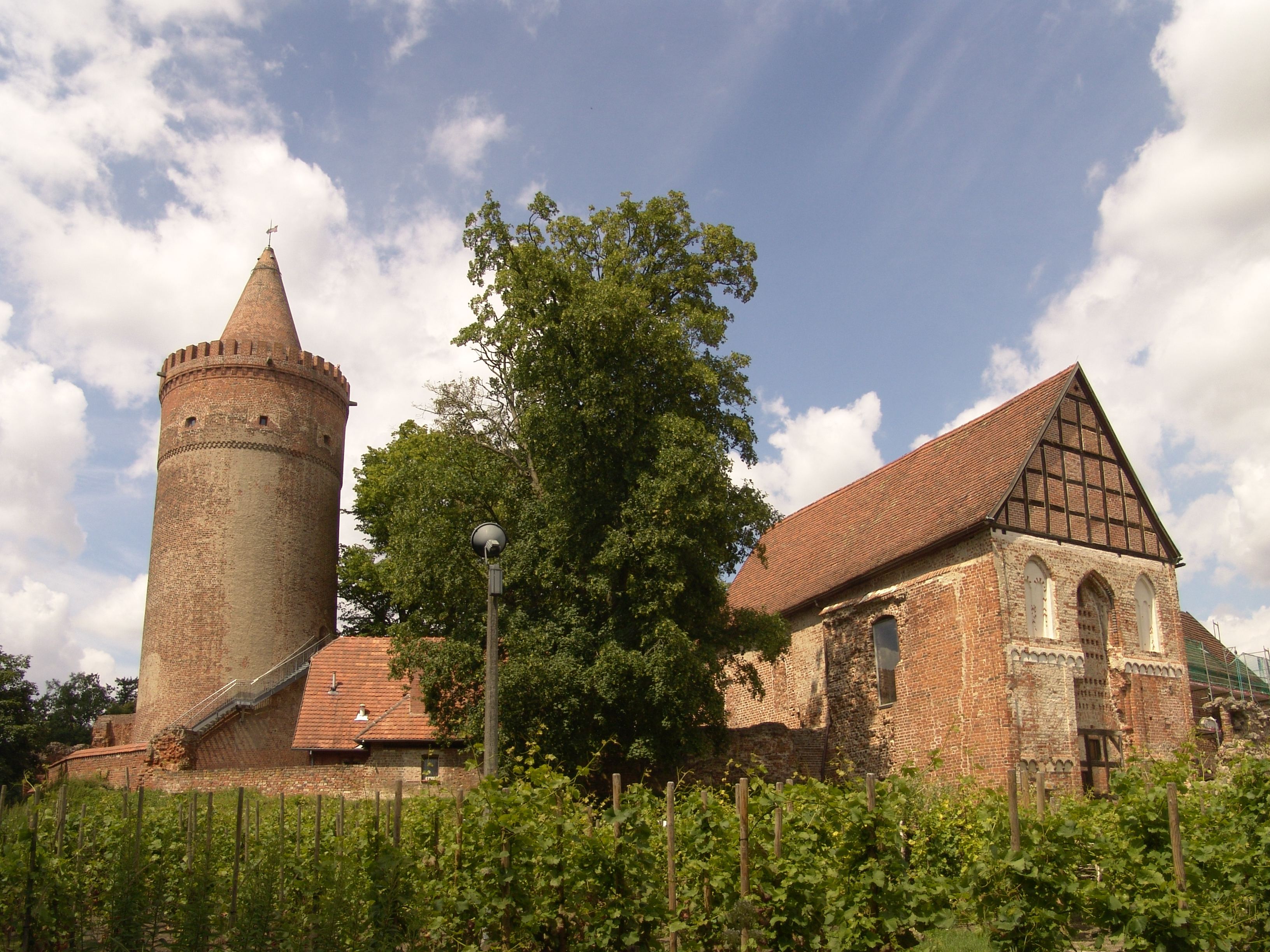
Die Burg Stargard mit Burgmuseum, nördlichste erhaltene Höhenburg Deutschlands

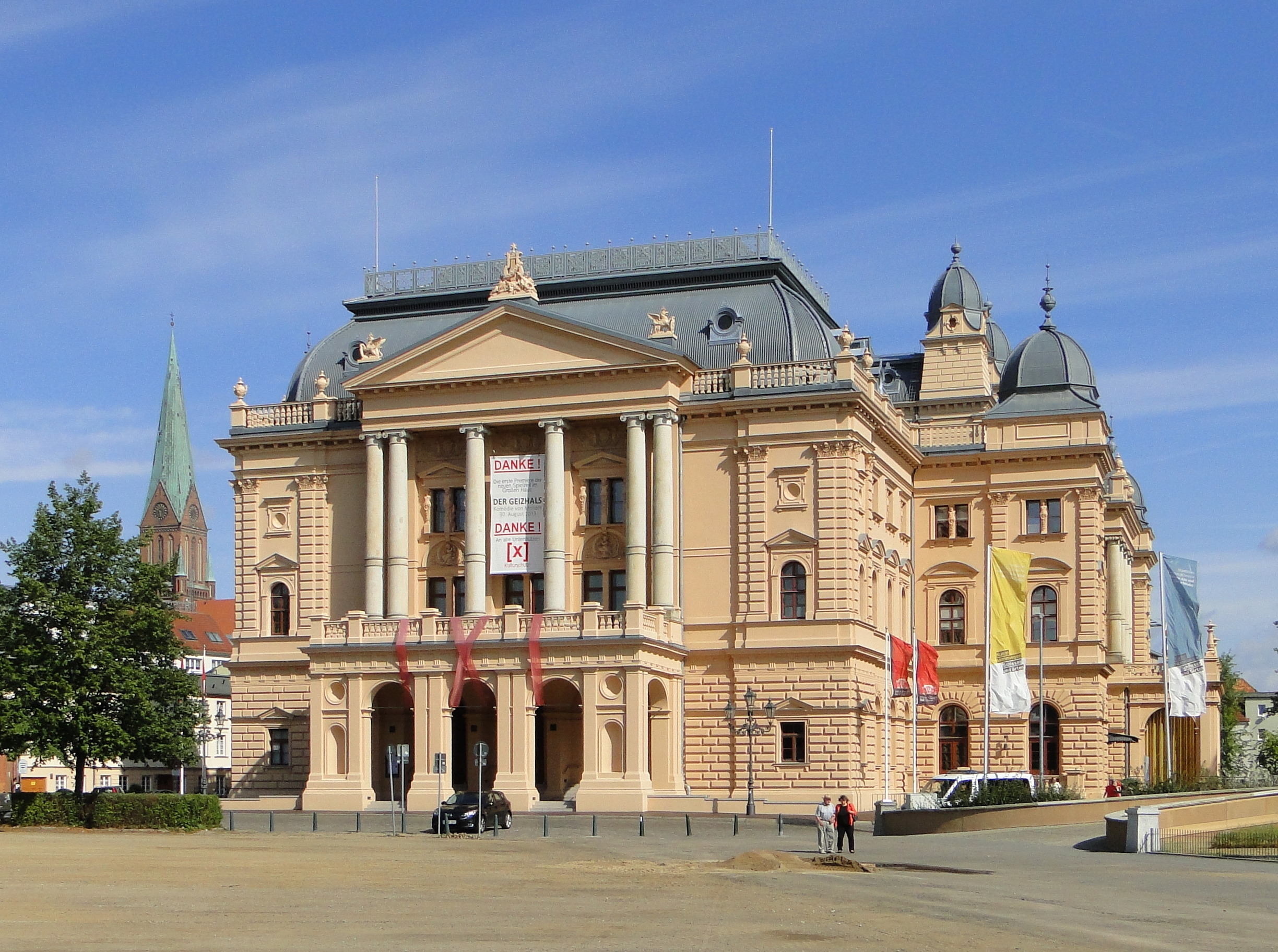
Mecklenburgisches Staatstheater in Schwerin

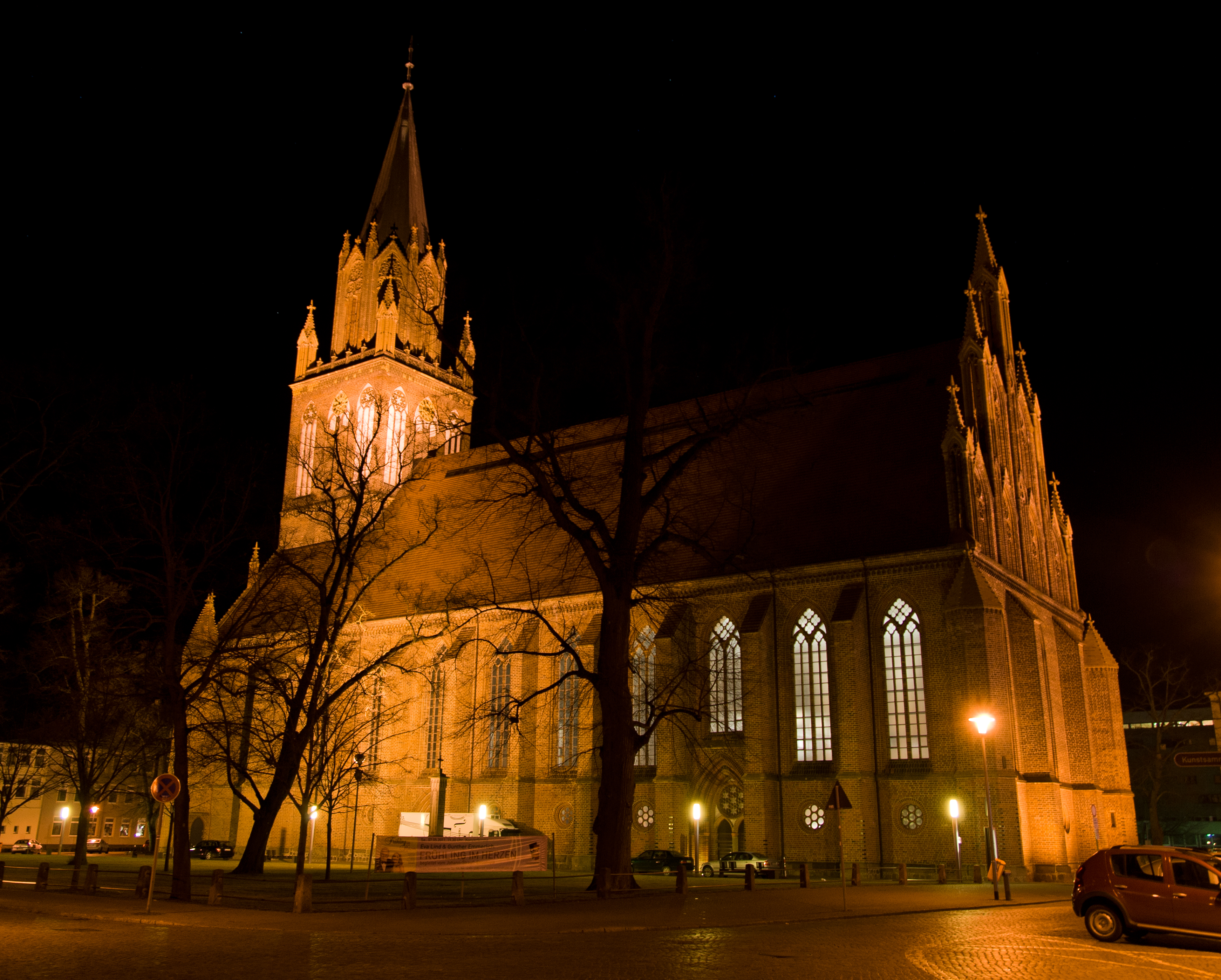
Konzertkirche Neubrandenburg, renommierte Spielstätte der Neubrandenburger Philharmonie

Bemerkenswerte Museen sind zum Beispiel das Staatliche Museum Schwerin, das Pommersche Landesmuseum in Greifswald und das Phantechnikum in Wismar. Das Darwineum im Rostocker Zoo verbindet museale Erlebnis-Ausstellung mit zoologischer Sammlung. Das Deutsche Meeresmuseum mit dem Ozeaneum und dem Nautineum in Stralsund ist das meistbesuchte Museum in Norddeutschland. Das Müritzeum in Waren (Müritz) wartet mit Europas größten Süßwasseraquarien für heimische Fischarten auf.
Bedeutende Kunstausstellungen neben der Schweriner Galerie Alte & Neue Meister sind u. a. die Kunsthalle Rostock und das Kunstmuseum Ahrenshoop, zudem gibt es an wechselnden Orten wertvolle Exponate, etwa in der Kunstsammlung Neubrandenburg.
Das älteste Museum Mecklenburg-Vorpommerns ist das Stralsunder Kulturhistorische Museum. Im Kloster zum Heiligen Kreuz befindet sich das Rostocker Pendant. Das Regionalmuseum Neubrandenburg und Kulturquartier Mecklenburg-Strelitz in Neustrelitz sind bedeutende Kulturmuseen im Südosten des Landes. Daneben gibt es in vielen weiteren Orten kleinere Kultur- und Regional- bzw. Heimatmuseen, etwa das Heimatmuseum Warnemünde, das Volkskundemuseum in Schönberg, das Grimmener Mühlentor und die Heringsdorfer Villa Irmgard. Daneben gibt es größere Spezialausstellungen wie im Deutschen Bernsteinmuseum in Ribnitz-Damgarten oder im Niederdeutschen Bibelzentrum in Barth.
Auch die Freilichtmuseen im Land sind beliebte Besuchsziele, z. B. in Groß Raden, Klockenhagen und Schwerin-Mueß, die Slawendörfer Passentin und Neustrelitz, das Steinzeitdorf Kussow, das Hanse-Viertel in Demmin sowie das Torgelower Ukranenland. Ebenfalls im Freien befinden sich mehrere Miniaturenparks.
Zu besichtigen sind auch viele der mehr als 2000 Schlösser, Burgen und Gutshäuser im Land – einige von ihnen werden als Museen geführt, neben den Herzogsresidenzen z. B. die Burgen in Burg Stargard, Penzlin, Plau, Dömitz und Neustadt-Glewe, oder auch die Schlossinsel Mirow, das Schloss Hohenzieritz, das Schloss Ueckermünde, das Jagdschloss Granitz auf Rügen und das Barockschloss Bothmer zwischen Wismar und Lübeck.

### Theater
Die größten öffentlichen Theater des Landes sind das Mecklenburgische Staatstheater Schwerin, das Volkstheater Rostock, das Theater Vorpommern mit Spielstätten in Greifswald, Stralsund und Putbus und die Theater und Orchester GmbH Neubrandenburg/Neustrelitz mit Spielstätten in Neubrandenburg und Neustrelitz. Alle vier Theater bieten sowohl Schauspiel als auch Musiktheater und Orchestermusik.
Weitere wichtige Theater sind das Ernst-Barlach-Theater in Güstrow, das Mecklenburgische Landestheater Parchim, die Vorpommersche Landesbühne und das Theater Wismar.
Zudem gibt es viele meist privat betriebene saisonale Theater und Freilichtbühnen in größeren Städten, an der Ostseeküste und in Künstlerdörfern sowie Kurorten. Die Störtebeker-Festspiele finden seit 1993 in Ralswiek auf der Insel Rügen statt. Sie sind Deutschlands erfolgreichstes Freilichttheater. Auch die Vineta-Festspiele auf Usedom, das Piraten-Open-Air in Grevesmühlen und die Müritz-Saga in Waren sind über die Landesgrenzen hinaus bekannt.
| Theater                                                                | Besucher 2010/2011 |
| ---------------------------------------------------------------------- | ------------------ |
| Mecklenburgisches Staatstheater Schwerin                               | 168.177            |
| Vorpommersche Theater- und Sinfonieorchester GmbH Greifswald/Stralsund | 147.990            |
| Theater und Orchester GmbH Neustrelitz/Neubrandenburg                  | 93.634             |
| Volkstheater Rostock                                                   | 111.174            |
| Vorpommersche Landesbühne Anklam                                       | 65.947             |
| Mecklenburgisches Landestheater Parchim                                | 15.904             |

### Veranstaltungen
Alle zwei Jahre findet der MV-Tag als offizielles Landesfest statt, im Jahr 2018 in Rostock, zum 800-jährigen Jubiläum der Hansestadt.
Zu den überregional bedeutenden Veranstaltungen in Mecklenburg-Vorpommern gehören:
Musikfestivals 
Die jährlich im Sommer stattfindenden „Festspiele Mecklenburg-Vorpommern“ sind ein Festival für klassische Musik. Die Festspielorte sind über das ganze Bundesland verteilt, häufig in Gutshäusern, Schlössern, Kirchen, Scheunen, Industriebauten und auch in Parks. An der Ostseeküste und an den Seen gibt es kleinere Festspiel-Reihen, die mit Musik und Theater das kulturelle Angebot in den Urlaubsorten ergänzen, so z. B. der Schönberger Musiksommer und das Usedomer Musikfestival im Herbst. Sie sind wie die Festspiele Teil der Veranstaltungsreihe „Musikland MV“.
Weitere renommierte Musikveranstaltungen sind:
- Airbeat One: Festival für elektronische Tanzmusik in Neustadt-Glewe, das seit 2002 jährlich stattfindet.
- Eldenaer Jazz Evenings: Open-Air-Jazzfestival in Greifswald-Eldena, das 1981 erstmals veranstaltet wurde. Seitdem gastieren in Eldena alljährlich im Juli Jazzmusiker aus der ganzen Welt.

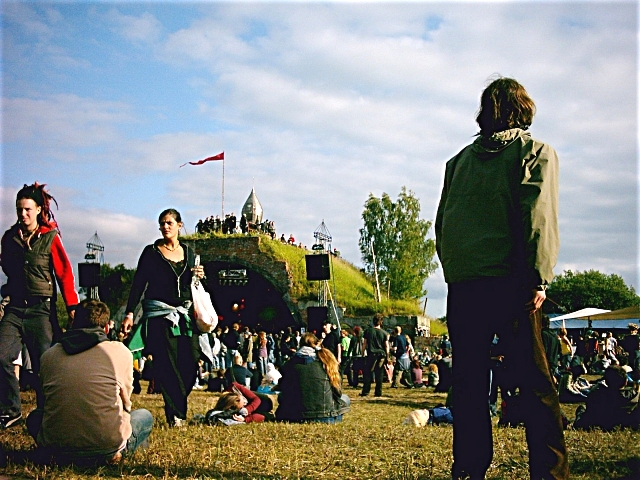
Jährliches Fusion Festival in Lärz

- Fusion Festival: Ein Festival für junge Kunst auf dem Flugplatz Lärz südlich der Müritz. Es findet seit 1997 jährlich statt und ist ein Schaufenster für alternative Musik, Kunst und Theater mit weltweiter Strahlkraft. Es kommen dazu u. a. Künstler des avantgardistischen Burning Man Festivals ins Mecklenburger Seenland.
- Greifswalder Bachwoche: Seit 1946 stattfindende Musikreihe für klassische Musik in Greifswald.
- Honky Tonk: Jährlich in den Innenstädten von Rostock, Schwerin, Stralsund und Wismar stattfindendes Kneipen-Musikfestival.
- Immergut Festival: Indie-Rock-Musikfestival in Neustrelitz, das seit 2000 jährlich Ende Mai stattfindet.
- Studentenfestivals: Im Land finden mehrere große Musikveranstaltungen statt, die von studentischen Organisationen durchgeführt werden. Dazu gehören der Hochschultag in Neubrandenburg, das Campus Spektakel in Stralsund und das Campus Open Air in Wismar. In Rostock gibt es u. a. das Campuserwachen, die Campus Explosion und das Campus Sommerfest. In Greifswald gibt es neben den erwähnten Veranstaltungen im Sommer das International Students Festival (Gristuf) mit der Fête de la Musique.
- Zappanale: Musikfestival in Bad Doberan, das seit 1990 stattfindet. Es widmet sich mit verschiedensten Künstlern und Interpretationen dem Erbe des Komponisten und Musikers Frank Zappa.

Film 
- Darsser Naturfilmfestival: Filmfestival für Natur- und Umweltfilme auf der Halbinsel Darß, das seit 2005 jährlich im Herbst stattfindet. Während der Veranstaltung wird der Deutsche Naturfilmpreis vergeben.
- dokumentART: Filmfestival für Dokumentarfilme in Neubrandenburg, das seit 1992 jährlich im Herbst stattfindet. Gleichzeitig wird das Festival im polnischen Stettin ausgetragen.
- Festival im Stadthafen (FiSH): Kurzfilmfestival in Rostock, vor allem für junge Filmkunst.
- Filmkunstfest Mecklenburg-Vorpommern: Filmfestival mit rund 17.000 Besuchern im Jahr in Schwerin, bei dem seit 2002 der Goldene Ochse für herausragende Beiträge zur deutschen Filmkultur verliehen wird.

Theater 

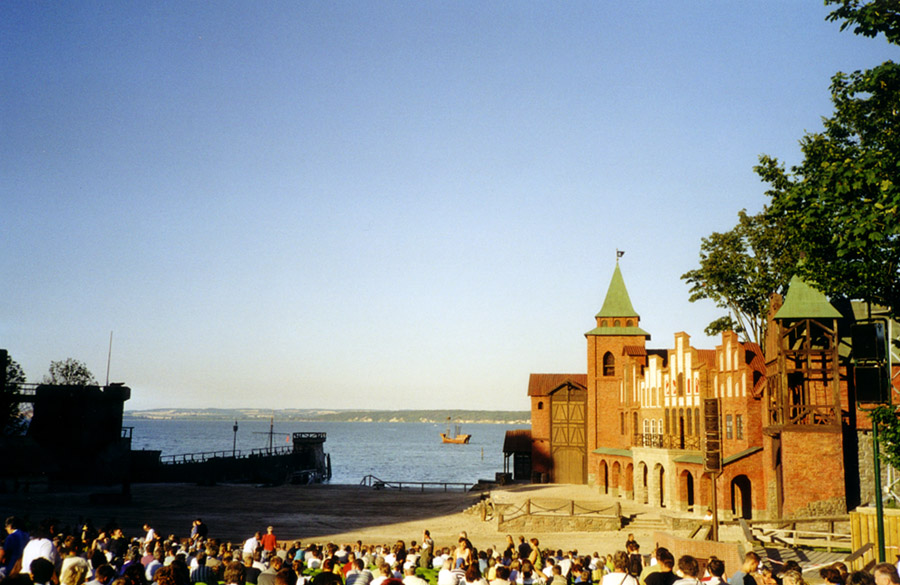
Störtebeker-Festspiele auf Rügen

- Festspiele im Schlossgarten: Operettenfestspiele in Neustrelitz mit bis zu 30.000 Besuchern, die seit 2001 im Schlossgarten stattfinden.
- Müritz-Saga: Freilichttheater, das seit 2006 jährlich im Sommer im Amphitheater auf dem Mühlenberg in Waren (Müritz) stattfindet.
- Piraten-Open-Air: Freilichttheater in Grevesmühlen bei Wismar mit über 50.000 Besuchern jährlich, das seit 2005 jährlich im Sommer stattfindet.
- Schlossfestspiele Schwerin: Opernfestival in Schwerin, das seit 1993 jährlich vom Mecklenburgischen Staatstheater veranstaltet wird. Bis zu 70.000 Besucher besuchen die Festspiele jeden Sommer.
- Störtebeker-Festspiele: Freilichttheater in Ralswiek auf der Insel Rügen mit über 350.000 Besuchern jährlich, das seit 1993 alljährlich im Sommer stattfindet.
- Vineta-Festspiele: Freilichttheater in Zinnowitz auf der Insel Usedom, das seit 1997 jährlich im Sommer stattfindet.

Volksfeste und Kulturfeste 

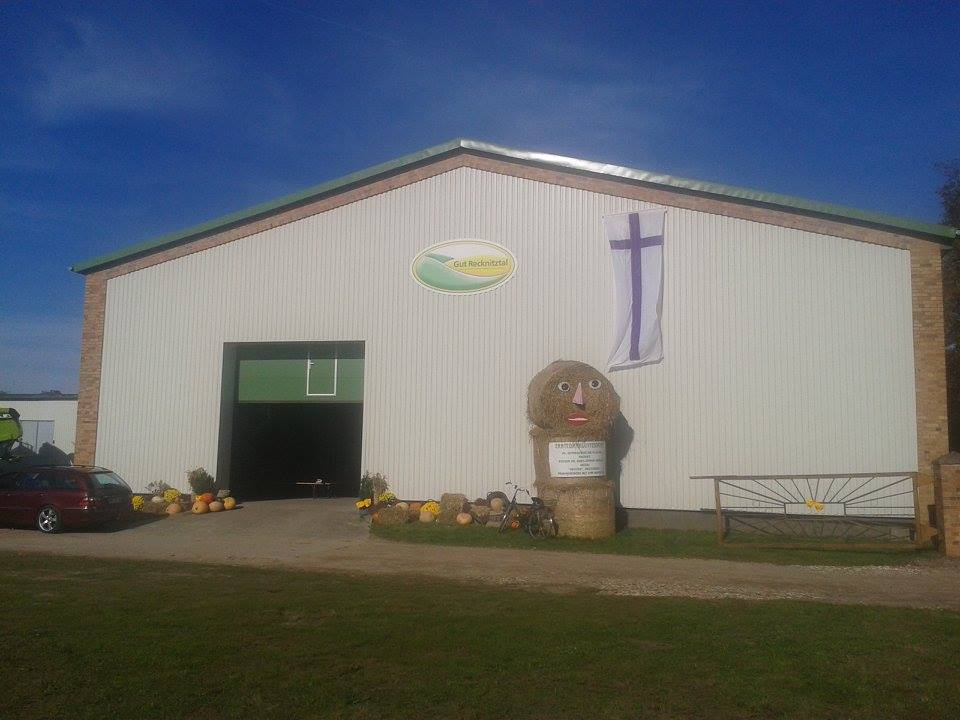
Das Landeserntedankfest zum 25. Landesjubiläum fand 2015 in Semlow statt

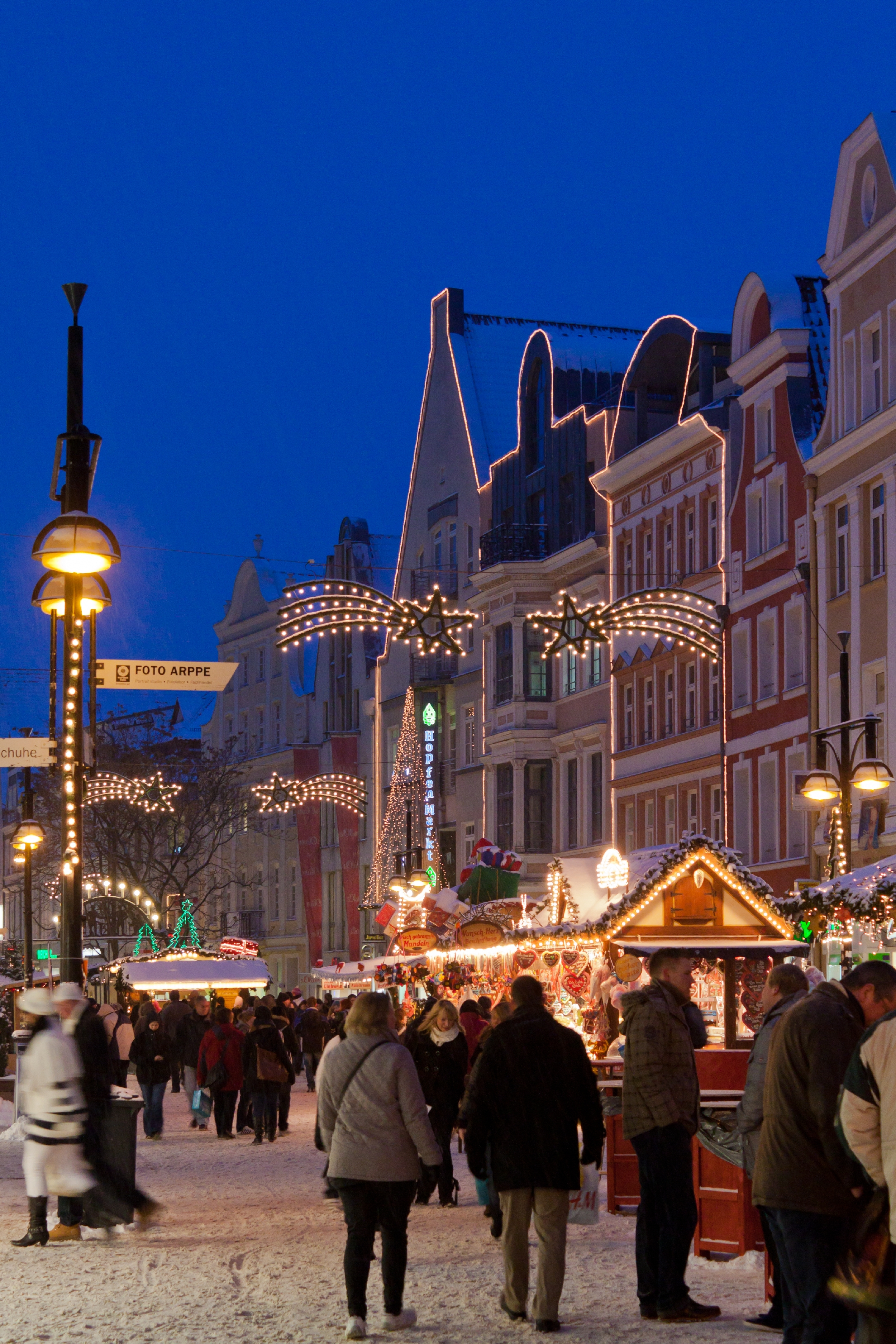
Rostocker Weihnachtsmarkt

- Erntedankfeste: Das Landeserntedankfest findet seit 1990 jeweils am ersten Oktoberwochenende statt. Höhepunkt sind die Festlichkeiten am Sonntag mit ökumenischem Gottesdienst, Festumzug und Übergabe der Erntekrone. Das 26. Landeserntedankfest fand 2016 in Brüsewitz statt,[118] 2017 ist Siedenbollentin der Veranstaltungsort.[119] Regional finden im Herbst weitere Erntedankfeste statt, etwa in Stralsund.[120]
- Karneval bzw. Fasching: Es gibt in vielen Gemeinden des Landes Karnevalsvereine, die Veranstaltungen wie Umzüge, Sessionen mit „Rathausbesetzungen“, Gardetänze, Büttenreden und Tanzabende organisieren.[121] Der Karneval-Landesverband Mecklenburg-Vorpommern ist der Dachverband von 82 Karnevalsvereinen im Land, in denen rund 6000 Karnevalisten aktiv sind.
- Kulturpark-Feste: Im Neubrandenburger Kulturpark finden regelmäßig Volksfeste statt, die eine Anziehungskraft über die Landesgrenzen hinaus haben, wie das Pfingstfest, das Lichtfest Fontänen in Flammen (Nordlichtzauber) und das Mecklenburger Oktoberfest.
- Martensmann: Die Tradition der November-Reise des Martensmannes von Lübeck nach Schwerin zum Martinstag besteht seit 1520. Sie führt über Schönberg und wird in Rehna und Schwerin als Volksfest bzw. Martensmarkt begangen.
- Nordischer Klang: Das größte Festival für nordeuropäische Kultur außerhalb Skandinaviens. Es findet jährlich im Mai in Greifswald statt.
- polenmARkT: Das bedeutendste Festival für polnische Kultur außerhalb Polens. Es findet an meist zehn Tagen im November in Greifswald und umliegenden Orten statt.
- Schwedenfest: Jedes Jahr im Spätsommer wird bei dieser Veranstaltung in Wismar der langen Zugehörigkeit zur schwedischen Krone gedacht, die nach dem Dreißigjährigen Krieg 1648 begann.
- Tanzbälle: Herausragende festliche Ballveranstaltungen sind der jährliche Landespresseball MV, der Theaterball im Mecklenburgischen Staatstheater zu Schwerin und der Festball der Neubrandenburger Philharmonie.
- Wallensteintage: Seit 1825 begangenes Volksfest in Stralsund, bei dem jedes Jahr im Juli der Abwehr der Belagerung der Stadt durch Wallenstein im Jahr 1628 gedacht wird. Es ist das größte historische Volksfest Norddeutschlands.
- Weihnachtsmärkte: Der traditionelle Rostocker Weihnachtsmarkt gilt als größter Norddeutschlands, auch die Weihnachtsmärkte von Stralsund, Wismar, Schwerin, Neubrandenburg (Weberglockenmarkt) und in den Seebädern an der Küste sind überregional bekannt. Doch auch in kleineren Orten und Dörfern finden sich Märkte, z. B. an Gutshäusern, in der Scheune Bollewick und am Kloster Zarrentin.[122]

Sportveranstaltungen werden im Abschnitt Sport behandelt.

### Feiertage
Neben den bundesweit gültigen Feiertagen Neujahr, Karfreitag, Ostern, Tag der Arbeit, Christi Himmelfahrt, Pfingsten, Tag der Deutschen Einheit und Weihnachten ist in Mecklenburg-Vorpommern der Reformationstag ein gesetzlicher Feiertag. Ab 2023 ist auch der Internationale Frauentag ein gesetzlicher Feiertag.
Seit dem Jahr 2002 ist der 8. Mai im Land Mecklenburg-Vorpommern staatlicher Gedenktag, als Tag der Befreiung vom Nationalsozialismus und der Beendigung des Zweiten Weltkrieges.

### Münzen
Seit 2006 erscheinen jährlich 2-Euro-Gedenkmünzen mit einem Motiv des Landes, das den Präsidenten des Bundesrates stellt. 2007 war dies Mecklenburg-Vorpommern, es wurden rund 30 Millionen 2-Euro-Münzen mit dem Schweriner Schloss als Motiv geprägt, die als offizielles Zahlungsmittel im Umlauf sind.

## Medien
Die Medienanstalt Mecklenburg-Vorpommern (MMV) ist das rechtsgültige Organ gemäß dem Landesrundfunkgesetz, das zur Entwicklung von Funk und Fernsehen beiträgt und die Aktivitäten privater und offener Medienstationen überwacht, sowie Rundfunklizenzen ausschreibt. Seit 2006 wird durch sie der Medienkompetenzpreis verliehen, mit dem herausragende Leistungen von engagierten Erwachsenen und Kindern gewürdigt werden.

### Printmedien/Zeitungen
Die auflagenstärksten regionalen Tageszeitungen sind die Ostsee-Zeitung, die Schweriner Volkszeitung mit ihrer Rostocker Lokalausgabe, die Norddeutschen Neuesten Nachrichten, und der Nordkurier. Keine der Zeitungen besitzt eine eigene Vollredaktion. Daneben gibt es verschiedene regionale Anzeigenblätter wie den Blitz.

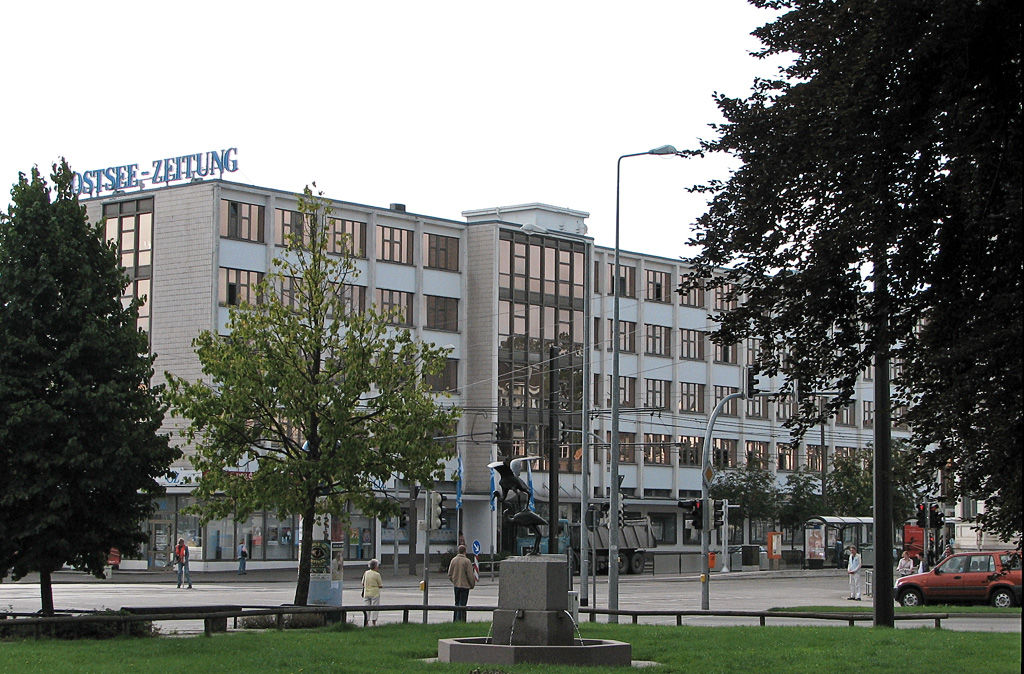
Hauptgebäude Ostsee-Zeitung in Rostock
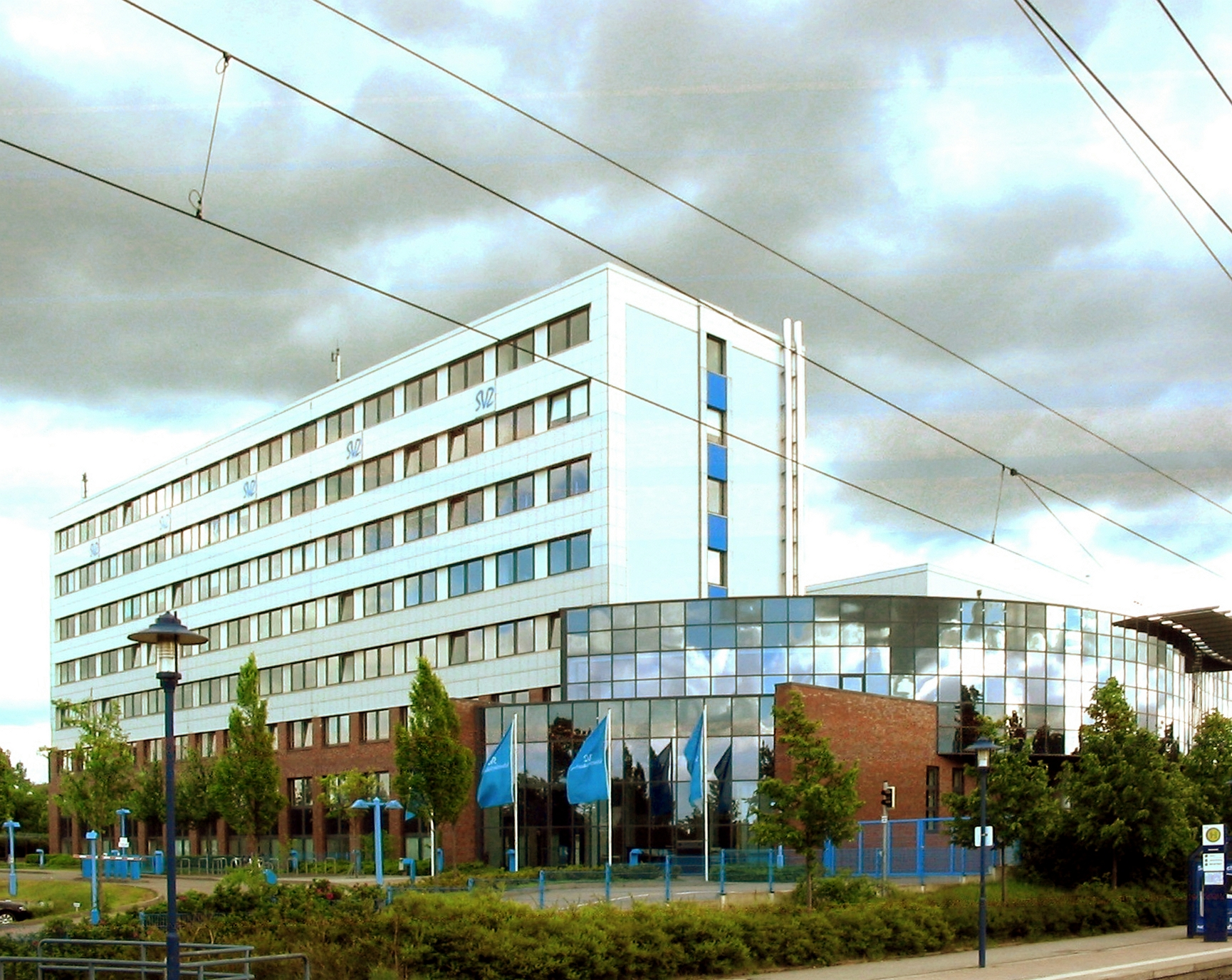
Hauptgebäude Schweriner Volkszeitung in Schwerin
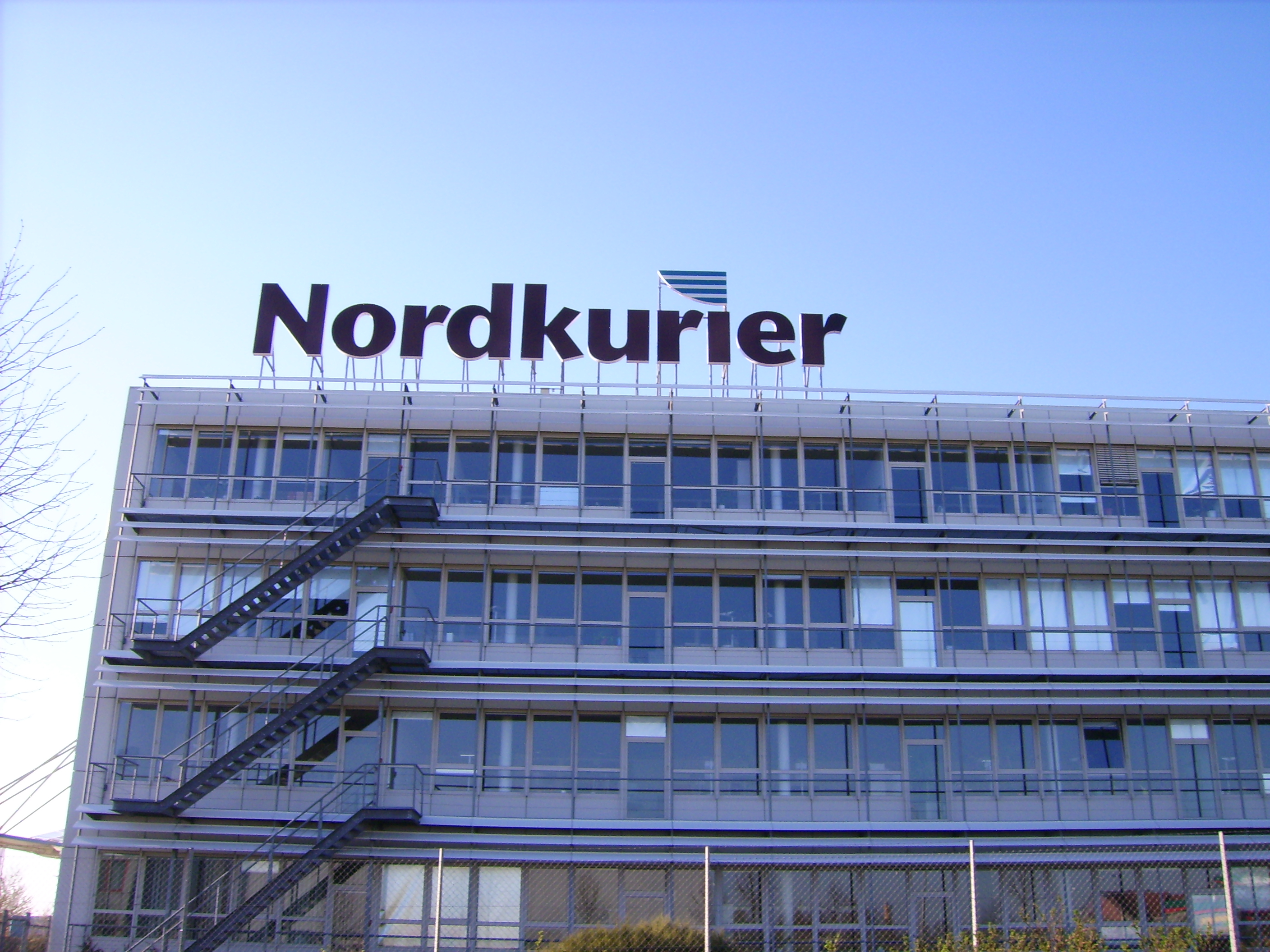
Hauptgebäude des Nordkurier in Neubrandenburg

### Radio
Radio steht zum analogen und digitalen Empfang zur Verfügung. Es gibt auch diverse Offene Kanäle, auch bekannt als Bürgerfunk oder Bürgerrundfunk.
Auswahl öffentlich-rechtlicher Radiosender und deren Empfangsmöglichkeiten:
- NDR 1 Radio MV (UKW, DAB+, DVB-S)
- NDR 2 (UKW, DAB+, DVB-S)
- NDR Blue (DAB+, DVB-S)
- NDR Info (UKW, DAB+, DVB-S)
- NDR Kultur (UKW, DAB+, DVB-S)
- NDR Schlager (DAB+, DVB-S)
- N-Joy (UKW, DAB+, DVB-S)
- Deutschlandfunk (UKW, DAB+, DVB-S)
- Deutschlandradio Kultur (UKW, DAB+, DVB-S)

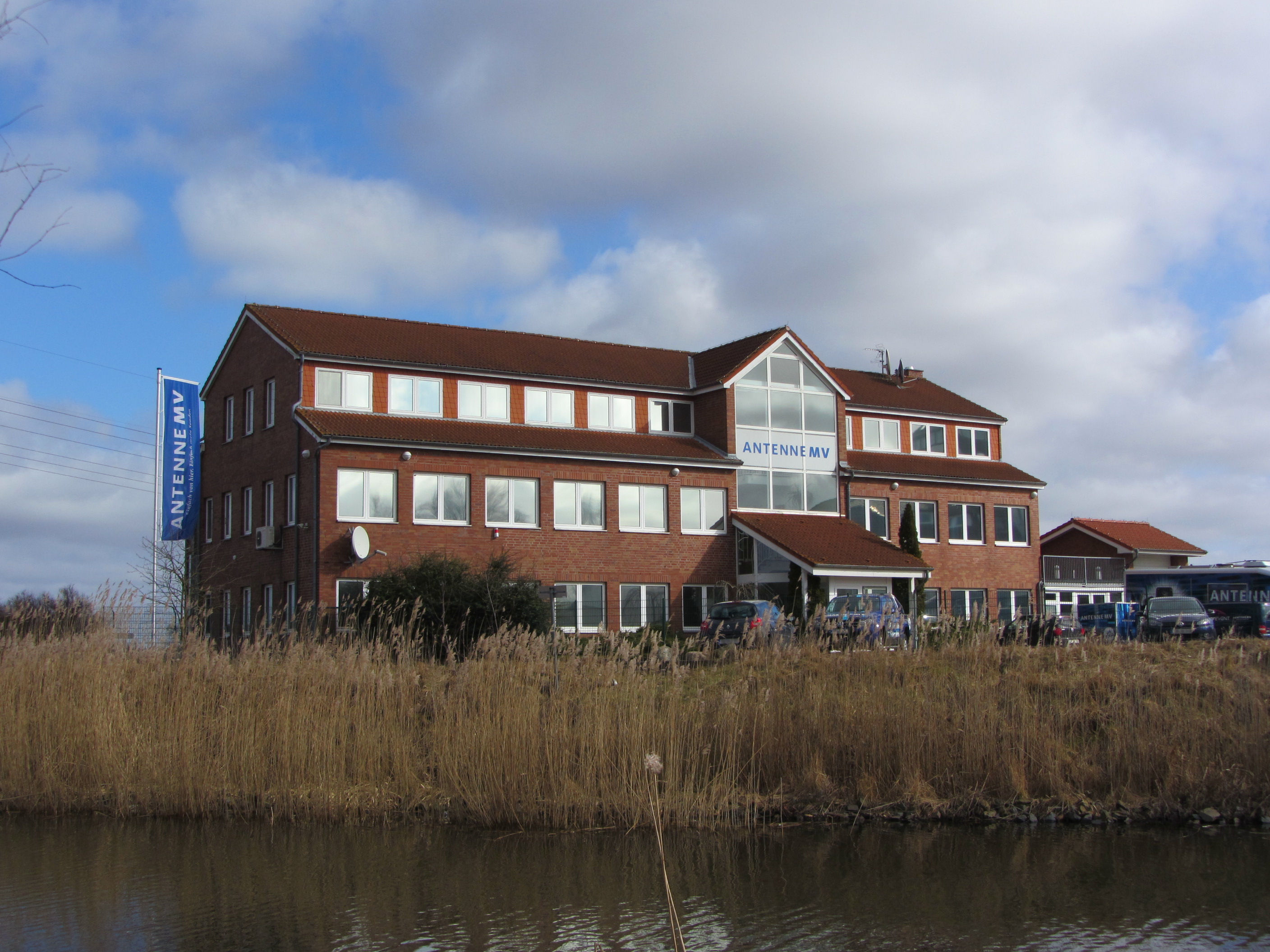
Antenne MV, ehemaliges Funkhaus in Plate bei Schwerin

Private Radiosender:
- 80s80s MV (UKW)
- Ostseewelle (UKW)
- radio B2 (UKW)
- Radio Paradiso (UKW)

Offene Radiosender:
- LOHRO (UKW)
- NB-Radiotreff 88,0 (UKW)
- radio 98eins (UKW)
- Welle Kummerower See (UKW)
- Radio MSP (UKW)

#### Internetradio
Zu den Webradios aus Mecklenburg-Vorpommern zählen die Ostseemelodie aus Schwerin, Radio Hagenow, Radio MSP aus Neustrelitz, Radio Nordland aus Leopoldshagen und Webradio Powerplay aus Rostock. Daneben verfügen die meisten terrestrisch verbreiteten Radiostationen über Streams, die auf den jeweiligen Webpräsenzen übertragen und empfangen werden können.

### Fernsehen
Die öffentlich-rechtlichen und privaten Fernsehsender können über Kabel und Satellit empfangen werden. Einige öffentlich-rechtliche Sender werden zudem terrestrisch über DVB-T ausgestrahlt. Das NDR Fernsehen ist der überregionale TV-Sender des Norddeutschen Rundfunks, der neben Hamburg, Schleswig-Holstein, Niedersachsen und Bremen auch Mecklenburg-Vorpommern mit regionalen Informationen versorgt. Das Landesprogramm des NDR Fernsehens ist das Nordmagazin. Im September 2012 ging mit MV1 das erste landesweite Privatfernsehen auf Sendung.

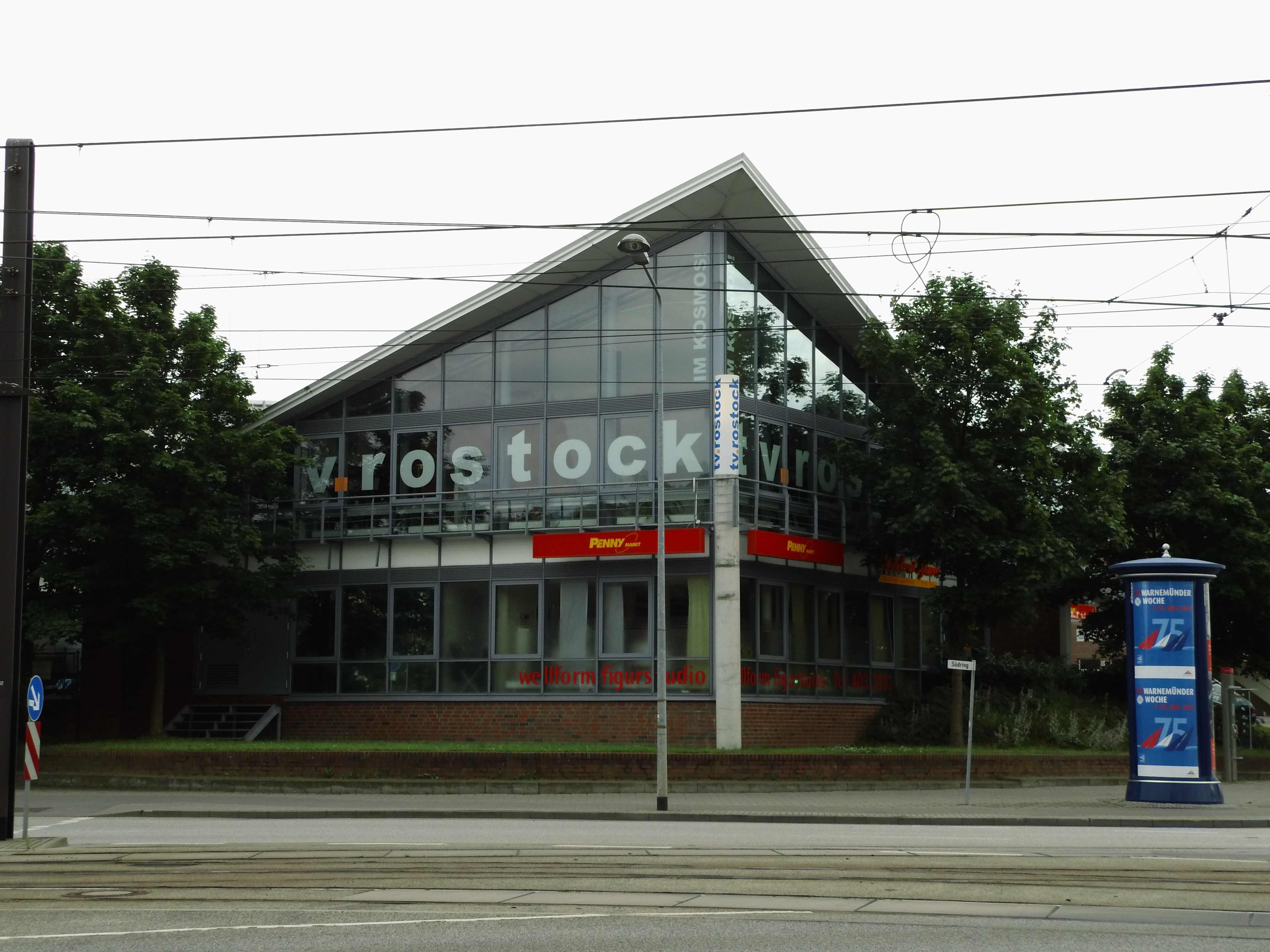
Studio von tv.rostock in der Südstadt

Es gibt einzelne Fernsehsender, die lokal oder regional auf ein bestimmtes Gebiet beschränkt senden können. Das lokale Angebot wird von privaten und offenen TV-Stationen betrieben. Folgende lokale, offene und private TV-Sender können derzeit über Kabel und teilweise über Internet im Stream als Internet-TV empfangen werden:
- Anklam TV – Anklam und Vorpommern-Greifswald
- aveo – Mein Fernsehen – Schwerin und Umgebung
- FAS – Fernsehen am Strelasund – Stralsund
- Fernsehen in Schwerin – Schwerin
- Greifswald TV – Greifswald
- Güstrow TV – Güstrow
- MV1
- Neu.Eins – Neubrandenburg und Umgebung
- Peene TV – Demmin und Umgebung
- rok-tv – Rostock
- tv.rostock – Rostock
- Rügen TV – Rügen
- Wismar TV
- Wolgast TV – Wolgast und teilweise Insel Usedom
- Grimmen TV – Grimmen

### Film

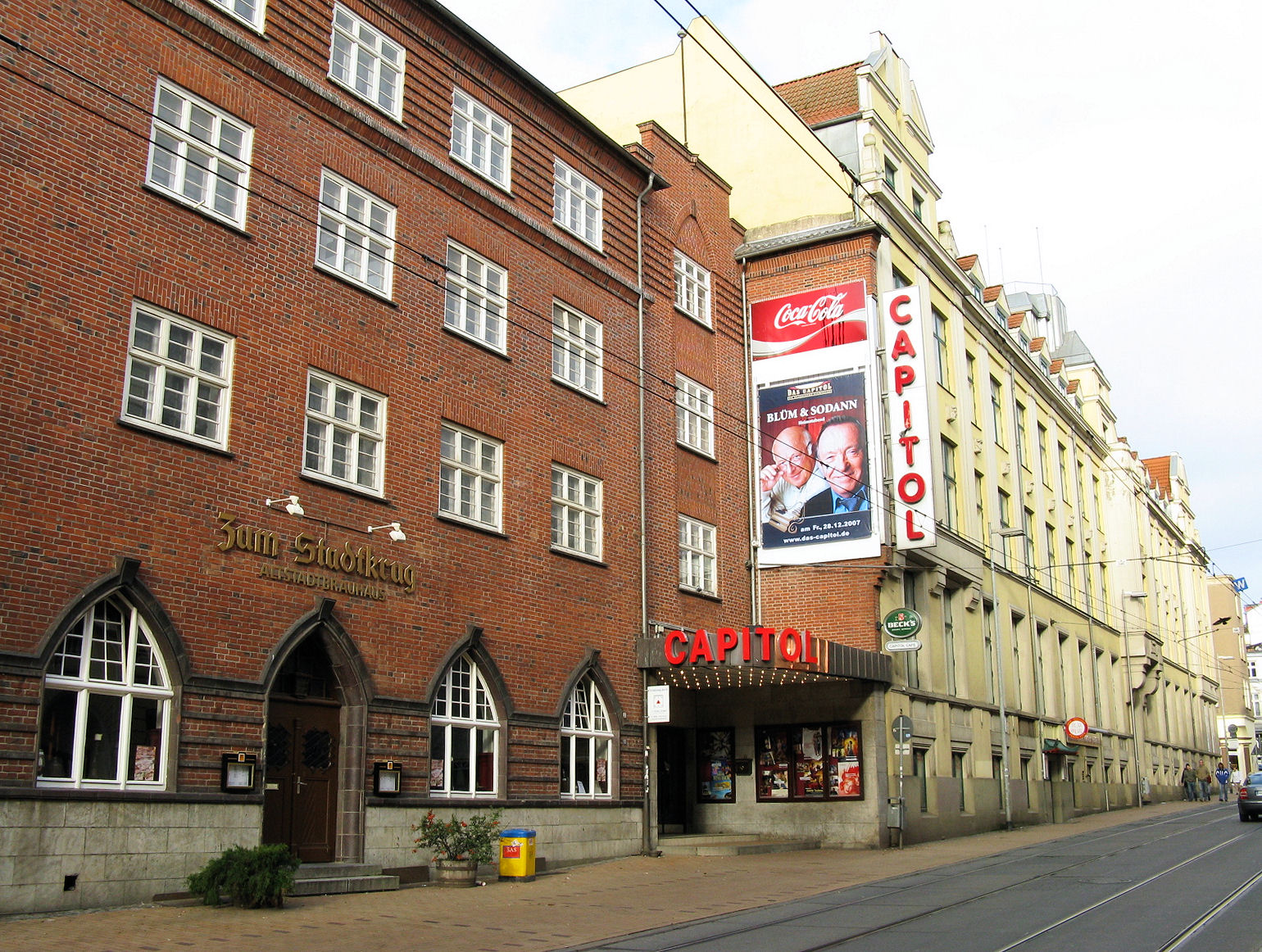
Capitol Schwerin, jeden Mai Hauptspielstätte des Filmkunstfestes MV

Mecklenburg-Vorpommern ist ein beliebtes Panorama für deutsche und internationale Filmproduktionen. Die Filmland M-V gGmbH ist der Ansprechpartner und zugleich Koordinator für die Filmbranche. Das Land Mecklenburg-Vorpommern fördert durch die Verleihung des Medienkompetenzpreises beim FiSH u. a. junge Filmproduktionen. Das Filmkunstfest Mecklenburg-Vorpommern ist das wichtigste Filmfest des Landes und ist eines der größten Publikumsfestivals Deutschlands, bei dem der Fliegende Ochse als Hauptpreis verliehen wird (siehe auch Filmveranstaltungen).

Bekannte Schauspieler aus Mecklenburg-Vorpommern sind u. a. Matthias Schweighöfer (gebürtiger Anklamer), Nadja Uhl (Stralsunderin), Charly Hübner (Neustrelitzer), Katrin Sass (Schwerinerin), David C. Bunners (Neubrandenburger), Tim Wilde (Stralsunder), Jule Böwe (Rostockerin), Devid Striesow (Rüganer), Hinnerk Schönemann (Rostocker) und Anne-Catrin Märzke (Parchimerin).
MV als Filmkulisse 
Ein Filmklassiker ist der 1922 veröffentlichte Horrorfilm Nosferatu – Eine Symphonie des Grauens, in dem der Hauptort durch Wismar dargestellt wird. Die Insel Usedom diente dem Loriot-Film Pappa ante portas als Kulisse. Die Fernsehserien Ein Bayer auf Rügen und Hallo Robbie! machten das Land und die Insel Rügen in ganz Deutschland bekannt. Der mit der Goldenen Palme prämierte Kinofilm Das weiße Band von 2009 spielt zum Teil in MV, ebenso wie der vielfach ausgezeichnete Thriller Der Ghostwriter von 2010. Im Sat.1-Fernsehfilm Die Grenze von 2010 spaltet sich Mecklenburg-Vorpommern, inzwischen von radikalen Linken regiert, von der Bundesrepublik Deutschland ab und existiert als „Demokratische Sozialistische Republik Mecklenburg-Vorpommern“ als unabhängiger Staat weiter. Auch die Filme Die Gustloff und Die Jagd nach dem Schatz der Nibelungen spielen zum Teil an Standorten in Mecklenburg und Vorpommern. Darüber hinaus gibt es zahlreiche Krimi-Filme und -Reihen, die Schauplätze in Mecklenburg-Vorpommern verwenden, u. a. der Polizeiruf 110 aus Rostock (der allerdings in großen Teilen in Hamburg aufgenommen wird), die ZDF-Samstagskrimireihe Stralsund, Der Usedom-Krimi von der Insel Usedom und SOKO Wismar.
Programmkino 
Neben Multiplexkinos mit mehreren Sälen in den größeren Städten und vereinzelten privaten Kinos gibt es den in Europa einmaligen Verband der kulturellen Kinos und Filmklubs, den Filmkommunikation-Landesverband Mecklenburg-Vorpommern, in dem fast alle Programmkinos (wie das Li.Wu Rostock im Frieda 23, das Latücht Neubrandenburg oder die BasisKulturfabrik Neustrelitz) und Filmklubs des Landes organisiert sind. Durch seine Struktur mit Abspielringen und mobilem Kino ermöglicht er selbst kleinen Orten anspruchsvolles Kino, häufig ehrenamtlich organisiert und als eine der wenigen Kulturstätten vor Ort.

## Sport

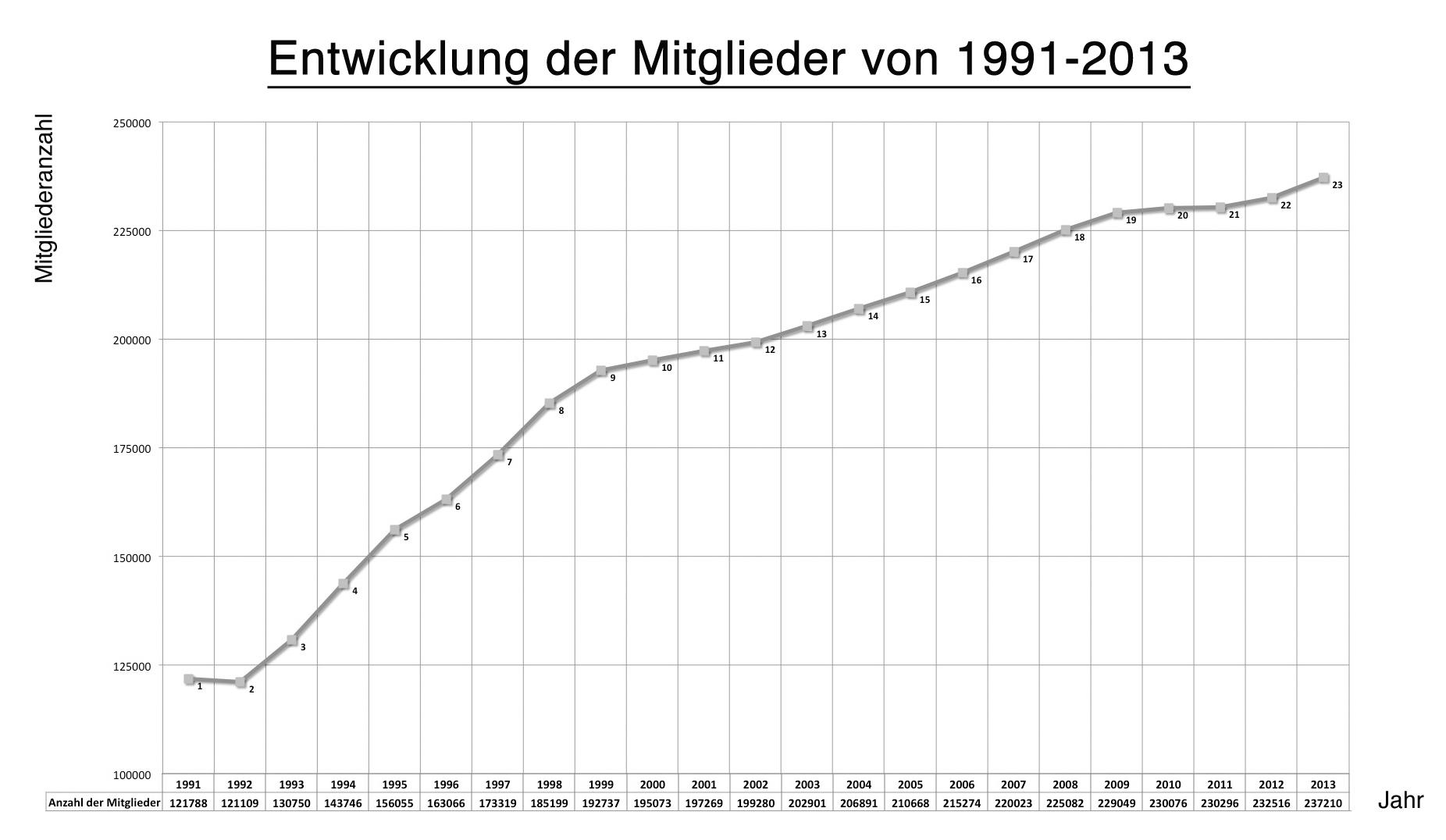
Die Zahl der Vereinssportler ist in MV seit 1991 stetig angestiegen.

Der Landessportbund Mecklenburg-Vorpommern mit Sitz in Schwerin ist seit 1990 der Dachverband des organisierten Sports in Mecklenburg-Vorpommern. Die Sportjugend MV ist seine Jugendorganisation. Das Land hat eine Reihe von Weltmeistern und Olympiasiegern in verschiedenen Sportarten hervorgebracht, etwa die erfolgreichen Fußballvereins- und Nationalspieler Toni Kroos und Tim Borowski, die Radfahrer Jan Ullrich und André Greipel, den Ruderer Hannes Ocik, sowie den Triathleten und Ironman Andreas Raelert, als auch Sportler des SC Neubrandenburg wie den Kanuten Andreas Dittmer, die Kugelstoßerin Astrid Kumbernuss und die Sprinterin Katrin Krabbe. Der F.C. Hansa Rostock spielte über 12 Jahre in der 1. Fußball-Bundesliga und ist die bislang erfolgreichste Mannschaft aus dem ehemaligen Ostteil Deutschlands. Daneben hat das Land u. a. erfolgreiche Sportler und Vereine im Volleyball, Handball, Reiten, Motorsport, im Boxen und in weiteren Sportarten vorzuweisen. Historisch wirkte im Land u. a. Friedrich Ludwig Jahn, 1802 bis 1804 Sport- und Hauslehrer in Neubrandenburg und Begründer der Turnbewegung. Der TSV 1814 Friedland ist der älteste Sportverein Deutschlands.

### Ballsportarten

#### Fußball

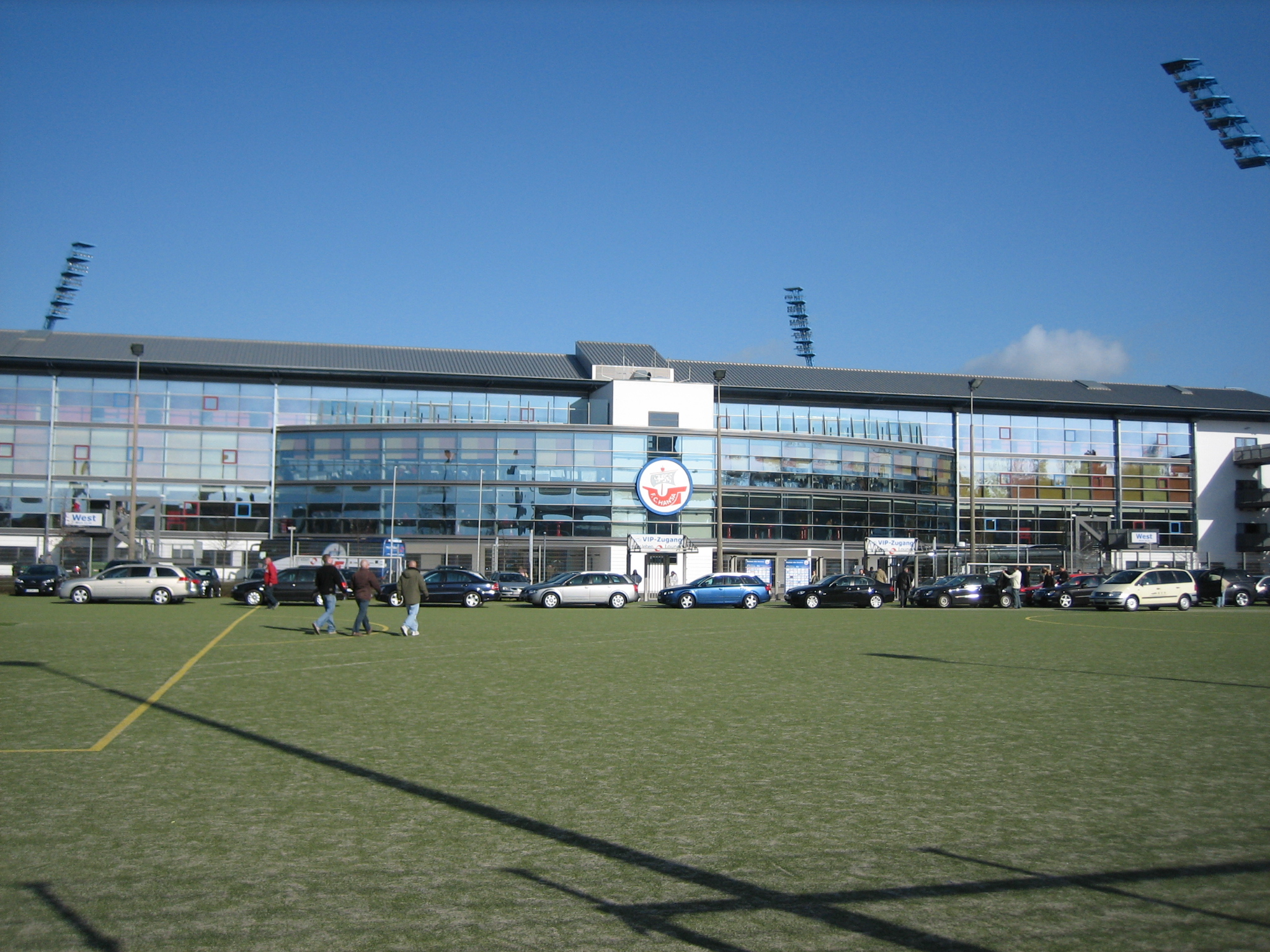
Ostseestadion, Heimstätte von Hansa Rostock

Der F.C. Hansa Rostock spielt in der Saison 2025/26 in der 3. Liga im Profifußball der Herren. Die 1965 gegründete Mannschaft ist mit zwölf Bundesligasaisons die erfolgreichste Mannschaft nach der Wende aus der DDR und hat eine der größten Fangemeinden unter allen deutschen Teams. Der Greifswalder FC spielt in der Saison 2025/26 in der viertklassigen Regionalliga Nordost. In der fünftklassigen Oberliga spielen 2025/26 die TSG Neustrelitz, Hansa Rostock II, die SG Dynamo Schwerin und der FC Anker Wismar. Der Landesfußballverband MV organisiert die Verbandsliga MV und richtet alljährlich den MV-Pokal aus, dessen Sieger am DFB-Pokal teilnimmt.
In den Wettbewerben der Frauen spielt derzeit nur Hansa Rostock in den überregionalen Ligen. Zuvor spielten auch der 1. FC Neubrandenburg 04, der Rostocker FC sowie der FSV 02 Schwerin mindestens in der Regionalliga Nordost.
Im Beachsoccer (Strandfußball) sind die Rostocker Robben erfolgreich, sie wurden 2014 erster Landesmeister bei der MV-Beachsoccer-Tour und gewannen mehrere deutsche und internationale Turniere. Seit 2013 findet in Rostock-Warnemünde der bundesweite DFB-Beachsoccer-Cup statt. Zudem gibt es im Land Hallenfußball nach den Regeln des Futsal.

#### Volleyball
Die Volleyballmannschaft des Schweriner SC, die unter dem Namen SSC Palmberg Schwerin antritt, ist in der 1. Frauen-Bundesliga vertreten und zwölffacher deutscher Meister, zuletzt 2018. Die Frauen des 1. VC Stralsund spielen in der Zweiten Frauen-Bundesliga Pro. Bei den Herren spielen der PSV Neustrelitz und der SV Warnemünde in der 2. Bundesliga Nord. Der jährliche Usedom-Beachcup gilt als weltweit teilnehmerstärkster Wettkampf im Beachvolleyball.

#### Handball
Der HC Empor Rostock und der Stralsunder HV spielen in der Saison 2023/24 in der 3. Liga, aus der die Mecklenburger Stiere Schwerin vergangene Saison abstiegen. In der Handball-Oberliga sind zudem mehrere Teams aus Mecklenburg-Vorpommern vertreten.

#### Basketball
Im Basketball spielen die Rostock Seawolves seit der Saison 2022/23 in der höchsten Spielklasse des deutschen Basketballs, der Basketball-Bundesliga (BBL).

#### Eishockey
Die Eishockeymannschaft Rostock Piranhas spielt seit der Saison 2010/11 in der Eishockey-Oberliga Nord (3. Liga).

#### Hockey
Im Hallenhockey ist das jährliche Höcker-Turnier in Güstrow von bundesweiter Bedeutung.

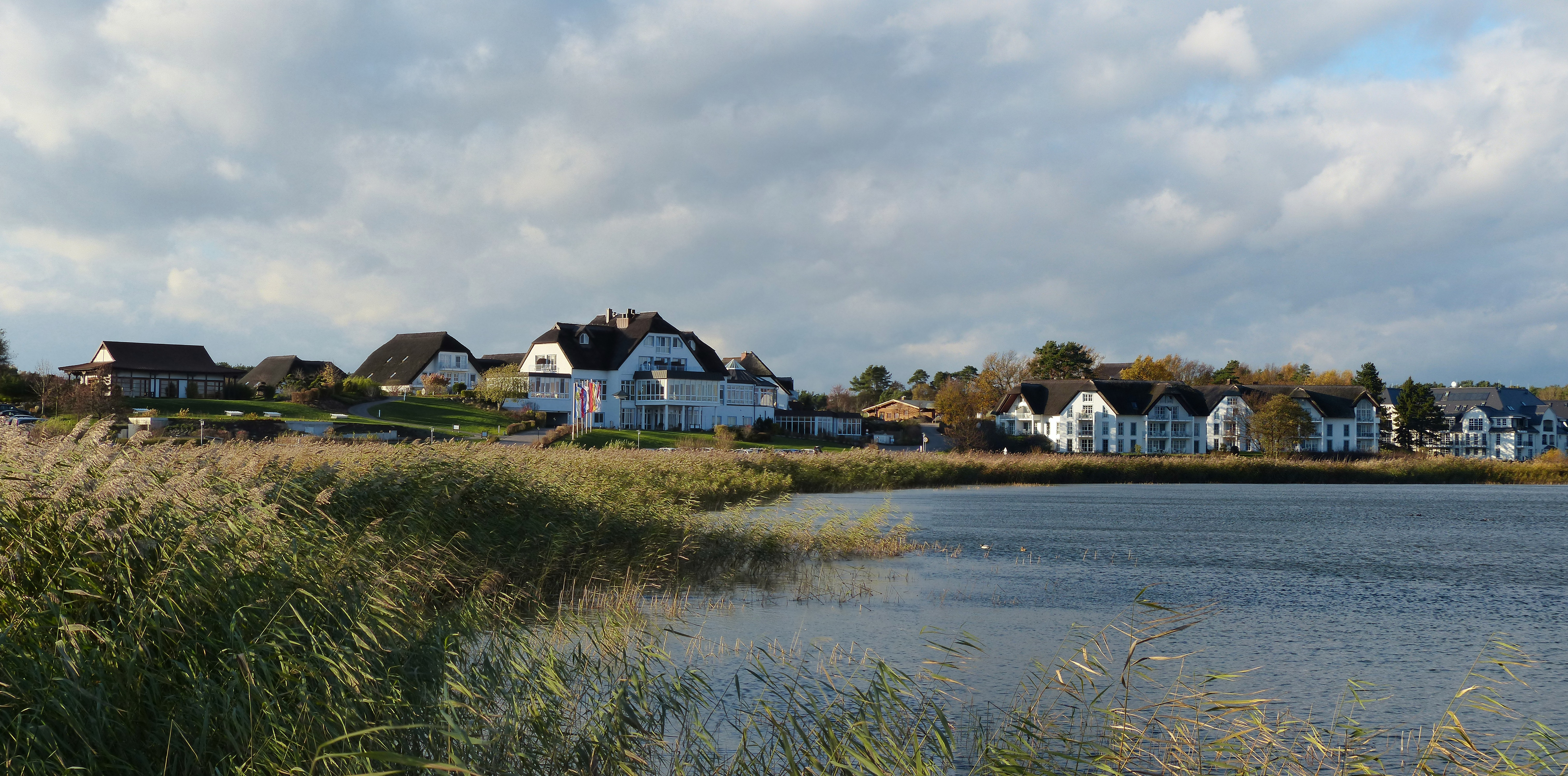
Golfclub Balmer See auf Usedom

#### Golf
Golf erfreut sich zunehmender Beliebtheit, vor allem durch die Schaffung neuer Plätze auch für Anfänger. Der Golfverband Mecklenburg-Vorpommern hatte 2011 rund 13.500 Mitglieder, darunter etwa die Hälfte aus anderen Bundesländern und dem Ausland. Bedeutende Turniere finden u. a. auf dem WINSTONopen in Vorbeck bei Schwerin statt.

#### Weitere
Im Tischtennis richtet der TTSV 90 Neubrandenburg alljährlich das „Tischtennis-Turnier der Tausend“ aus.
Das Team UWR 071 Rostock spielt seit der Saison 2013/2014 in der 1. Bundesliga im Unterwasser-Rugby.
Der Demminer Radballverein spielte von der Saison 2008/2009 bis 2013/2014 & 2018/2019 bis 2021/2022 in der 2. Radball-Bundesliga. Die DBU koordiniert den Bereich Billard, MV gehört innerhalb dessen zum Norddeutschen Billard-Verband.

### Wassersport
Segeln

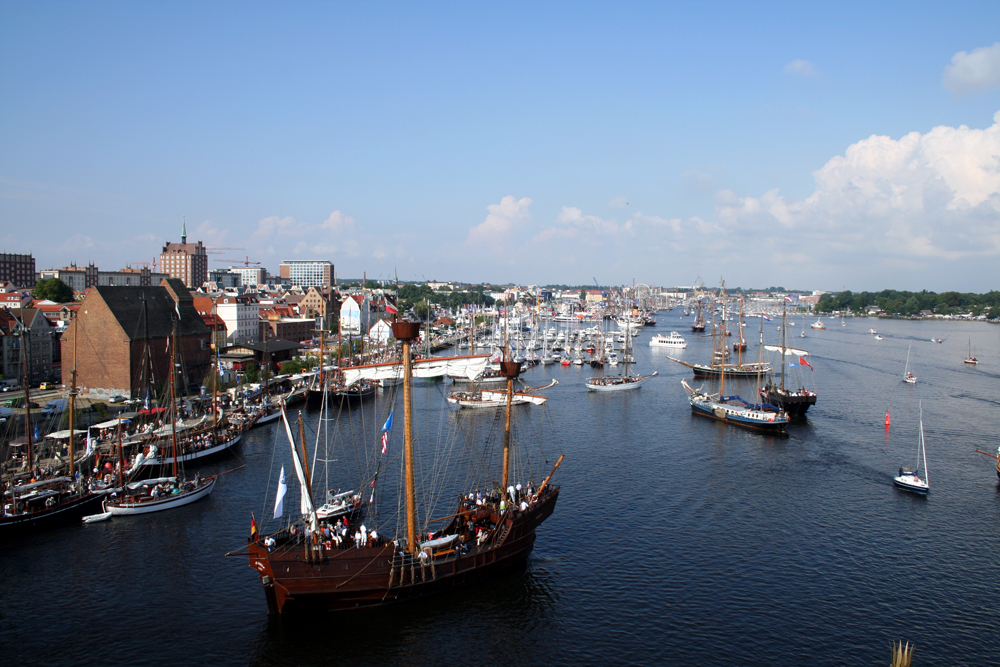
Hanse Sail in Rostock

An der Ostseeküste und auf den zahlreichen kleineren Gewässern wird Segelsport betrieben. Auf den meisten größeren Gewässern werden Regatten abgehalten. Große jährliche Sportereignisse um den Segelsport sind die Hanse Sail und die Warnemünder Woche in Rostock. In Stralsund findet jeden Sommer das Hafenfest statt, in Wismar gibt es die Hafentage und in Sassnitz auf Rügen Sail Sassnitz. In Ueckermünde wird jährlich die Haff Sail ausgerichtet. Im Binnenland ist die Müritz Sail in Waren populär, auf dem Tollensesee in Neubrandenburg wird um das „blaue Band“ gesegelt. Der Segler-Verband Mecklenburg-Vorpommern mit Sitz in Rostock-Warnemünde betreut die meisten örtlichen Segelvereine.
Windsurfen und Kitesurfen
Die Ostseeküste und viele Seen eignen sich zum Windsurfen und Kitesurfen. Über 50 Surfspots sind etabliert, zudem zahlreiche Surfschulen.
Kanusport
Der Paddelsport ist im ganzen Land populär – Kanu-, Kajak- und Drachenbootvereine sind überall präsent. Auch die Trendsportart Stehpaddeln erfreut sich zunehmender Beliebtheit. Der Landeskanuverband MV hat seinen Sitz in Neubrandenburg. Dort findet auch alljährlich die Outrigger-Regatta im Kanusport statt.
Schwimmen
Beim Stralsunder Sundschwimmen wird alljährlich von über tausend Schwimmern der Strelasund durchschwommen. Das Müritzschwimmen ist ein Wettbewerb, der seit 1969 ausgetragen wird. Der Schwimmverband MV ist in Rostock angesiedelt und betreut neben den Schwimmern auch die Wasserspringer und Wasserballer.
Tauchen
Das Sporttauchen ist im gesamten Land sowohl in vielen Binnenseen als auch in der Ostsee möglich. Viele Tauchbasen bieten Schnuppertauchen, Tauchausbildung, geführte Touren und/oder Ausrüstung an.

### Weitere Sportarten
Motorsport

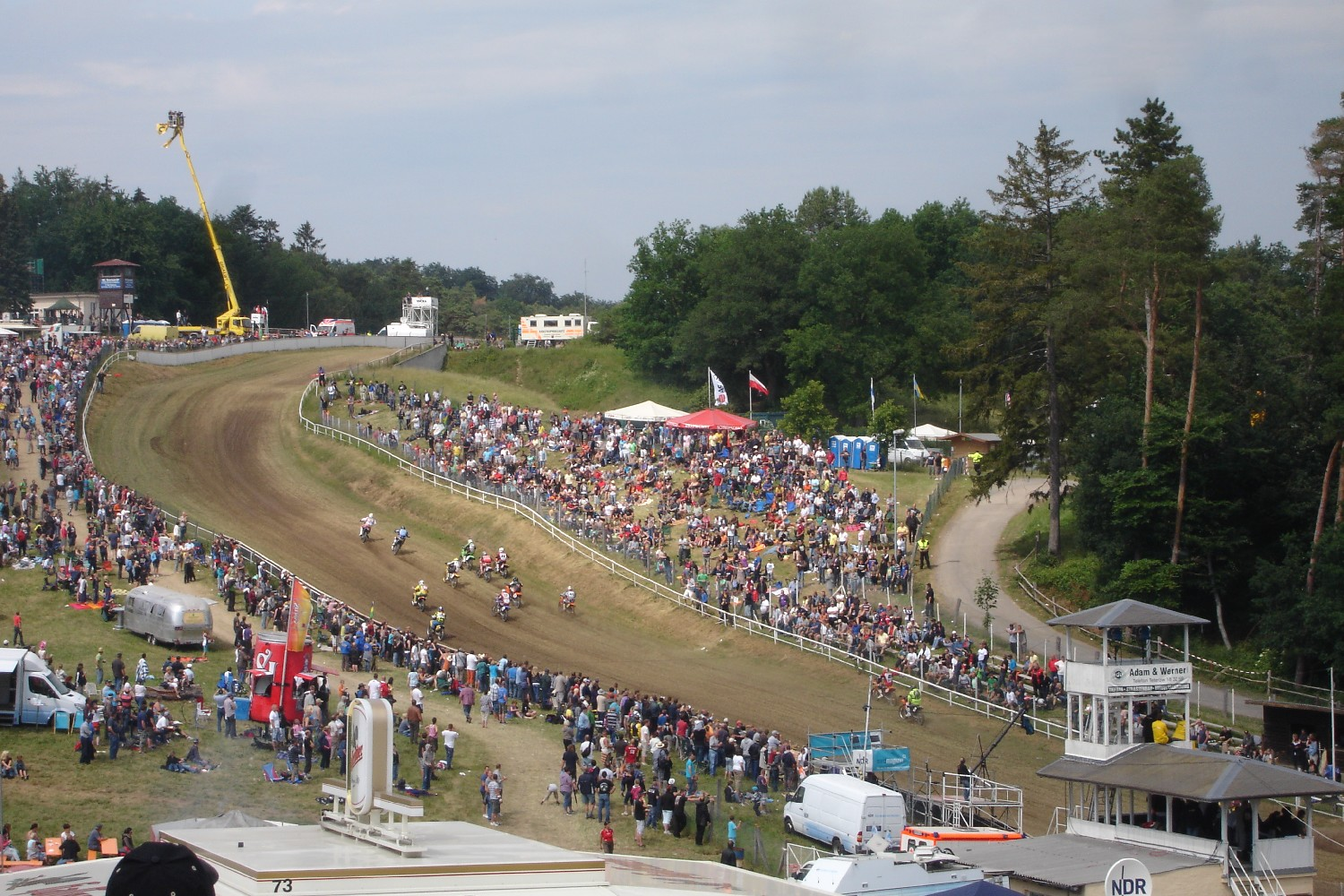
Bergringrennen in Teterow

Im Motorsport sind jährlich wiederkehrende Höhepunkte das Internationale Bergringrennen auf dem Teterower Bergring zu Pfingsten, mit dem abendlichen Speedwayrennen um den Auerhahn-Pokal in der Bergring-Arena, das internationale Speedwayrennen um den Pfingstpokal in Güstrow im Stadion an der Plauer Chaussee und in Stralsund die Speedway-Bundesliga und der Internationale Speedway-Ostseepokal. Die jährlichen Stockcar-Rennen im „Hexenkessel“ von Grimmen, sowie in Sanitz (Wendorf) und Stavenhagen („Basepohler PS-Hölle“) erfreuen sich großer Beliebtheit bei Startern und Zuschauern. Im Motoball („Motorrad-Fußball“) sind der MSC Kobra Malchin und der MSC Jarmen erfolgreich.
Eine Wettbewerbsrallye ist der sommerliche ADAC Rallyesprint „Rund um den Bergring“ in Teterow. Oldtimerrallyes finden im ganzen Land statt, populär sind u. a. die Kaiser Classic Tour über die Insel Usedom, die über Rügen führende Rügenclassics und die von vielen Old- und Youngtimer-Fahrern genutzte ADAC Sunflower Rallye im Westen Mecklenburgs. Im Land gibt es mehrere Motorsport-Rennstrecken und Kartbahnen. Der Landes-Motorsport-Fachverband MV (LMFV) mit Sitz in Rostock koordiniert vor allem die Aktivitäten in den Bereichen Motorrad- und Kartsport.
Kampfsport
Zu den populärsten Kampfsportarten in MV zählen Boxen und Kickboxen, Judo, Jiu Jitsu und Karate. Der Boxverband MV hat über 1500 Mitglieder, die Karateunion Mecklenburg-Vorpommern zählt 37 Mitgliedsvereine. Für ein breites Publikum finden im Jahr mehrere Fight Nights mit verschiedenen Kampfsportarten statt. Mehrere Weltmeisterkämpfe im Boxen fanden unter anderem in der Sport- und Kongresshalle Schwerin und im Jahnsportforum Neubrandenburg statt. Einige bekannte Boxweltmeister kommen aus dem Land, dazu gehören Sebastian Sylvester und Jürgen Brähmer. Der wohl berühmteste deutsche Boxer, Max Schmeling (1905–2005), wurde im damals uckermärkischen Klein Luckow geboren, das später zum Landesgebiet Mecklenburg-Vorpommerns kam. Bekannt sind auch die erfolgreichen Boxtrainer Fritz Sdunek (1947–2014) und Michael Timm (* 1962).
Reiten
Der Reitsport spielt in Mecklenburg-Vorpommern eine große Rolle und hat eine lange Tradition. Das Landgestüt Redefin ist für seine Hengstzüchtungen und die dortigen Paraden und Ausbildungen weltbekannt. André Thieme aus Plau am See gehört zu den erfolgreichsten Springreitern der Welt. Die Ostseerennbahn in Bad Doberan ist die älteste auf dem europäischen Festland. Der Pferdesportverband MV hat seinen Sitz in Rostock.
Radsport
Der Radsport ist in allen Altersgruppen populär. In Rostock gibt es eine Radrennbahn von 250 Metern Länge. Die Mecklenburger Seenrunde mit Start- und Zielpunkt in Neubrandenburg ist seit 2014 das größte Jedermannrennen in Deutschland und soll in den Folgejahren als europäisches Radrennen etabliert werden, das Teil der UCI Europe Tour werden könnte.
Läufe
Der Rügenbrückenlauf mit Marathon führt die Teilnehmer alljährlich über die Rügenbrücke. Weitere populäre Marathonstrecken führen durch Rostock, um die Müritz, um den Tollensesee, über Usedom, den Darß und am Stettiner Haff entlang.
Luftsport
Luftsport ist vor allem außerhalb der Wintermonate populär, z. B. Kunstflug, Ultraleichtfliegen, Paragleiten und Drachensport. Neben den größeren Flugplätzen gibt es zahlreiche kleine Fliegerhorste und Segelfluggelände, bei denen Übungsstunden absolviert werden können. Der Luftsportverband MV organisiert u. a. die jährliche Flugrallye und die deutsche Meisterschaft im Motorflug am Flughafen Neubrandenburg.
Schützensport
Über 180 Schützenvereine koordiniert der Landesschützenverband Mecklenburg-Vorpommern e. V. (LSV M-V) mit Sitz in Neubrandenburg.